# Российская империя
Росси́йская импе́рия (рус. дореф. Россійская Имперія; также Всеросси́йская импе́рия) — государство, существовавшее в период с 1721 года до Февральской революции 1917 года (де-факто) и провозглашения Временным правительством в сентябре того же года республики (де-юре).
В 1913 году Российская империя занимала вторую по площади территорию в мире (после Британской империи). Крупнейшая континентальная империя Нового времени. Она располагалась в Восточной и Северной Европе, в Закавказье, в Северной и Средней Азии (до 1867 года имела владения и в Северной Америке).
Империя была провозглашена 22 октября (2 ноября) 1721 года по окончании Северной войны со Швецией, когда по прошению сенаторов Пётр I принял титулы Императора Всероссийского и Отца Отечества.
Столицей Российской империи с 1721 по 1728 и с 1732 по 1917 год был Санкт-Петербург (в 1914—1917 годах — Петроград), а в 1728—1732 годах — Москва, которая и впоследствии сохраняла почётное звание «первопрестольной» столицы и являлась местом коронации императоров.
Во главе государства стоял император из династии Романовых, который до 17 (30) октября 1905 года обладал абсолютной властью (за исключением краткого периода в начале правления императрицы Анны Иоанновны, когда действовали навязанные ей членами Верховного тайного совета при вступлении на престол кондиции, сильно ограничивавшие её власть).
Государственный строй, который установился после принятия в 1906 году новой редакции Основных государственных законов, трактовался многими правоведами и политическим деятелями как дуалистическая форма конституционной монархии, при этом императору по-прежнему принадлежала «верховная самодержавная власть». Во время Февральской революции, 2 (15) марта 1917 года, император Николай II отрёкся от престола, было сформировано Временное правительство из членов Временного комитета Государственной думы. 1 (14) сентября 1917 года оно провозгласило Россию республикой, хотя этот вопрос относился к компетенции Учредительного собрания, которое в дальнейшем — 6 (19) января 1918 года — также объявило Россию республикой.
В 1897 году в Российской империи (с учётом автономного Великого княжества Финляндского) проживало 128,2 млн человек. К началу 1914 года население России достигло 178,4 млн человек.
В начале XX века среднегодовые темпы прироста промышленного производства в России достигали 10,1 %, и к 1914 году Российская империя занимала 5-е место в мире по объёму промышленного производства после США, Великобритании, Германии и Франции. По протяжённости железных дорог Россия уступала только США.
Первоначально в управлении страной, помимо монарха, в определённой мере принимало участие российское дворянство (см. также: Эпоха дворцовых переворотов). В начале XX века доступ к институтам власти распространился и на другие сословные группы.

## Деятельность Петра I

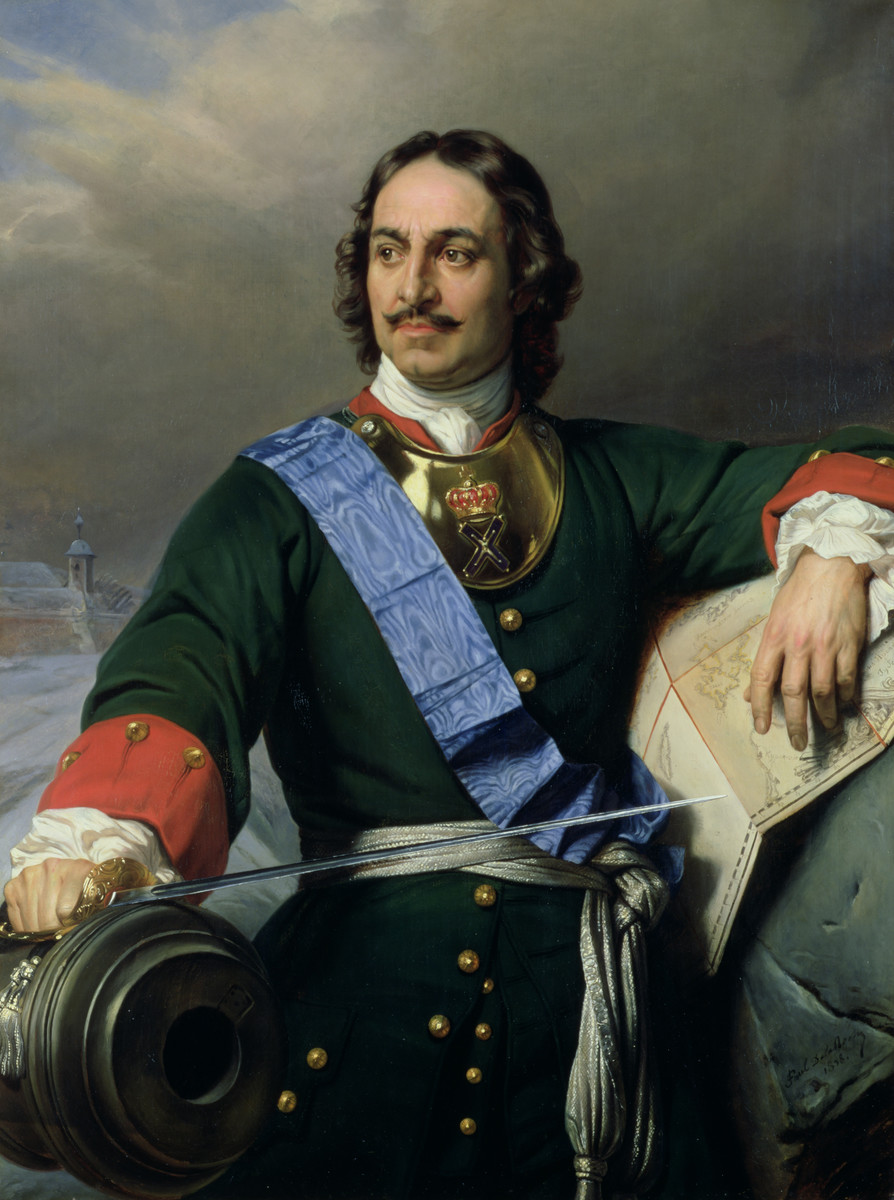
Пётр I — первый российский император

Реформы Петра I существенно изменили государственную и общественную жизнь в России. Кроме того, в результате Северной войны 1700—1721 годов упрочилось международное положение Российского государства. Внутренние преобразования и военная победа способствовали превращению России в великую державу, игравшую большую роль в европейской политике, и, учитывая реалии нового положения страны, Сенат и Синод 22 октября (2 ноября) 1721 года, в день объявления Ништадтского мира, преподнесли царю титулы Отца Отечества и Императора Всероссийского. Принято считать, что с принятием Петром I императорского титула Россия превратилось из царства в империю и начался имперский период в истории страны.
По итогам реформ в России установилась абсолютная монархия, режим самодержавия был зафиксирован в Воинском Регламенте. Главе государства подчинялась даже церковь (через обер-прокурора Святейшего синода), ранее существовавшее патриаршее устройство преобразовано в синодальное. Пётр I вводит Табель о рангах и уравнивает вотчину с поместьем; боярство потеряло остатки самостоятельности и превратилось в дворянство, обязанное всю жизнь служить государству. Пётр I создаёт в России современный флот, реформирует армию по европейскому образцу, открывает образовательные и научные учреждения (Петербургская академия наук). Выходит первая российская газета «Ведомости», вводится гражданский шрифт. Пётр I поощряет развитие науки, торговли и промышленности, в частности судостроения, и системы российского образования: за время правления Петра I при общей численности населения в 15 миллионов человек образование получил каждый десятый житель России. Столицей государства становится основанный в 1703 году Санкт-Петербург.
В период правления Петра I начала формироваться государственная концепция триединого русского народа как совокупности великороссов, малороссов и белорусов. Эта концепция получила развитие в трудах сподвижника Петра I, архиепископа Феофана Прокоповича.
Наиболее яркими сподвижниками Петра I являлись Ф. Лефорт, Б. П. Шереметев, А. Д. Меншиков, Я. Брюс, М. М. Голицын, А. И. Репнин, А. С. Келин. Достижения петровского правления подчас делались через консервацию устаревших форм: в частности, дворянство по-прежнему было обязано служить, а рост промышленности в основном обеспечивался расширением крепостного труда. Реформы Петра I в промышленности привели к увеличению объёма внешнеторгового оборота страны, но, с другой стороны, привели к преобладанию импорта продукции над экспортом, упрочили в российской торговле роль иностранцев, особенно доминирование в российской торговле англичан.

## История

### XVIII век
Российская империя провозглашена 22 октября (2 ноября) 1721 года в связи с принятием Петром I титула императора. Этот титул и ранее неоднократно использовался в западном лексиконе в отношении русских монархов (Ивана III, Василия III, Ивана Грозного и других), являясь западноевропейским аналогом титулов «кесаря» или «царя», также восходящим к Древнему Риму. Российское царство у западных картографов и авторов неоднократно именовалось Российской империей, к примеру у Абрахама Ортелия (1574) или Жака Маржерета (1607). Приняв титул императора, Пётр I перешёл на более привычный в Европе, формально равный царю титул. Государственное название Россия также не было новым, однако отныне стало стандартом, упразднив использование параллельных названий, таких как Московское государство.
Императрица Екатерина I стала правительницей после смерти мужа (1725 г.), хотя фактическая власть принадлежала Верховному тайному совету. Россия была ослаблена после Северной войны и жёстких реформ Петра.
Императрица Анна Иоанновна назначала немцев на высшие посты. После смерти Анны Иоанновны (1740 г.) Б. К. Миних и А. И. Остерман свергли её фаворита Э. И. Бирона, бывшего регента малолетнего Ивана VI, а новым регентом была назначена его мать — Анна Леопольдовна.
В результате переворота 1741 года малолетний император Иван VI и его родственники отправлены в заключение, и к власти пришла императрица Елизавета Петровна. Впервые за многие столетия и вопреки мнению политической элиты императрицей в России введён один из первых в мире мораториев на смертную казнь, действовавший около 20 лет, высшим наказанием стала вечная каторга. Русская армия успешно воевала против Пруссии в Семилетней войне (1756—1763 гг.). 12 (23) августа 1759 года — победа русской армии в Кунерсдорфском сражении. Семилетняя война показывает странам Западной Европы высокую боеспособность и выучку русской армии. При ней был открыт Московский университет (1755 г.), обустроены императорские резиденции (Зимний дворец, Царское Село) в стиле елизаветинского барокко. В. Н. Татищевым создаётся первый капитальный труд по русской истории — «История Российская». На Нижнетагильском заводе Демидовых была построена самая большая в мире домна.
Императрицей оказывалась поддержка русским деятелям культуры. Наметились сдвиги в экономике (благодаря поддержке купеческого предпринимательства), продолжилось продвижение русских в киргиз-кайсацкие степи.
Пётр III (1761—1762 гг.) издал Манифест о вольности дворянства, благодаря которому дворянство освобождалось от обязательной государственной службы при сохранении всех своих привилегий, а также получало право практически беспрепятственного выезда из страны (единственной сословной обязанностью дворянства осталось получение достойного образования). Тайная канцелярия упразднена, поощрялись торговля, финансы и промышленность. Начата секуляризация церковных земель, прекращено преследование старообрядцев. Прекращение войны с Пруссией на основе личных симпатий императора и заключение крайне невыгодного для России сепаратного Петербургского мира, возврат завоёванной Восточной Пруссии, которая уже четыре года находилась в составе Российской империи, отказ от всех завоеваний Семилетней войны, фактически выигранной Россией, были расценены в Пруссии как чудо, а в кругах российского дворянства как национальное предательство, что послужило одной из причин свержения Петра III и его последующего убийства.

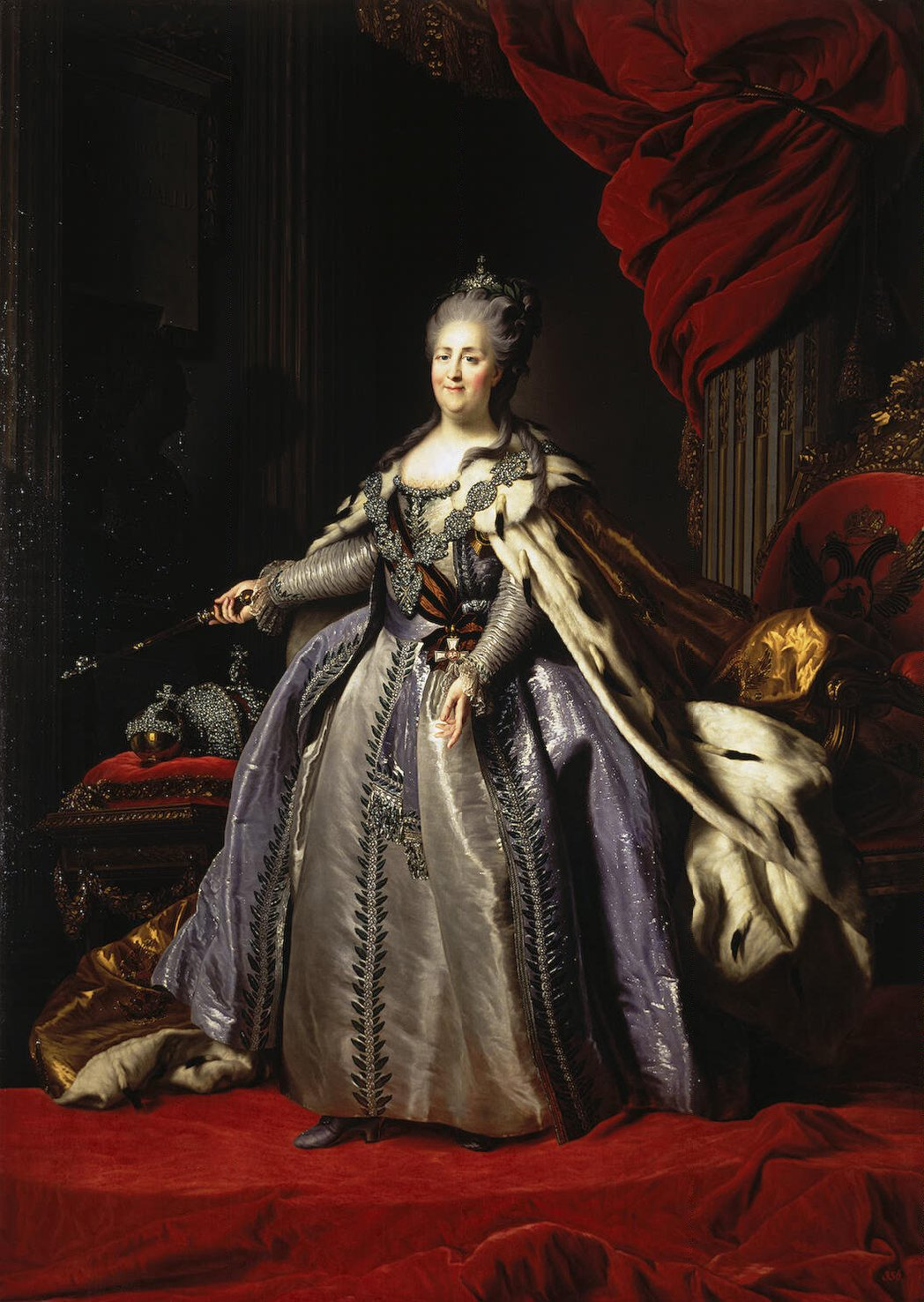
Императрица Екатерина II Великая

При императрице Екатерине II выиграна русско-турецкая война (1768—1774), в результате которой Россия получила огромные территории на юге, прежде всего контроль над побережьем Чёрного и Азовского морей, параллельно ведя борьбу с повстанцами Пугачёва, после чего в 1775 была ликвидирована Запорожская Сечь, а на бывших территориях запорожских казаков создана Новороссийская губерния.
Во времена правления Екатерины Великой Россия совместно с Пруссией и Австрией осуществила три раздела Речи Посполитой, в результате которых к Российской империи присоединены белорусские и литовские земли, Инфлянты, Волынь и Подолия. Также она успешно вела войны с Турцией за выход к Чёрному морю и присоединила Крым (1783 г.). Старейшины Ингушетии заключили договор (1770 г.) о принятии Ингушетии в российское подданство и переходе под российское покровительство; в 1783 году Восточная Грузия, ведущая постоянные войны с турками и персами, находящаяся под угрозой полного уничтожения и частично оккупированная Османской империей попросила защиты у христианской России, подписала Георгиевский трактат и добровольно вошла в состав Российской империи на правах протектората, что обеспечило мир на её территории и в дальнейшем способствовало отмене крепостного права; в 1801 году Восточная Грузия стала российской губернией. В результате русско-турецких войн к 1872 году вся территория современной Грузии, а также Абхазия вошли в состав России.
Наиболее яркими сподвижниками Екатерины II являлись П. А. Румянцев-Задунайский, Г. А. Потёмкин, А. В. Суворов, А. А. Безбородко, И. И. Бецкой, Е. Р. Дашкова, В. Я. Чичагов, А. Г. Орлов.
В рамках «Греческого проекта» Екатерина II пыталась решить «восточный вопрос», разделив Османскую империю между Россией и западными странами и воссоздав в определённой форме Византийскую империю, но встретила сопротивление Великобритании и Франции.
Российская империя поддержала США в войне за независимость. Выдвинутая Россией Декларация о вооружённом нейтралитете (разработана при прямом участии Екатерины II и графа А. А. Безбородко) имела фундаментальное значение для формирования системы международных правовых норм в сфере морской торговли и ведения морской войны. В 1764 году по инициативе И. И. Бецкого создаются Смольный институт благородных девиц (первое в России учебное заведение для женщин) и Воспитательный дом в Москве (для сирот и беспризорников).
Жалованная грамота дворянству освободило дворянство от обязательной службы, в то время как крестьянство осталось прикреплённым к земле. Пугачёвщина — реакция крепостных крестьян на подобные привилегии дворян и казаков, у которых Екатерина II отняла остатки вольности. Сама Екатерина II правила в духе «просвещённого абсолютизма»: учреждается Вольное экономическое общество, делается попытка составить новое уложение, государство поощряет развитие науки и культуры (за исключением репрессий против Новикова, Радищева и др.).
В 1769 году в России были введены в обращение бумажные деньги (ассигнации). Их неумеренная эмиссия, расточительность Екатерины II и в целом её неэффективная финансово-экономическая политика привели к кризису финансовой системы: если в начале её правления общий долг правительства составлял около 1 млн рублей, то к концу её царствования он достиг огромной по тем временам суммы в 205 млн рублей. Стабильная государственная финансовая система была установлена только к середине XIX века. Внешние займы Екатерины II и начисленные на них проценты полностью погасили только в 1891 году.
Отмена выборности казачьих атаманов, подрыв казачьей экономики введением государственной монополии на соль, каторжный труд приписных крестьян на казённых и частных заводах за мизерную плату без права увольнения, усиление барщины, продажа и перепродажа крепостных крестьян, зачастую целыми деревнями, произвол и безнаказанность помещиков, указ Екатерины II от 22 августа (2 сентября) 1767 года о запрете крестьянам жаловаться на помещиков — привели к крупнейшему за несколько столетий восстанию под предводительством Емельяна Пугачёва, охватившему большую территорию Российской империи.
Император Павел I отменил ряд нововведений матери. Ввёл жёсткую дисциплину в армии, уменьшил привилегии дворян, издал манифест о трёхдневной барщине, установил новый порядок престолонаследия, исключавший вступление женщин на престол. Военные реформы Павла I заключались, в том числе, в регламентации всех сторон воинской службы. Приняты новые воинские уставы, введены: уголовная ответственность офицеров за жизнь солдат, пенсионное обеспечение уволенных солдат, а также наградные знаки для нижних чинов.
Павел I становится великим магистром Мальтийского ордена, готовит проект похода в Индию. 12 (24) марта 1801 года он был убит в ходе дворцового переворота.

### XIX век
Внук Екатерины II Александр I стал последним императором, пришедшим к власти в результате дворцового переворота.
В правление Александра I членами Негласного комитета графом А. Р. Воронцовым и А. Н. Радищевым создан первый проект конституции России (Всемилостивейшая жалованная грамота), впоследствии отклонённый императором. Ввиду огромных военных расходов, приведших к увеличению дефицита бюджета, были значительно повышены все налоги (прямые и косвенные) для всех без исключения сословий Российской империи.
При Александре I проведена реформа государственного управления (Манифест об учреждении министерств) и образованы министерства — новые государственные органы, регламентировавшие деятельность отдельных отраслей управления. Во главе министерств стояли министры, обладавшие, в отличие от прежней коллегиальный модели управления, единоличной властью и ответственные лично перед императором. Координация деятельности министерств происходила в рамках Комитета министров, на заседаниях которого часто присутствовал сам император. В 1810 году образован Государственный совет — высший законосовещательный орган Российской империи.

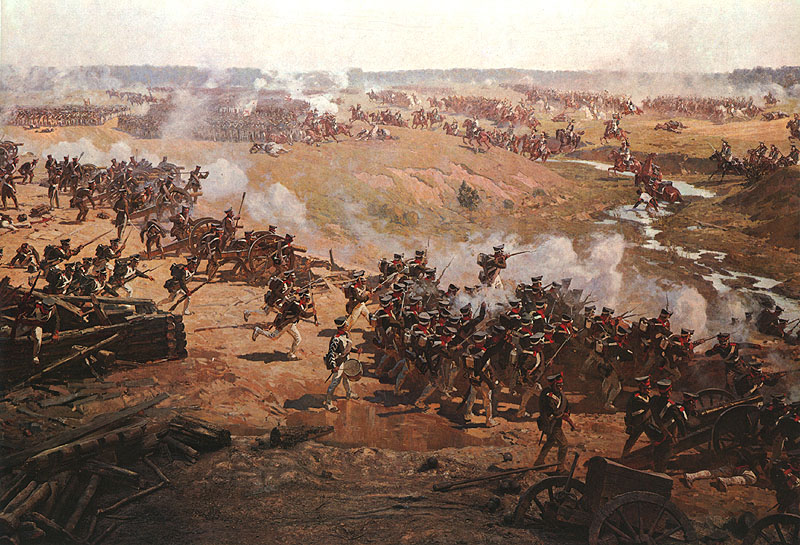
Ф. А. Рубо. Бородинская битва (фрагмент панорамы)

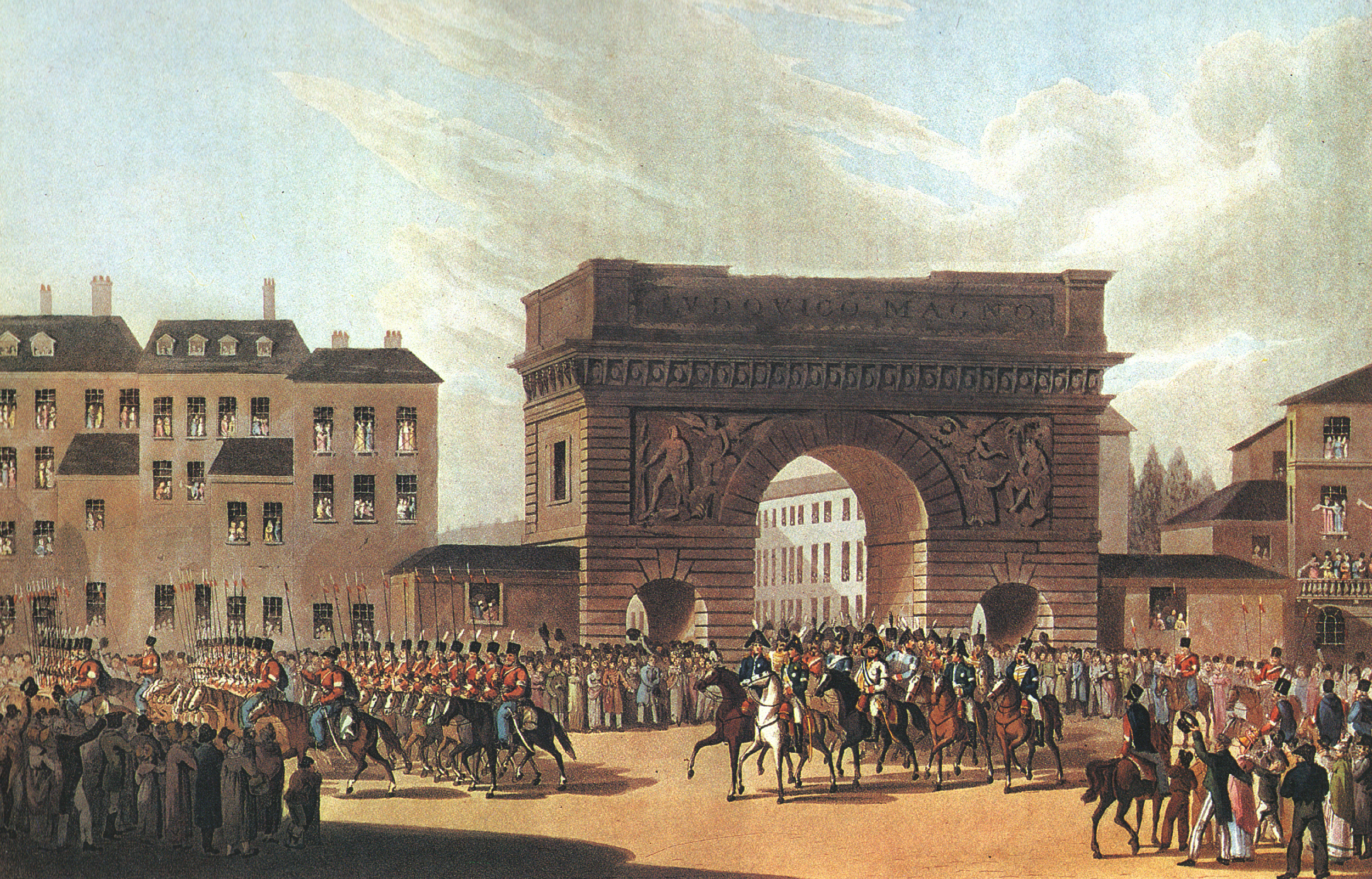
Русская армия вступает в Париж

В конце XVIII века Россия вступила в коалицию против революционной Франции и участвовала в «наполеоновских войнах», после заключения Тильзитского мира Россия прекратила торговлю со своим главным торговым партнёром и присоединилась к Континентальной блокаде Англии, что привело к англо-русской войне, а также русско-шведской войне по результатам которой к Российской империи была присоединена Финляндия.
В 1804—1813 годах Россия вела войну с Персией. После победы в битве при Асландузе и взятии под руководством генерала П. С. Котляревского Ленкорани был подписан Гюлистанский мирный договор, согласно которому Россия приняла под своё покровительство ряд азербайджанских ханств.
Отменив свой план вторжения в Великобританию и нанеся поражение союзникам России в континентальной Европе, Наполеон вторгся в Россию — началась Отечественная война 1812 года. Несмотря на занятие Наполеоном Москвы, русские войска под командованием генерал-фельдмаршала М. И. Кутузова
 нанесли серию поражений французской армии, война закончилась полным разгромом французской армии в России.
В 1814 году русские войска заняли Париж, что дало России право решающего голоса на Венском конгрессе и подняло её международный престиж. В октябре 1815 года Россией и почти всеми европейскими государствами (кроме Великобритании) был заключён инициированный Александром I Священный союз, направленный на поддержание международного порядка, определённого на Венском конгрессе, и предотвращение любых революционных выступлений.
Россия включила в свой состав польские земли вместе с Варшавой. Также власть российского императора распространилась на Финляндию (1809 г.), Бессарабию (1812 г.) и Азербайджан (1813 г.). Император Александр I отменил раздачи казённых крестьян приближённым. В 1803 году издаётся указ о вольных хлебопашцах, а в 1818 году рассматриваются проекты отмены крепостного права. В 1810—1817 годах появляются военные поселения (позднее в них происходят бунты).
Статус России повышает первое русское кругосветное плавание под командованием И. Ф. Крузенштерна и Ю. Ф. Лисянского (1803—1806 гг.). Русский адмирал Ф. Ф. Беллинсгаузен в 1820 году во время своего кругосветного путешествия открыл новый материк Антарктиду и назвал одну из открытых земель в честь императора.
Вместе с русской армией, вернувшейся из Европы, в Россию проникли революционные идеи, вылившиеся в 1825 году в восстание декабристов. Наследник престола цесаревич Константин Павлович от престола отказался, возникла ситуация междуцарствия; император Николай I сосредоточил усилия на жёстком утверждении режима личной власти, контроле над политической, экономической и культурной жизнью страны.
При Николае I осуществлено издание Полного собрания законов Российской империи, куда включили все узаконения начиная с 1649 года.
На протяжении полувека Россия вела боевые действия против кавказских горцев (Кавказская война), закончившиеся присоединением Северного Кавказа. В 1828 году под руководством полководцев И. Ф. Паскевича, А. П. Ермолова, В. Г. Мадатова и А. И. Красовского была одержана победа в русско-персидской войне, по результатам которой был заключён выгодный для России Туркманчайский мирный договор и территория современного Азербайджана, население которого надеялось на защиту России, а также Восточная Армения добровольно вошли в состав России. По итогам русско-турецкой войны 1828—1829 годов подписан Адрианопольский мирный договор, в результате которого Греция, долго боровшаяся за свободу от турецкого владычества, обрела независимость, к России присоединены Анапа и Поти. После Польского восстания 1830—1831 годов отменена конституция Царства Польского.
Россия потерпела поражение в Крымской войне (1853—1856 гг.) с Турцией и поддержавшими последнюю Великобританией и Францией, обеспокоенными усилением России на международной арене и обладавшими в своей совокупности существенным военно-техническим превосходством. По результатам Крымской войны был заключён Парижский мирный договор, согласно которому Россия согласилась на минимальные территориальные уступки, но теряла право иметь военные базы и военный флот в Чёрном море, также как и Турция. В 1870 году Россия отказалась выполнять статьи Парижского мирного договора и была заключена Лондонская конвенция (1871), разрешающая иметь России и Турции военно-морской флот и военные базы на Чёрном море. Утраченные территории и право защищать христианское население Турции Россия вернула в 1878 году на основе подписанного канцлером Александром Горчаковым и графом Петром Шуваловым Берлинского трактата, в результате которого к России перешла Карсская область и была возвращена Южная Бессарабия.
При Николае I усиливается государственный контроль за жизнью общества (III отделение и Корпус жандармов), строятся первые железные дороги. После подавления восстания 1830—1831 годов Царство Польское становится частью Российской империи, сохранив при этом некоторую автономию.

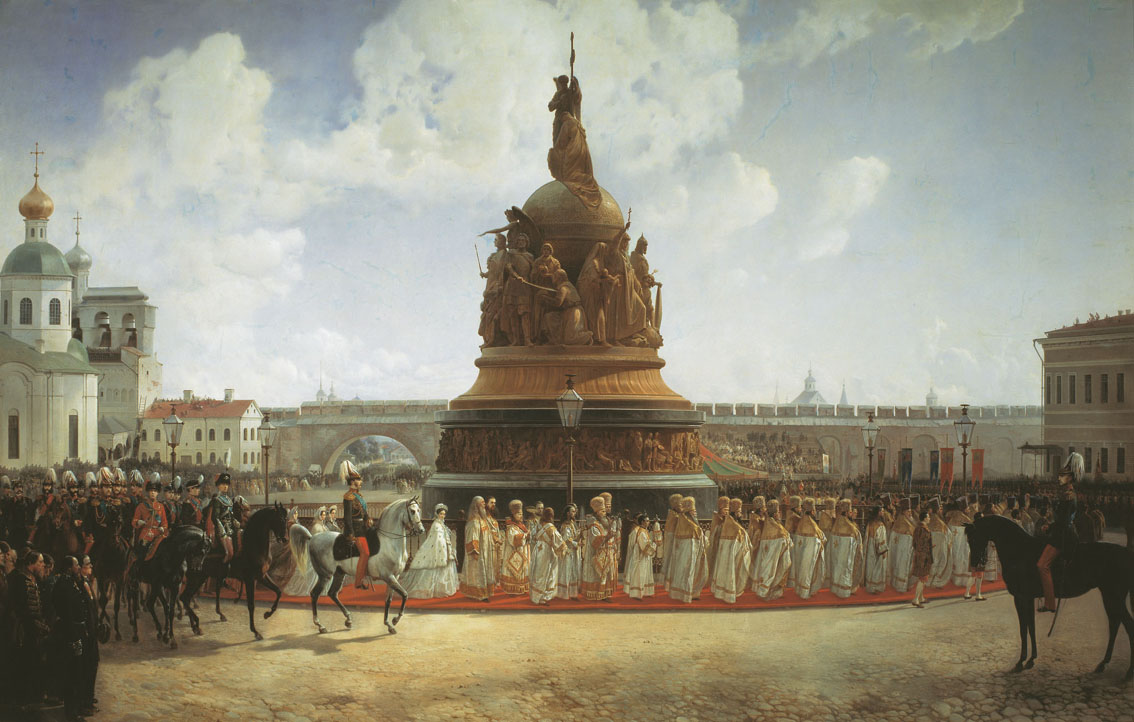
Б. П. Виллевальде. Открытие памятника 1000-летия России в Новгороде в 1862 году

Император Александр II предпринял беспрецедентные по масштабу реформы: отменил крепостное право, провёл военную, судебную, земскую и городскую реформы. Окончательно упраздняется польская автономия после восстания в Польше, закончена война на Кавказе, восстанавливается деятельность финляндского сейма. Россия в 1867 году продаёт США Аляску. Из-за недовольства крестьянской реформой и желания её «переделать» создаются народнические революционные организации: «Чёрный передел», «Народная воля»; члены последней убивают императора 1 марта 1881 года.
Эти реформы инициировались лишь частью элиты и не имели массовой поддержки. Они учитывали в основном интересы помещиков, а не крестьян, что предопределило сохранение пережитков крепостничества (крупного дворянского землевладения, земельной неустроенности крестьян, отработочной системы, напоминавшей барщину, выкупных платежей, общины) и элементов традиционных структур, в частности — самодержавия. Александр II в рамках финансовой реформы снял секретность с государственного бюджета и ввёл государственный контроль над бюджетом посредством контрольных палат, однако государственный долг в его правление увеличился в три раза.

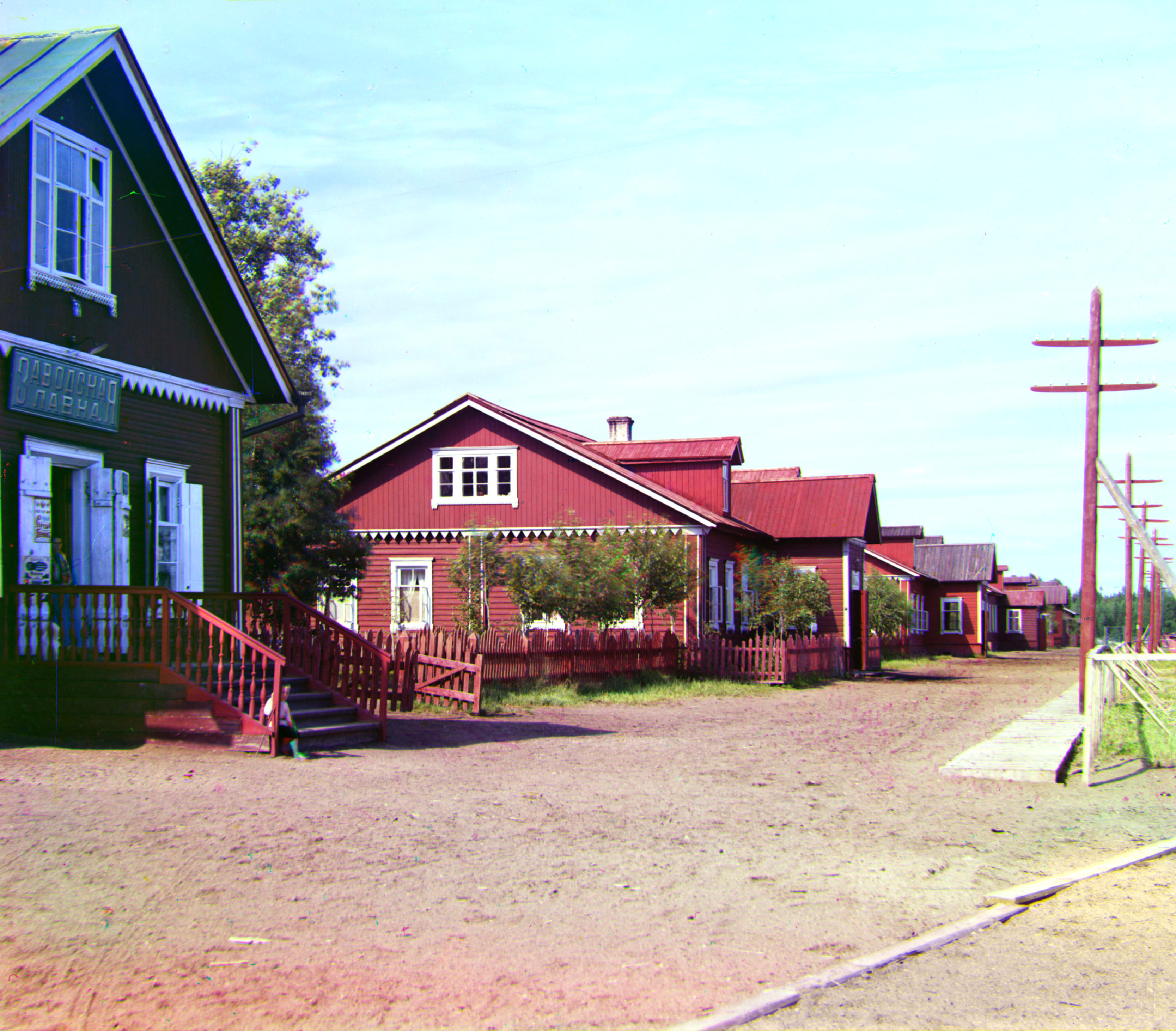
Жилые постройки Ковжинского лесопильного завода (Новгородская губерния, 1909 год, фотография С. М. Прокудина-Горского)

Россия вела успешные войны против Турции на Балканах, что привело к освобождению южнославянских народов, когда христианские страны Болгария, Сербия и Черногория, столетия находившиеся под османским владычеством, получили с военной и дипломатической помощью России независимость (Сербия — признание, Болгария — фактическую независимость), став ближайшими союзниками России на Балканах. Берлинский трактат 1878 года, заключённый при содействии канцлера Отто фон Бисмарка, частично сохранил за Россией достижения Сан-Стефанского мирного договора.
Александр III, потрясённый убийством своего отца в результате теракта, подготовленного народовольцами, через два месяца после вступления на престол подписал Манифест о незыблемости самодержавия, содержавший критическую оценку общественных преобразований, осуществлённых Александром II. В правление Александра III начались контрреформы: получил поддержку национализм, радикальные элементы подверглись репрессиям; организована Секретная полиция; причастность к революционной деятельности могла караться смертной казнью; была введена цензура; ограничено университетское самоуправление; граждане из низших слоёв населения были практически лишены права получить гимназическое и высшее образование, занять достойную государственную должность (О сокращении гимназического образования); для усиления контроля над крестьянским самоуправлением был учреждён институт земских начальников (1889), сокращено представительство крестьян в земствах (1890), урезана самостоятельность городских дум (1892), введён высокий имущественный ценз и низшие сословия лишены права голоса; ужесточена черта оседлости для евреев. Контрреформы Александра III привели к резкому спаду количества революционных терактов, но в то же время привели к определённой консервации социальных проблем. В правление Александра III был образован Крестьянский поземельный банк и Дворянский земельный банк для обеспечения кредитования крестьян и помощи им в выкупе земли, а также для ипотечного кредитования дворян.
Протекционистская политика Александра III, направленная на развитие национальной промышленности; финансовые меры, способствующие бездефицитности и сбалансированности российского бюджета; укрепление армии и флота, в том числе посредством национализации ряда крупных военных предприятий, — способствовало тому, что Россия по темпам промышленного роста становится одним из мировых лидеров, российский флот, впервые в российской истории, по своей боевой мощи становится третьим в мире: после Англии и Франции.
Император Александр III принимал консервативно-охранительные меры: полиция имела право без суда высылать «неблагонадёжных лиц», закрывать газеты и предприятия, почти полное упразднение автономии университетов, сужение полномочий суда присяжных, установление процентной нормы для евреев и т. д., хотя имелись и некоторые «попечительские меры»: перевод всех крестьян на выкуп в 1881 году, создание Крестьянского банка, рабочие законы 80-х, немного ограничившие произвол предпринимателей. Во внешней политике в течение всего царствования удавалось успешно избегать войн и повысить ввозные пошлины, что также благоприятно сказалось на государственных финансах. Начинается бурный промышленный рост, в основном, за счёт строительства железных дорог. Сокращается доля и доминирование дворянства в государственной службе, остаются только люди с высшими чинами. В конце правления происходит поворот к франкофильской ориентации. В 1891 году заключён франко-русский союз.

### Конец XIX — начало XX века
В 1894 году российским императором стал Николай II. Советником в начале его политической деятельности, а до этого и воспитателем был К. П. Победоносцев, консерватор, убедивший, по мнению некоторых историков, Николая II в его исторической миссии: сохранения незыблемых принципов российского самодержавия и его сословной структуры. Коронация Николая II 1896 года была омрачена трагедией на Ходынском поле.
Конец XIX — начало XX веков — период быстрого экономического роста. Центром тяжёлой промышленности стал Донецкий угольный бассейн. Появились политические партии, как реформаторские (кадеты), так и революционные (эсеры, большевики).
Происходил рост недовольных тяжёлыми условиями своего труда; увеличивается доля забастовок с политическими требованиями. Вследствие этого продолжительность рабочего дня ограничивается 11,5 часами, начинается организация «полицейских» профсоюзов. Демографический рост обострил земельный вопрос в деревне, увеличив количество крестьянских волнений с требованиями «чёрного передела». Империя принимала участие в подавлении восстания в Китае, продолжается русификация Финляндии, Монголия фактически становится русским протекторатом.
В 1899 году по инициативе Николая II созвана международная Гаагская конвенция о законах и обычаях войны. В 1895—1897 годах была проведена денежная реформа С. Ю. Витте, установившая золотой стандарт, свободный обмен кредитных билетов на золото и девальвирующая рубль, что способствовало притоку капиталов из-за рубежа и ускорению промышленного роста. Если к 1913 году по количественным показателям объёма производства Россия находилась в пятёрке развитых стран, производя 5,3 % всей мировой промышленной продукции, то по качественным показателям производства продукции на душу населения, производительности труда и уровню грамотности населения отставала от развитых стран в несколько раз.
В противовес Тройственному союзу, Россия вошла в 1907 году в военно-политический блок с Великобританией и Францией (Антанта). Противоречия между двумя блоками, борьба за сферы влияния впоследствии стали причиной Первой мировой войны.
Российская империя потерпела поражение в русско-японской войне.
После Октябрьской всеобщей политической стачки, вызванной в том числе планами императора лишить права голоса многочисленные категории населения при выборе совещательной Государственной думы (Манифест 6 августа 1905 года), император Николай II был вынужден издать Манифест 17 октября 1905 года и внести изменения в Основные государственные законы Российской империи, которые фактически стали первой российской конституцией. В результате в стране появился парламент — Государственная дума, ставшая не совещательным, а законодательным органом; объявлены гражданские свободы (свобода слова, совести, собраний и союзов). Однако полноценной конституционной монархией Российская империя так и не успела стать.
Во время потрясений 1905—1907 годов жертвами революционного террора стали более 13 тыс. человек (государственные чиновники, чины полиции, Отдельного корпуса жандармов и армии и др.). Резкое усиление революционных выступлений привело к тому, что в 1906 году было введено положение о военно-полевых судах, ужесточавшее наказание за совершение тяжких преступлений и действовавшее по упрощённой процедуре. В ходе карательных экспедиций по пресечению беспорядков (1905—1906 гг.) и по решениям военно-окружных (1906—1910 гг.) и военно-полевых (1906—1907 гг.) судов убиты и казнены около 5 тыс. человек.
С целью прекращения революционных выступлений, царское правительство пошло на беспрецедентный шаг: в 1905—1907 годах были снижены для крестьян, а затем и частично отменены выкупные платежи на землю, что значительно облегчало крестьянам получение земли в частную собственность, в то же время помещикам государство платило полную стоимость выкупного платежа.
Назначенный Николаем II премьер-министр П. А. Столыпин для уменьшения масштабных крестьянских волнений провёл аграрную реформу, направленную на наделение крестьян правом частной собственности на землю, льготное кредитование крестьянских хозяйств, развитие товарно-денежных отношений на селе, упразднение сельской общины. После убийства Столыпина реформа завершена не была.
В 1912 году произошёл Ленский расстрел рабочих. За время правления Николая II по неполным данным, не считая смертей от голода, во время разгона демонстраций было убито и ранено около 50 000 человек, умерло в тюрьмах около 30 000 человек, только с 1905 по 1912 г. на территории Российской империи во время различных погромов убито 20 000 и ранено 30 000 человек, при этом погромщики, как правило, к суду не привлекались.
В Российской империи (на территории Великого княжества Финляндского) впервые в Европе введено женское избирательное право, и в 1907 году несколько женщин были избраны в сейм Финляндии.
В 1901 году построена самая длинная в мире Транссибирская магистраль. По суммарной протяжённости железных дорог Россия в это время находилась на втором месте в мире.
В 1904 году И. П. Павлов стал первым русским учёным, получившим Нобелевскую премию. П. И. Бахметьев основал новую науку криобиологию. В России И. И. Сикорским создан первый в мире четырёхмоторный самолёт «Русский витязь» (1913); «Русские сезоны» (1908) в Европе С. П. Дягилева с участием знаменитых русских артистов, музыкантов и художников оказали значительное влияние на развитие мирового искусства, сыграли значительную роль в популяризации русской культуры в Европе, способствовали установлению моды на всё русское. В России период развития культуры до Первой мировой войны получил название «Серебряного века русской культуры». 14 (27) апреля 1914 года Урянхайский край добровольно вступил под протекторат России, с помощью которой была построена столица края — город Белоцарск.
По численности населения Российская империя в это время вышла на третье место в мире. По потреблению хлеба на душу населения Россия была на первом месте в мире, по средней зарплате фабричного рабочего отставала от развитых стран примерно в два раза, по расходам на образование примерно в 10 раз; средняя продолжительность жизни в России была примерно в полтора раза меньше развитых стран.
По общему уровню жизни Россия находилась примерно на уровне Португалии и Венгрии. В 1914 году Россия, имея самый большой в мире государственный долг, а также самый большой в мире золотой запас, вступила в Первую мировую войну на стороне Антанты. По данным западных источников, к моменту выхода из войны общие потери русской армии составили 1,7 млн чел. — убитыми и умершими от ран; 4,95 млн чел. — ранеными и 2,5 млн чел. — пленными.
Мировой финансовый кризис, вызванный Первой мировой войной, тяжёлое экономическое положение и глубокий политический кризис в стране, перебои в снабжении продовольствием, высокий уровень социального и правового неравенства между высшими и низшими сословиями, зачаточное состояние системы социальной поддержки низших слоёв населения и в связи с этим широкое развитие радикальных политических движений; падение общественного доверия к императорской власти, массовое забастовочное движение, слабое развитие спецслужб, которые в других странах боролись с революционными настроениями, привели в 1917 году к падению монархии.

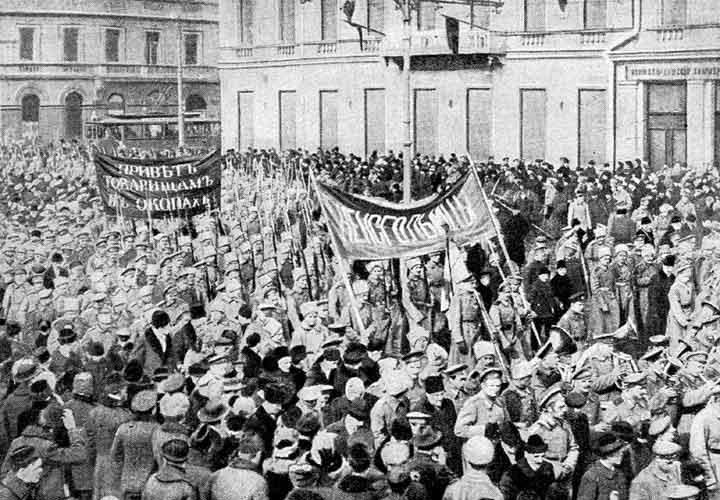
Солдатская демонстрация в дни революции

1 марта 1917 года Великобритания и Франция заявили о признании в качестве российского правительства Временного комитета Государственной думы. Императора Николая II, ранее издавшего указ о роспуске Государственной думы (который она в целом проигнорировала) и не решившегося на ограничение своей власти и введение ответственного министерства для достижения общественного спокойствия и преодоления массовых беспорядков, представители Думы и генералитета убедили отречься от престола в пользу своего брата Михаила, но тот не захотел принять бразды правления без решения Всероссийского учредительного собрания. В результате власть перешла по соглашению между Временным комитетом Государственной думы и Петросоветом к Временному правительству под руководством князя Г. Е. Львова, а затем, после июльского мятежа против политики Временного правительства, А. Ф. Керенского. 1 (14) сентября 1917 года по постановлению Временного правительства была провозглашена Российская республика.
По мнению некоторых исследователей (П. А. Сорокин «Социология революции»), основной причиной Февральской революции была невозможность большинства населения реализовать свои базовые потребности, в том числе невозможность людей из низов занять высокий статус, в силу сословной структуры Российской империи, что резко ограничивало возможности развития России.
В октябре 1917 года путём свержения Временного правительства в России к власти приходят большевики.

## География

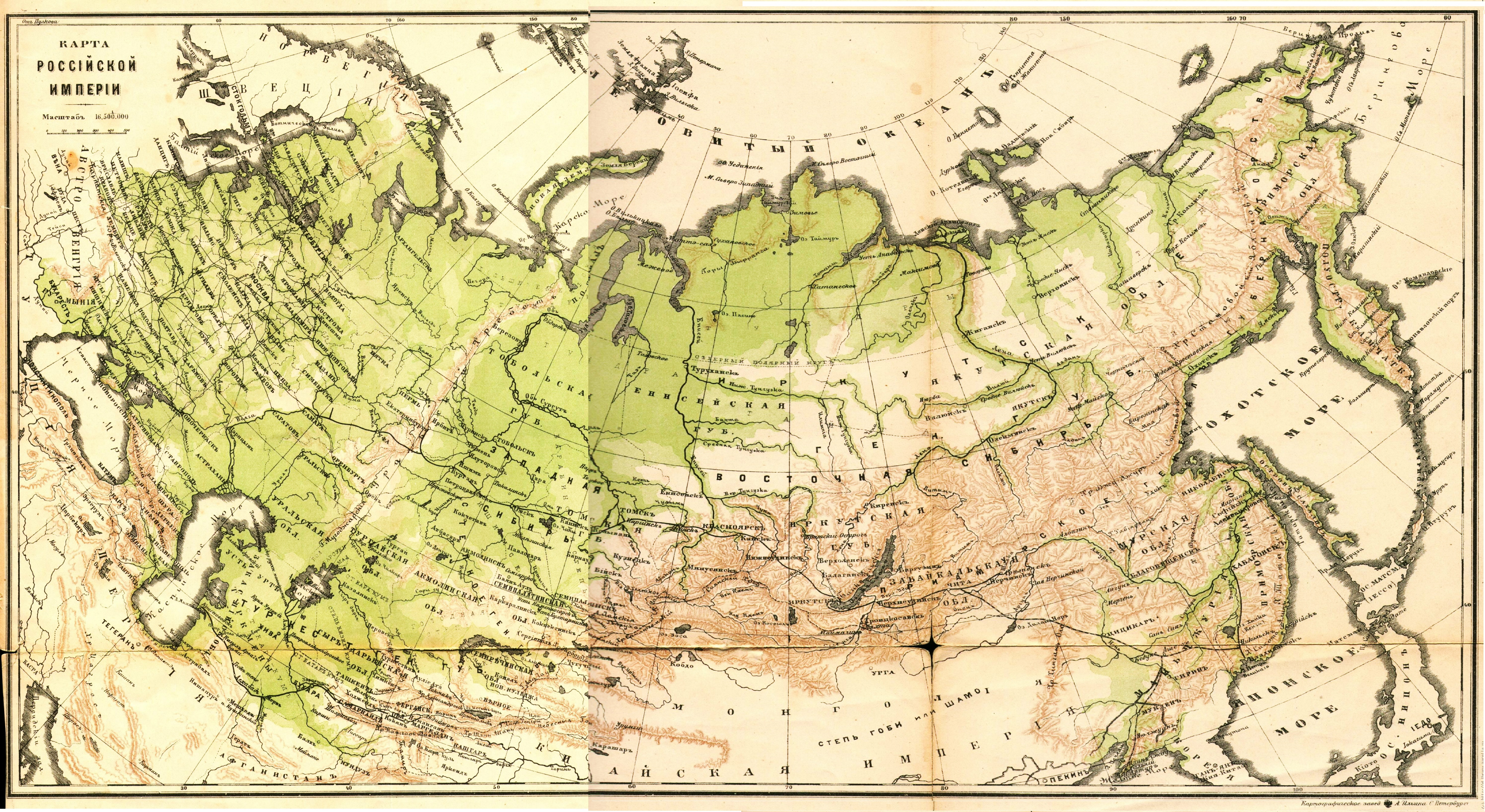
Карта Российской империи (1898 г.)

Территория Российской империи находилась в Восточной и Северной Европе, в Закавказье, в Северной и Средней Азии (помимо этого, до 1867 года имела владения в Северной Америке). К 1914 году она простиралась от Северного Ледовитого океана на севере до Чёрного моря на юге, от Балтийского моря на западе до Тихого океана на востоке.
Площадь территории России на 1913 год составляла 21,8 млн км², то есть почти 1/6 часть суши. Страна занимала по площади территории второе место в мире после Британской империи. Кроме того, официальными вассалами Российской империи являлись Бухарский эмират и Хивинское ханство, а с 1914 года Урянхайский край находился под её протекторатом.
Россия по суше граничила со следующими странами: с Норвегией, Швецией, Германией, Австро-Венгрией, Румынией, Османской империей, Персией, Афганистаном, Бухарским эмиратом, Хивинским ханством, Китаем, Кореей, Японией (на острове Сахалин).
| Регион                   | Территория (без значительных внутренних вод), тыс. кв. вёрст | Число   | Число   | Число               | Число |
| Регион                   | Территория (без значительных внутренних вод), тыс. кв. вёрст | Городов | Посадов | Остальных поселений |       |
| ------------------------ | ------------------------------------------------------------ | ------- | ------- | ------------------- | ----- |
| Европейская Россия       | 4 250 574,8                                                  | 638     | 51      | 511 599             |       |
| Привислинский край       | 99 691,1                                                     | 105     | —       | 40 850              |       |
| Кавказ                   | 412 310,8                                                    | 51      | 3       | 12 636              |       |
| Сибирь                   | 10 996 345,5                                                 | 51      | —       | 14 614              |       |
| Туркестан и Степной край | 3 110 623,7                                                  | 48      | —       | 9594                |       |
| Финляндия                | 286 041,8                                                    | 38      | —       | 9988                |       |
| Всего по Империи         | 19 155 587,7                                                 | 931     | 54      | 599 281             |       |
| Без Финляндии            | 18 869 545,9                                                 | 893     | 54      | 589 293             |       |

### Крайние точки
- северная — мыс Челюскин (77°36′49″ с. ш. 103°27′12″ в. д.HGЯO)
- южная — оазис Кушка в Закаспийской области, на границе с Афганистаном (35°38′17″ с. ш. 62°21′52″ в. д.HGЯO)
- западная — в Калишской губернии Царства Польского, на границе с Пруссией, к югу от селения Руда Комаровская (52°07′ с. ш. 17°38′ в. д.HGЯO)
- восточная — в 1812—1841 годах — русская крепость Росс (Форт-Росс), принадлежавшая Российско-Американской компании (38°30′51″ с. ш. 123°14′37″ з. д.HGЯO); после продажи Форт-Росса с 1841 по 1867 год находилась на границе между Русской Аляской и Британской Северной Америкой; после 1867 года — мыс Восточный (в 1898 году был переименован в мыс Дежнёва) (66°04′45″ с. ш. 169°39′07″ з. д.HGЯO)

### Административно-территориальное деление

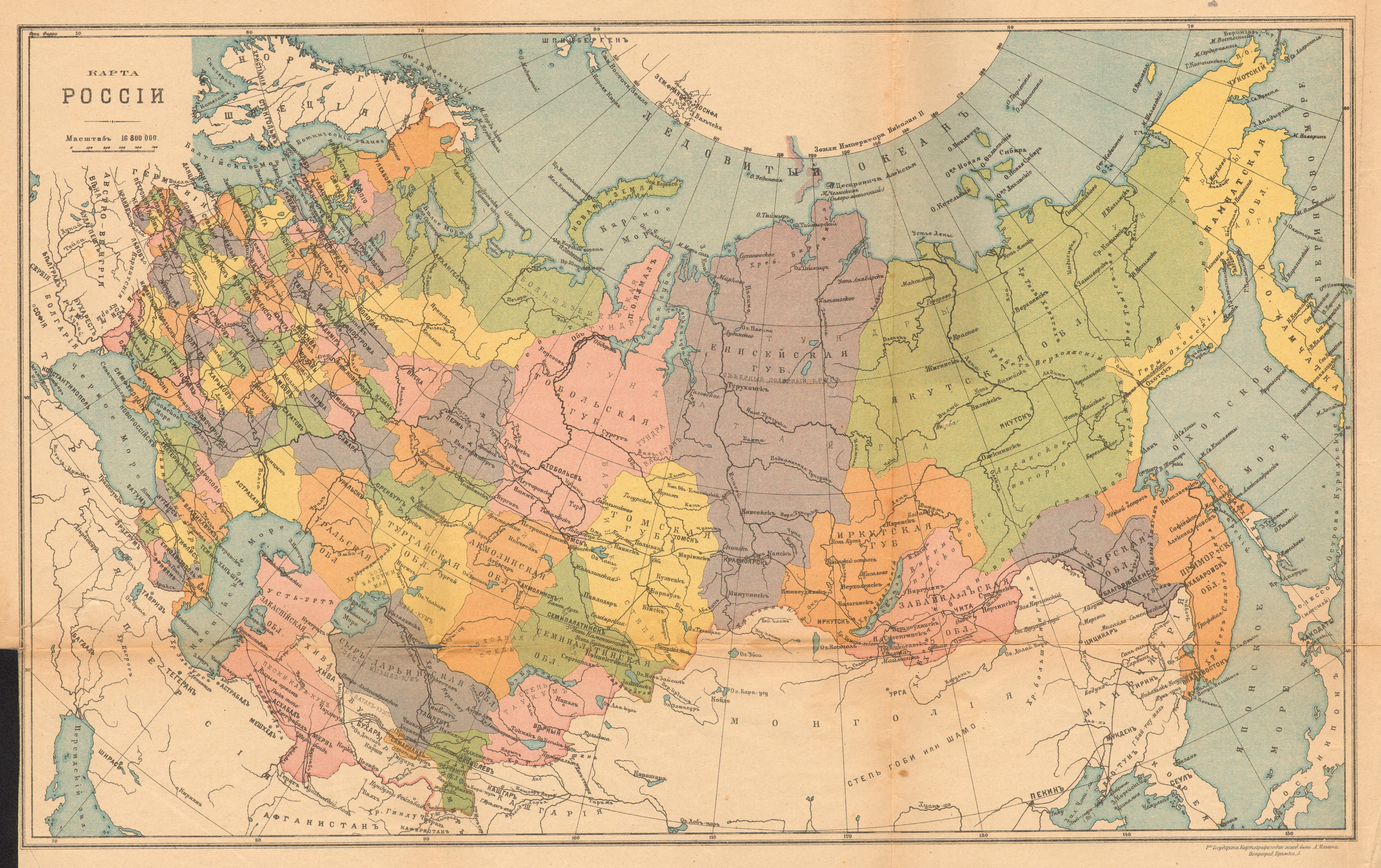
Административно-территориальное деление Российской империи к 1914 году

В 1708 году в соответствии с указом Петра I началось создание первых 8 губерний: Азовской, Архангелогородской, Ингерманландской (с 1710 года — Санкт-Петербургской), Казанской, Киевской, Московской, Сибирской и Смоленской. После реформы местного управления 1719 года губернии делились на провинции, а провинции — на уезды или дистрикты (в дальнейшем деление на провинции упразднили, а термин «дистрикт» не прижился). Губернская администрация состояла из ряда чиновников, подчинявшихся губернатору — в XVIII—XIX веках они ведали сбором налогов, судебными делами, рекрутским набором в армию, обеспечением провиантом и фуражом размещённых в губернии войск и др.
По губернской реформе Екатерины II число губерний было резко увеличено (вдвое по сравнению с дореформенным их количеством), и уменьшились их размеры (в среднем в губернии тогда проживали 300—400 тыс. человек). В ходе реформы все губернии (кроме Московской, Санкт-Петербургской и Колыванской) стали называться наместничествами (позднее Павел I вернул прежнее наименование — губернии). К ноябрю 1796 года империя делилась на 46 наместничеств, 3 губернии, Таврическую область и Землю донских казаков.
К 1914 году Российская империя состояла из 101 административно-территориальной единицы: 78 губерний, 21 области и 2 округов (Сухумского и Закатальского). Кроме того, ряд городов и территорий (Санкт-Петербург, Москва, Севастополь, Керчь-Еникале, Одесса, Николаев, Ростов-на-Дону и Баку) были выделены в градоначальства.
Также имелись генерал-губернаторства, включавшие, как правило, несколько губерний или областей (к 1914 году существовали Московское, Варшавское, Киевское, Степное, Туркестанское, Иркутское и Приамурское генерал-губернаторства; помимо этого, русский генерал-губернатор назначался в Финляндии) и Кавказское наместничество (включало в себя губернии, области и два округа Северного Кавказа и Закавказья).

## Население
| Население Российской империи                     | Население Российской империи | Население Российской империи |
| Источник данных                                  | Год                          | млн чел.                     |
| ------------------------------------------------ | ---------------------------- | ---------------------------- |
| 1-я ревизия                                      | 1722                         | 14                           |
| 2-я ревизия                                      | 1742                         | 16                           |
| 3-я ревизия                                      | 1762                         | 19                           |
| 4-я ревизия                                      | 1782                         | 28                           |
| 5-я ревизия                                      | 1796                         | 36                           |
| 6-я ревизия                                      | 1812                         | 41                           |
| 7-я ревизия                                      | 1815                         | 45                           |
| 8-я ревизия                                      | 1835                         | 60                           |
| 9-я ревизия                                      | 1851                         | 69                           |
| 10-я ревизия                                     | 1858                         | 74                           |
| Всеобщая перепись населения (с учётом Финляндии) | 1897                         | 128,2                        |
| Данные ЦСК МВД                                   | 1913                         | 178,4                        |

По данным на 1897 год население Российской империи (с учётом Финляндии) составляло 128,2 млн человек. Распределение населения по территории страны было следующим: Европейская Россия — 93,4 млн чел., Царство Польское — 9,4 млн чел., Кавказский край — 9,3 млн чел., Сибирь — 5,8 млн чел., Средняя Азия — 7,7 млн чел., Финляндия — 2,6 млн чел.
К началу 1905 года население России достигло 146,8 млн человек, к началу 1914 года — 178,4 млн человек.
Доля крупнейших народов России в общей численности населения (данные на 1917 год): русские («великороссы») — 44,6 %, украинцы («малороссы») — 18,1 %, поляки — 6,5 %, евреи — 4,2 %, белорусы — 3,9 %, казахи («киргиз-кайсаки») — 2,7 %, татары — 1,8 %, финны — 1,6 %.

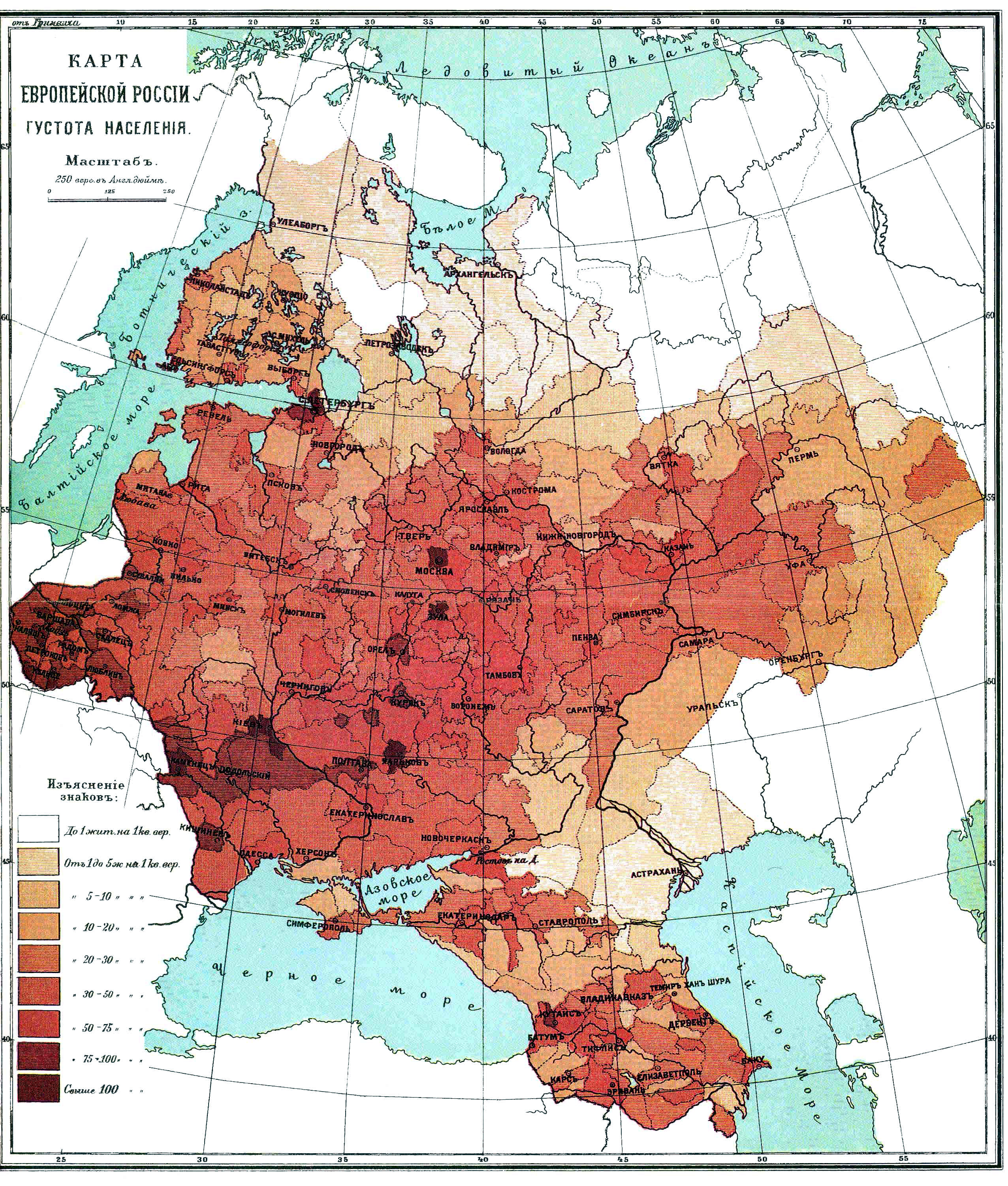
Карта населённости европейской части Российской империи
Этнографическая карта Европейской России (1875 г.)

### Города
К 1914 году в Российской империи имелся 931 город.
| Численность населения крупнейших городов Российской империи (в тыс. чел.) | Численность населения крупнейших городов Российской империи (в тыс. чел.) | Численность населения крупнейших городов Российской империи (в тыс. чел.) | Численность населения крупнейших городов Российской империи (в тыс. чел.) | Численность населения крупнейших городов Российской империи (в тыс. чел.) | Численность населения крупнейших городов Российской империи (в тыс. чел.) |
| Перепись 1897 года                                                        | Перепись 1897 года                                                        | Перепись 1897 года                                                        | Оценка 1914 года                                                          | Оценка 1914 года                                                          | Оценка 1914 года                                                          |
| №                                                                         | Город                                                                     | Население                                                                 | Город                                                                     | Население                                                                 | Изменение                                                                 |
| ------------------------------------------------------------------------- | ------------------------------------------------------------------------- | ------------------------------------------------------------------------- | ------------------------------------------------------------------------- | ------------------------------------------------------------------------- | ------------------------------------------------------------------------- |
| 1                                                                         | Санкт-Петербург                                                           | 1265                                                                      | Санкт-Петербург (Петроград)                                               | 2119                                                                      | ▬                                                                         |
| 2                                                                         | Москва                                                                    | 1039                                                                      | Москва                                                                    | 1763                                                                      | ▬                                                                         |
| 3                                                                         | Варшава                                                                   | 684                                                                       | Варшава                                                                   | 864                                                                       | ▬                                                                         |
| 4                                                                         | Одесса                                                                    | 404                                                                       | Рига                                                                      | 558                                                                       | ▲2                                                                        |
| 5                                                                         | Лодзь                                                                     | 314                                                                       | Киев                                                                      | 520                                                                       | ▲2                                                                        |
| 6                                                                         | Рига                                                                      | 282                                                                       | Одесса                                                                    | 500                                                                       | ▼2                                                                        |
| 7                                                                         | Киев                                                                      | 248                                                                       | Лодзь                                                                     | 378                                                                       | ▼2                                                                        |
| 8                                                                         | Харьков                                                                   | 174                                                                       | Тифлис                                                                    | 307                                                                       | ▲1                                                                        |
| 9                                                                         | Тифлис                                                                    | 160                                                                       | Харьков                                                                   | 245                                                                       | ▼1                                                                        |
| 10                                                                        | Ташкент                                                                   | 156                                                                       | Саратов                                                                   | 236                                                                       | ▲2                                                                        |
| 11                                                                        | Вильна                                                                    | 155                                                                       | Баку                                                                      | 232                                                                       | ▲7                                                                        |
| 12                                                                        | Саратов                                                                   | 137                                                                       | Екатеринослав                                                             | 211                                                                       | ▲5                                                                        |
| 13                                                                        | Казань                                                                    | 130                                                                       | Вильна                                                                    | 204                                                                       | ▼2                                                                        |
| 14                                                                        | Ростов-на-Дону                                                            | 120                                                                       | Казань                                                                    | 194                                                                       | ▼1                                                                        |
| 15                                                                        | Тула                                                                      | 115                                                                       | Ростов-на-Дону                                                            | 172                                                                       | ▼1                                                                        |
| 16                                                                        | Астрахань                                                                 | 113                                                                       | Астрахань                                                                 | 152                                                                       | ▬                                                                         |
| 17                                                                        | Екатеринослав                                                             | 113                                                                       | Иваново-Вознесенск                                                        | 146                                                                       | ▲31                                                                       |
| 18                                                                        | Баку                                                                      | 112                                                                       | Самара                                                                    | 144                                                                       | ▲6                                                                        |
| 19                                                                        | Кишинёв                                                                   | 109                                                                       | Тула                                                                      | 140                                                                       | ▼4                                                                        |
| 20                                                                        | Гельсингфорс                                                              | 93                                                                        | Омск                                                                      | 135                                                                       | ▲                                                                         |

## Императорская фамилия
| Численность императорской фамилии | Численность императорской фамилии |
| Год                               | Человек                           |
| --------------------------------- | --------------------------------- |
| 1850                              | 28                                |
| 1881                              | 43                                |
| 1894                              | 46                                |
| 1900                              | 53                                |
| 1914                              | 60                                |

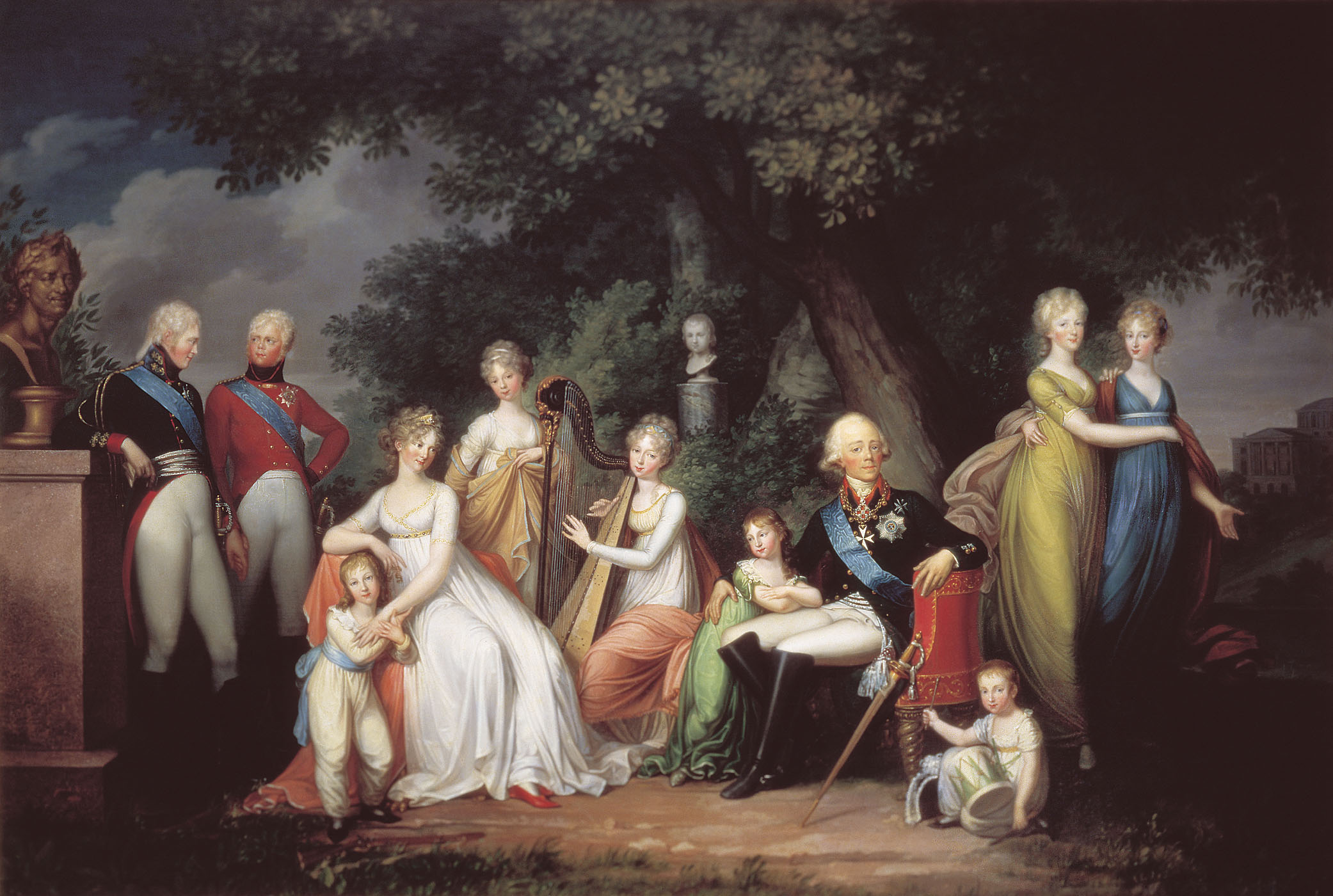
Герхард фон Кюгельген. Портрет императора Павла I с семьёй (1800 год)

В XVII веке титулами российских монархов были «царь», «великий князь» и «самодержец». В 1721 году при Петре I основным титулом становится «император».
Титулы членов российской императорской фамилии определялись особым законом 1797 года — «Учреждением об императорской фамилии», по которому члены семьи российского императора составили особую группу, находившуюся вне общей сословной системы государства. Согласно закону 1797 года, российский монарх именовался «императором», его жена — «императрицей», мать — «вдовствующей императрицей»; дети, внуки, правнуки и праправнуки здравствующего или умершего императора именовались до 1885 года «великими князьями», а после поправок императора Александра III (с 1885 года) правнуки и их потомки, рождённые от династических браков титуловались «князьями императорской крови». Наследник престола носил титул «цесаревич».
Принадлежность к императорской фамилии наделяла такое лицо значительными правовыми и имущественными преимуществами: с 5 (16) апреля 1797 года великие князья при крещении, а князья императорской крови при совершеннолетии получали высший в империи орден Святого Андрея Первозванного, что автоматически означало чин III класса (генеральский) согласно Табели о рангах. Кроме того, они имели доходы от удельных земель, принадлежавших непосредственно императорской фамилии.
Отдельные статьи Уголовного уложения Российской империи напрямую защищали интересы императорской семьи: так, посягательство на жизнь, свободу и неприкосновенность императора, императрицы или наследника престола, а также на лишение или ограничение верховной власти царствующего императора наказывались смертной казнью. Существовали также наказания за «оскорбление Величества» — от административного ареста («в случае, когда заочные оскорбления учинены по неразумию, невежеству или в состоянии опьянения») и до каторги.
В личной собственности императора и императорской фамилии находились «кабинетные земли» в Забайкалье, на Алтае и в Польше (ведались Кабинетом Его Величества) и «удельные земли» (в ведении Департамента уделов), некоторые горнодобывающие предприятия, фарфоровый и стеклянный заводы, гранильная фабрика. С 1763 года в собственность Кабинета начал поступать сбор ясака (налога пушниной) с коренных нерусских народностей Сибири. На начало XX века в собственности Кабинета находилась золотодобыча в Нерчинском горном округе.

## Сословия
| Доля представителей сословия в общей численности населения | Доля представителей сословия в общей численности населения | Доля представителей сословия в общей численности населения |
| Сословие                                                   | 1858 год                                                   | 1870 год                                                   |
| ---------------------------------------------------------- | ---------------------------------------------------------- | ---------------------------------------------------------- |
| Дворянство потомственное                                   | 1,03 %                                                     | 0,80 %                                                     |
| Дворянство личное и служилое                               | 0,55 %                                                     | 0,40 %                                                     |
| Духовенство                                                | 1,10 %                                                     | 0,90 %                                                     |
| Мещане                                                     | 7,25 %                                                     | 9,20 %                                                     |
| Крестьяне                                                  | 82,55 %                                                    | 81,50 %                                                    |
| Казаки                                                     | 6,35 %                                                     | 6,50 %                                                     |
| Иностранцы                                                 | 0,13 %                                                     | 0,27 %                                                     |
| Прочие                                                     | 1,04 %                                                     | 0,43 %                                                     |

### Дворяне
Звания дворянства на государственной службе регламентировались Табелью о рангах. Они обязаны нести гражданскую или военную службу и лишь выслугой лет повышать ранг. До 1785 года дворянин обязан отслужить в гвардии (своеобразная военная школа), а затем стать офицером. Гвардейцы становятся главной силой ряда дворцовых переворотов.
В 1861—1917 годы дворяне постепенно теряют свою экономическую роль, бо́льшая часть пригодной для сельского хозяйства земли переходит в собственность крестьянских общин (тогда как ранее не дворянам было даже запрещено владеть землёй). Более того, реформы права собственности 1860-х годов подразумевали социально-экономические реформы, по которым российское правительство утвердила бы свою позицию в сфере права собственности и её защиты. Дворяне также теряют своё традиционное для XVIII—XIX веков численное преобладание среди офицеров и госслужащих.

#### Титулованное дворянство

Д. Н. Кардовский. Бал в Петербургском Дворянском собрании
23 февраля 1913 года

В допетровской России единственным аристократическим титулом был титул «князь». Этот традиционный титул обозначал, что предки его носителя когда-то правили какой-либо частью русских земель.
При Петре I в России появляются иностранные титулы, в первую очередь — «барон» и «граф». Источников их возникновения было несколько: во-первых, Пётр I присоединил новые территории; проживавшая на них местная знать уже имела подобные титулы; во-вторых, на русской службе появилось множество иностранцев, ряд которых также уже имел титулы. Третьим источником иностранных титулов стали пожалования русских аристократов титулами князей и графов Священной Римской империи. Эти титулы присваивались по ходатайству российского монарха германским императором, и разделялись на «действительные», или «владетельные» (требовавшие наличия земель в империи) и «титулярные». Все русские носители римско-имперских титулов принадлежали к последней категории.
После заключения в 1783 году Георгиевского трактата о переходе Восточной Грузии под протекторат Российской империи грузинская аристократия была включена в систему российского дворянства с титулами князей. Допускались также пожалования в князья татарской и мордовской знати, перешедшей в православие.
После включения Польши в состав Российской империи в качестве Царства Польского в 1815 году польская шляхта частично также внесена в родовые книги российского дворянства. В 1831 году часть шляхты, не сумевшую доказать своего шляхетства, выделили из дворянского сословия в разряд однодворцев и граждан западных губерний.
Князья
В начале правления Петра I в России насчитывалось 47 княжеских родов, некоторые из которых вели своё происхождение от Рюрика. К началу XVIII века некоторые из них (например, князья Мышецкие или Вадбольские) обнищали, 11 родов пресеклись в мужском колене, некоторые, наоборот, стали стремительно разрастаться. За исключением пожалования А. Д. Меншикову титула князя Ижорского (1707 г.), до вступления на престол Павла I княжеский титул в России никому не предоставлялся. Император Священной Римской империи, чтобы польстить Екатерине II, возвёл в князья Империи её фаворитов Г. Г. Орлова, Г. А. Потёмкина и П. А. Зубова (в России им было разрешено использовать этот иностранный титул).
Регулярные пожалования княжеским титулом начались при Павле I, а после присоединения Грузии происходило массовое признание данного титула за грузинскими владетельными родами, что привело к утрате его значимости. Так, правительственные комиссии в Тифлисе и Кутаисе только в 1850 году признали княжеские титулы за 86 грузинскими родами. Ввиду этого обращение к князьям пришлось разделить на «Ваше сиятельство» и «Ваша светлость» (последнее считалось более почётным).
К концу XIX века в Российской империи было учтено 250 княжеских родов, лишь 40 из которых вели своё происхождение от Рюрика или Гедимина. 56 % княжеских родов в империи были грузинскими. Кроме того, насчитывалось около 30 небогатых княжеских родов татарского, калмыцкого и мордовского происхождения.
Графы
Первым русским графом становится Б. П. Шереметев (1706 г.). Поскольку до 1797 года княжеские титулы в России не жаловались, графский титул считался наиболее почётным. С началом пожалований княжеских титулов он несколько девальвировался, и на 1894 год насчитывалось уже 340 графских родов (в основном из числа польской шляхты, финско-шведских и остзейских родов). Особую щедрость проявил Павел I, пожаловавший в графы 26 человек, в том числе 4 женщин.
Бароны
В Российской империи титул барона считался менее почётным, чем княжеский или графский. Первым российским бароном стал подканцлер П. П. Шафиров (1710 г.), происходивший из выкрещенных евреев. В XVIII—XIX веках распространяется пожалования баронства иностранцам, выкрещенным евреям и купцам, обычно на столетие купеческого дома. Всего на начало XX века в России числится 240 баронских родов. Большинство из них являлись остзейскими немцами и обрусевшими иностранцами.
Экзотические титулы
Кроме традиционных для России титулов князя, графа и барона, существовало также несколько родов герцогов и маркизов. Титул герцога не был характерен для Российской империи, и в основном им обладали представители иностранного дворянства, имевшие российское подданство или состоявшие на русской службе, или же русские дворяне, возведённые в герцогское достоинство иностранными монархами (например, императором Священной Римской империи). Единственным русским дворянином, пожалованным титулом герцога от русского монарха, был А. Д. Меншиков, получивший титул герцога Ижорского от Петра I одновременно с княжеским в 1707 году. В России титул герцога приравнивался к титулу князя.
Все русские маркизы вели происхождение от итальянских, французских и польских родов и получили титул от иностранных монархов. К 1917 году насчитывалось 5 родов маркизов.

### Духовенство
Здесь рассматривается духовенство Русской православной церкви, составлявшее отдельное сословие.

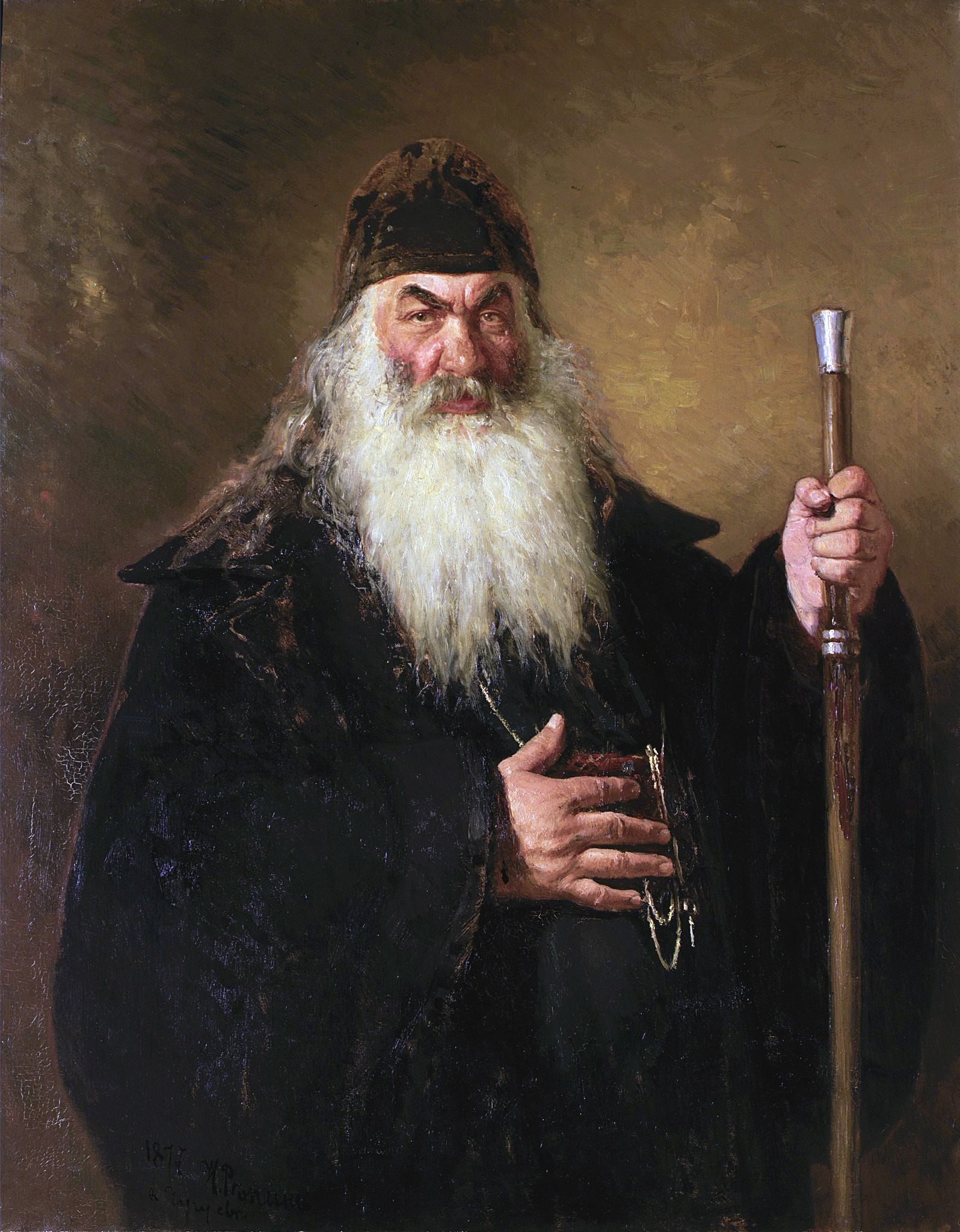
И. Е. Репин. Портрет протодиакона

Духовенство разделялось на белое (которому разрешалось создавать семью) и чёрное (то есть монашествующее); священнослужителей и церковнослужителей. Духовенство стало привилегированным сословием, освобождённым от подушной подати и рекрутской повинности. В 1722—1867 годах в белом духовенстве преобладает наследование мест служения: по указу 1722 года церковные места делаются собственностью семьи и переходят по наследству.
В течение XVIII века верховная власть принимает ряд актов, направленных на ограничение экономической деятельности духовенства, в первую очередь монастырей и ограничение числа монашествующих. Реформа 1764 года все имения Святейшего Синода, монастырей, приходов и епархиальных кафедр передаёт государственной Коллегии экономии, количество монастырей и их насельников резко сокращается и впредь жёстко ограничивается. К 1801 году монашествующие священнослужители, а к 1811 году и простые монахи свободны от телесного наказания.
Общая численность в 1897 году (включая женщин и детей) 589 000 человек; на 1908 год — 177 000 человек (48 000 священников, 59 000 прочего белого духовенства, 17 000 монашествующих мужского пола и 53 000 женского).

### Купечество

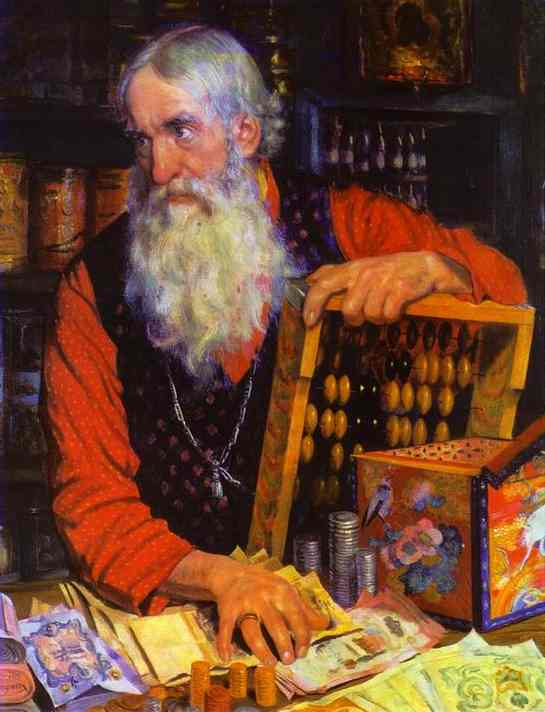
Б. М. Кустодиев. Купец

Купеческое сословие последний раз преобразовывалось Петром I. Сословие делилось на три гильдии. Принадлежность к гильдии определялось размером капитала. Жалованная грамота городам предоставляла купцам монополию на торговлю, освобождая их от подушной подати и рекрутской повинности. Купцы играли важную роль в городском самоуправлении (после реформ Александра II). К 1917 году в купеческом сословии насчитывалось 240 тыс. человек.
Купцы первой гильдии могли владеть морскими судами и торговать за границей; второй — владеть речными судами; первой и второй гильдии — владеть фабриками и заводами; третьей — вести мелочную торговлю, содержать трактиры, постоялые дворы и заниматься ремеслом. Вступивший в сословие получал купеческое свидетельство. Не уплатившие ежегодных пошлин выбывали в сословие мещан. Признание купца банкротом отменяло право торговать и все сословные привилегии. Впоследствии, границы сословия размываются: часть купцов — мещане, часть получает титулы и считаются дворянами.
Индустриализация усиливает купцов, с появлением прогрессивной партии, они выражают интересы через неё. Один из лидеров П. П. Рябушинский в 1912 году прямо заявлял: «пора купечеству стать первенствующим сословием вместо выродившихся дворняжек». Однако политической силы сословие не имело.

### Мещане
Мещанское сословие по положению стояло ниже купеческого. Мещанами являлись мелкие торговцы и ремесленники в городах.
Мещане платили подушную подать, внутренние городские сборы, отбывали рекрутскую повинность. Они имели право корпоративного объединения и сословного самоуправления (которое реализовывалось через мещанские управы). Для них существовал отдельный мещанский суд. В середине XIX века мещане были освобождены от телесных наказаний, с 1866 года — от подушной подати.
Мещане-ремесленники переходили в разряд цеховых: всякий, кто постоянно занимался каким-либо ремеслом, обязан был записываться в цех. Ремесленники по званию делились на мастеров и подмастерьев.
В 1811 году в России имелось 949,9 тыс. мещан (что составляло 35 % городского населения). Согласно данным Всероссийской переписи 1897 года, в стране было 13 386,4 тыс. мещан, то есть они являлись вторым по своей численности сословием после крестьян в составе коренного населения государства.

### Крестьяне

Молодые русские крестьянки (Новгородская губерния, 1909 год; фотография С. М. Прокудина-Горского)

Крестьяне составляли около 80 % населения империи. До отмены крепостного права в 1861 году делились на крепостных (помещичьих) и государственных крестьян. Государственных крестьян с землями в XVIII веке императоры массово раздавали высшей знати.
Крестьяне объединялись в общины. В 1900 году в России имелось 22 млн крестьянских дворов. К 1905 году крестьяне общинно или единолично владели 61,8 % частновладельческой земли, к 1916 году эта доля доходила до 90 %.
| Рост крестьянских волнений | Рост крестьянских волнений |
| Год                        | Количество                 |
| -------------------------- | -------------------------- |
| 1870—1880                  | 400                        |
| 1881—1890                  | 630                        |
| 1891—1900                  | 515                        |

Рост населения приводил к нехватке земель. Государство пыталось решить земельный вопрос поощрением переселения крестьян в Сибирь, на Дальний Восток, в Туркестанское и Степное генерал-губернаторства, а также привлечением их в города на заработки. Столыпинская аграрная реформа, проводимая с 1906 года, предусматривала передачу надельных земель в собственность крестьян, постепенное упразднение сельской общины как коллективного собственника земель, широкое кредитование крестьян, скупку помещичьих земель для перепродажи крестьянам на льготных условиях, землеустройство, позволяющее оптимизировать крестьянское хозяйство за счёт ликвидации чересполосицы.

### Казачество

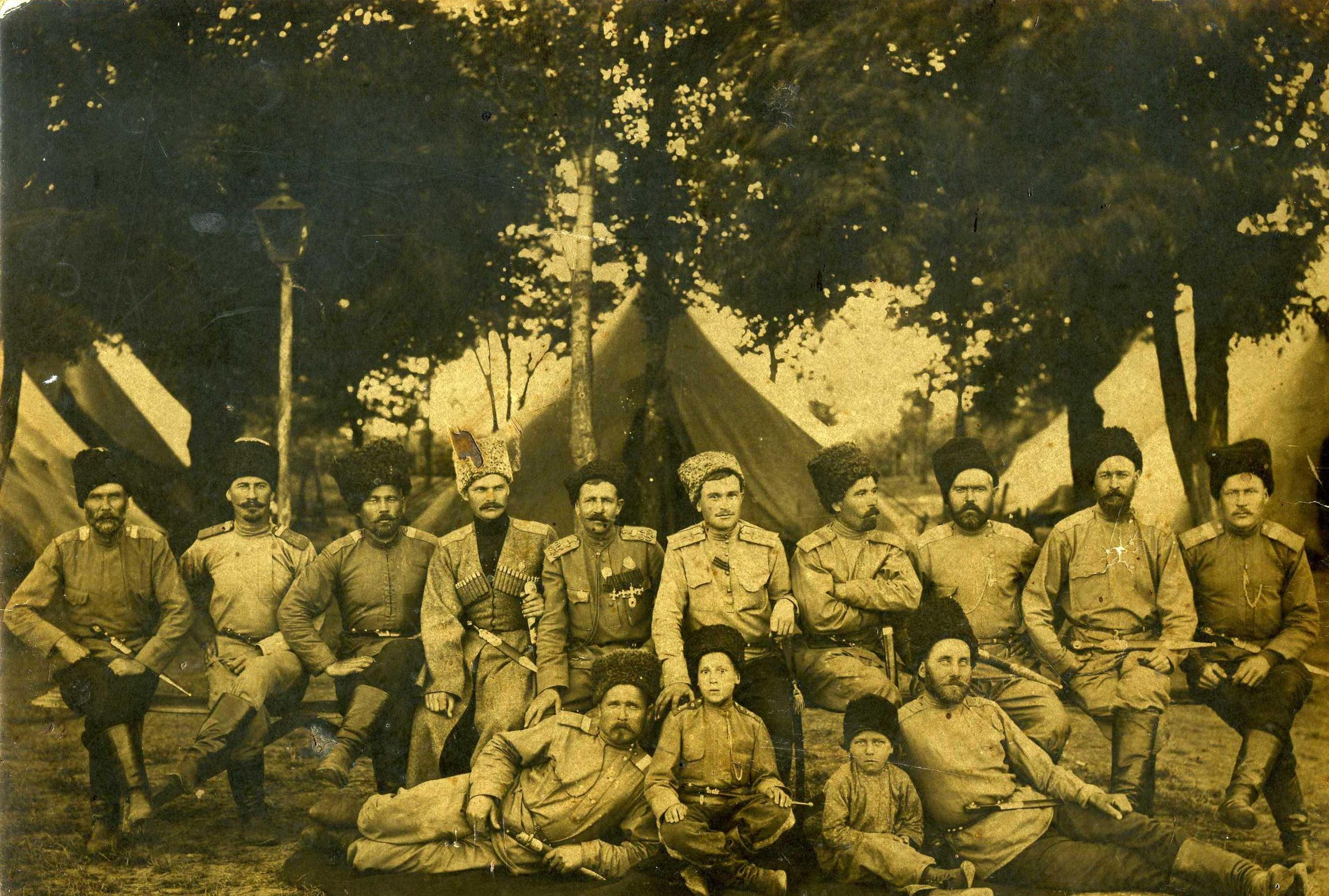
Кубанские казаки в мае 1916 года

Здесь описано казачество, как группа населения. Казачество, как военная сила, описано в разделе «Вооружённые силы».
Во главе казачьих военно-административных образований были атаманы, назначаемые императором. Казачьи войска подчинялись Военному министерству Российской империи. Казаки играли важную роль в восстании Емельяна Пугачёва.
Надёжной опорой государства казаки становятся только к XIX веку. Указом Павла I от 22 сентября (3 октября) 1798 года донские казачьи чины включили в Табель о рангах, и казаки могли получать потомственное дворянство. Казаки дворянского сословия получали право владеть крепостными крестьянами.
На начало XX века в России имелось 11 казачьих войск с численностью населения около 3 млн человек, самое крупное из них — Войско Донское — 1 млн человек.

### Инородцы

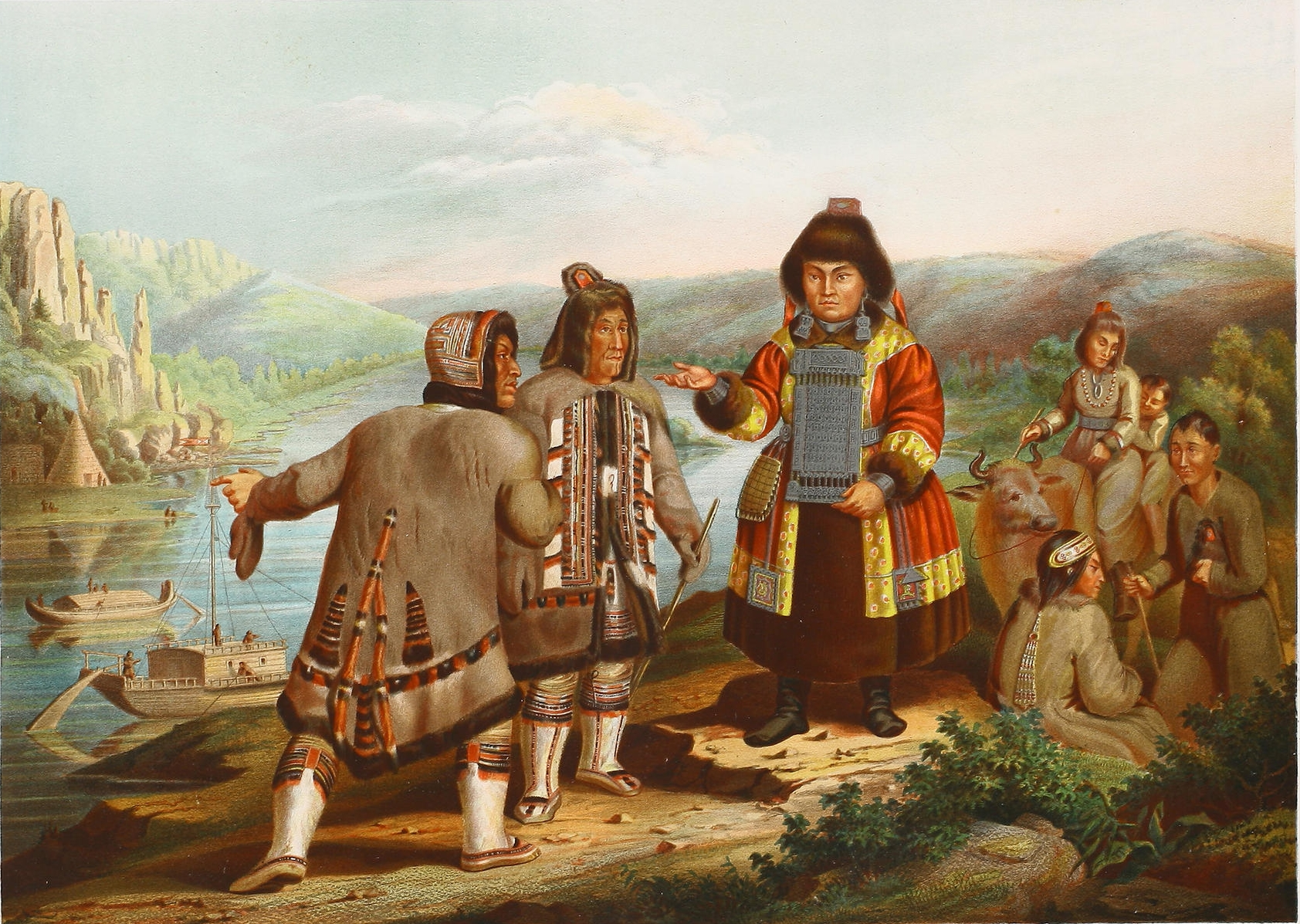
Якуты. Из книги:

Инородцы были особой категорией подданных в рамках права Российской империи. «Устав об управлении инородцев» разделял инородцев на «оседлых», «кочевых» и «бродячих» и согласно этому разделению определял их административный и правовой статус. На горцев Кавказа и инородческое население Закаспийской области (туркменов) распространялось так называемое военно-народное управление.
Согласно «Своду законов о состояниях» инородцы подразделялись на:
- сибирских инородцев;
- самоедов Архангельской, кочевых инородцев и калмыков Ставропольской, и калмыков, кочующих в Астраханской и Ставропольской губерниях;
- киргизов Внутренней Орды;
- инородцев Акмолинской, Семипалатинской, Семиреченской, Уральской, Закаспийской и Тургайской областей;
- инородцев Туркестанского края;
- горцев Кавказа;
- евреев.

### Иностранцы
С началом реформ Петра I миграция иностранцев в Россию становится массовой. В начале XX века иностранец, желавший поступить в российское подданство, должен был сначала пройти «водворение». Вновь прибывший подавал прошение на имя местного губернатора о целях водворения и роде своих занятий, затем подавалось прошение на имя министра внутренних дел о принятии в российское подданство, причём был запрещён приём без принятия православия иудеев и дервишей. Кроме того, любой въезд в Российскую империю евреев и иезуитов мог проводиться только с особого разрешения министров иностранных дел, внутренних дел и финансов.
По истечении пятилетнего «водворения» иностранец мог получить подданство по «укоренению» (натурализации) и получить полные права, например, право вступать в купеческие гильдии, приобретать недвижимость. Иностранцы, не получившие российского подданства, могли поступать на государственную службу, но только «по учебной части» или по горному делу.

## Государственный строй

### Императоры Всероссийские
Титул Император Всероссийский был принят Петром I 22 октября (2 ноября) 1721 года по просьбе Сената после победы в Северной войне. Всего этим титулом обладали 14 человек из династии Романовых: 10 мужчин и 4 женщины. Последним российским императором являлся Николай II, отрёкшийся от престола во время Февральской революции 1917 года.

### Правительствующий Сенат и другие судебные органы
Правительствующий Сенат в Российской империи был учреждён Петром I 22 февраля (5 марта) 1711 года как высший совещательный орган при нём.
C начала 1722 года Сенат осуществлял надзорные функции за деятельностью государственных учреждений. Для контроля чиновников при Сенате учреждается должность обер-фискала, которому подчинялись фискалы на местах. При Сенате учреждается Расправная палата для рассмотрения донесений фискалов, для ведения делопроизводства учреждается Сенатская канцелярия. Возглавлял Сенат — генерал-прокурор.
C 1864 года — являлся высшей кассационной инстанцией.
Суды апелляционной инстанции — судебные палаты и коллегии присяжных, суды первой инстанции — окружные суды, суды присяжных и съезды мировых судей, низшее звено судебной системы — мировые судьи. Суды апелляционной инстанции военной юстиции — военно-окружные суды, суды первой инстанции военной юстиции — полковые суды.

### Комитет министров и Совет министров
Император Александр I манифестом от 8 (20) сентября 1802 года создал Комитет министров, который, как правило, занимался предварительным обсуждением насущных вопросов. Решение большинства заносилось в журнал и предоставлялось на утверждение государю. Лишь немногие дела решались собственной властью комитета.
В 1861 году образован Совет министров, который рассматривал дела под председательством императора. Заседания назначались императором и проходили нерегулярно. В 1882 году был упразднён.
Император Николай II указом от 19 октября (1 ноября) 1905 года упразднил Комитет министров и создал новый Совет министров, в дальнейшем преобразованный в правительство.

### Государственный совет

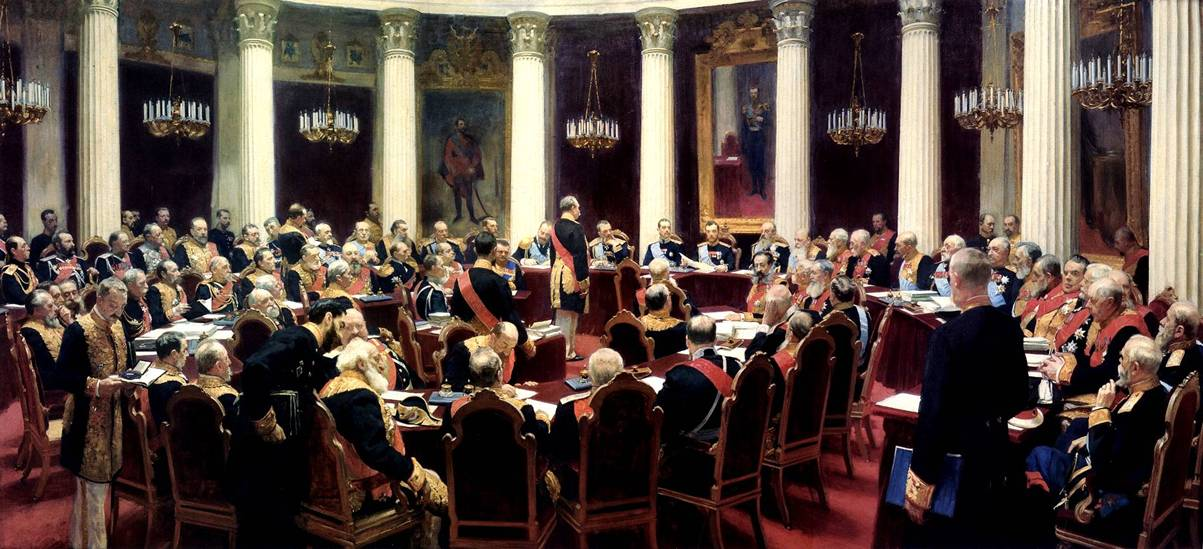
И. Е. Репин. Торжественное заседание Государственного совета 7 мая 1901 года в честь столетнего юбилея со дня его учреждения

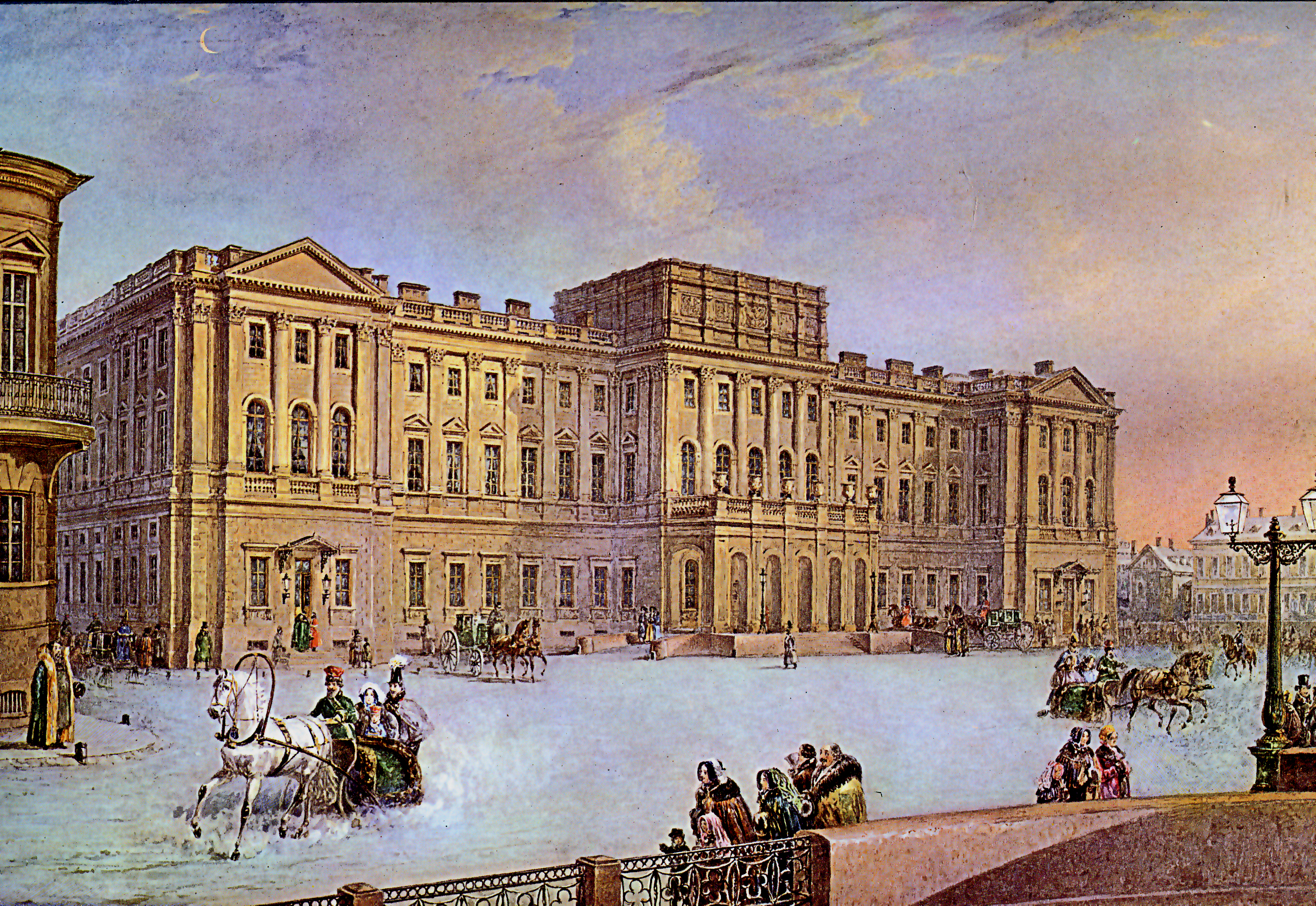
Заседания Государственного совета проводились в Мариинском дворце в Санкт-Петербурге

Государственный совет создал император Александр I манифестом «Образование Государственного совета» от 1 (13) января 1810 года. До него функции выполнял Непременный совет (неофициально именуемый Государственным советом) созданный 30 марта (11 апреля) 1801 года. Государственный совет имел право рассматривать: новые законы или законодательные предположения; вопросы внутреннего управления касательно существующих законов; вопросов внутренней и внешней политики в чрезвычайных обстоятельствах; ежегодной сметы общих государственных приходов и расходов (с 1862 года — государственной росписи доходов и расходов); отчётов госконтроля по исполнению росписи доходов и расходов; чрезвычайных финансовых мер и прочее.
Манифестом от 20 февраля 1906 года и новой редакцией Основных законов Российской империи от 23 апреля (5 мая) 1906 года Государственный совет преобразован из законосовещательного в законодательное учреждение (вторым законодательным учреждением являлась Государственная дума). Половина членов Государственного совета стала избираться, остальные назначались императором.

### Государственная дума
| Количество членов Государственной думы в созывах | Количество членов Государственной думы в созывах | Количество членов Государственной думы в созывах | Количество членов Государственной думы в созывах | Количество членов Государственной думы в созывах |
| Партия                                           | I Дума                                           | II Дума                                          | III Дума                                         | IV Дума                                          |
| ------------------------------------------------ | ------------------------------------------------ | ------------------------------------------------ | ------------------------------------------------ | ------------------------------------------------ |
| РСДРП                                            | 10                                               | 65                                               | 19                                               | 14                                               |
| Эсеры                                            | —                                                | 37                                               | —                                                | —                                                |
| Народные социалисты                              | —                                                | 16                                               | —                                                | —                                                |
| Трудовики                                        | 107                                              | 104                                              | 13                                               | 10                                               |
| Прогрессисты                                     | 60                                               | —                                                | 28                                               | 48                                               |
| Кадеты                                           | 161                                              | 98                                               | 54                                               | 59                                               |
| Автономисты                                      | 70                                               | 76                                               | 26                                               | 21                                               |
| Октябристы                                       | 13                                               | 54                                               | 154                                              | 98                                               |
| Националисты                                     | —                                                | —                                                | 97                                               | 120                                              |
| Крайне правые                                    | —                                                | —                                                | 50                                               | 65                                               |
| Беспартийные                                     | 100                                              | 50                                               | —                                                | 7                                                |
| Итого                                            | 521                                              | 500                                              | 441                                              | 442                                              |

Государственную думу учредил император Николай II манифестом от 6 (18) августа 1905 года. Полноценным законодательным органом она стала только к весне 1906 года. Всего до 1917 года было четыре созыва Государственной думы.

### Губернаторы
Губернатор — высший правительственный чиновник в губернии (или области), осуществлявший административные функции (был фактическим руководителем этой административно-территориальной единицы). Первоначально главными задачами губернаторов являлись контроль за сбором государственных налогов, надзор за расквартированием войск, рекрутскими наборами и деятельностью судебных учреждений. В 1802 году при учреждении министерств они были подчинены Министерству внутренних дел. Назначались императором по представлению министра внутренних дел.
В начале XX века губернаторы осуществляли надзор за деятельностью губернских чиновников и органов местного самоуправления (земств), контролировали соблюдение российского законодательства и исполнение государственных повинностей, обеспечивали общественный правопорядок (в подчинении губернатора была полиция губернии).
В разное время в некоторых губерниях параллельно назначались гражданские и военные губернаторы, а в ряде областей и губерний (прежде всего, на Кавказе, в Сибири и в Туркестанском крае) и на острове Сахалин — исключительно военные губернаторы (получали назначение по представлению военного министра). В отличие от большинства губерний, Московская губерния бо́льшую часть своего существования возглавлялась генерал-губернаторами или равными им по значению лицами.

### Местное управление

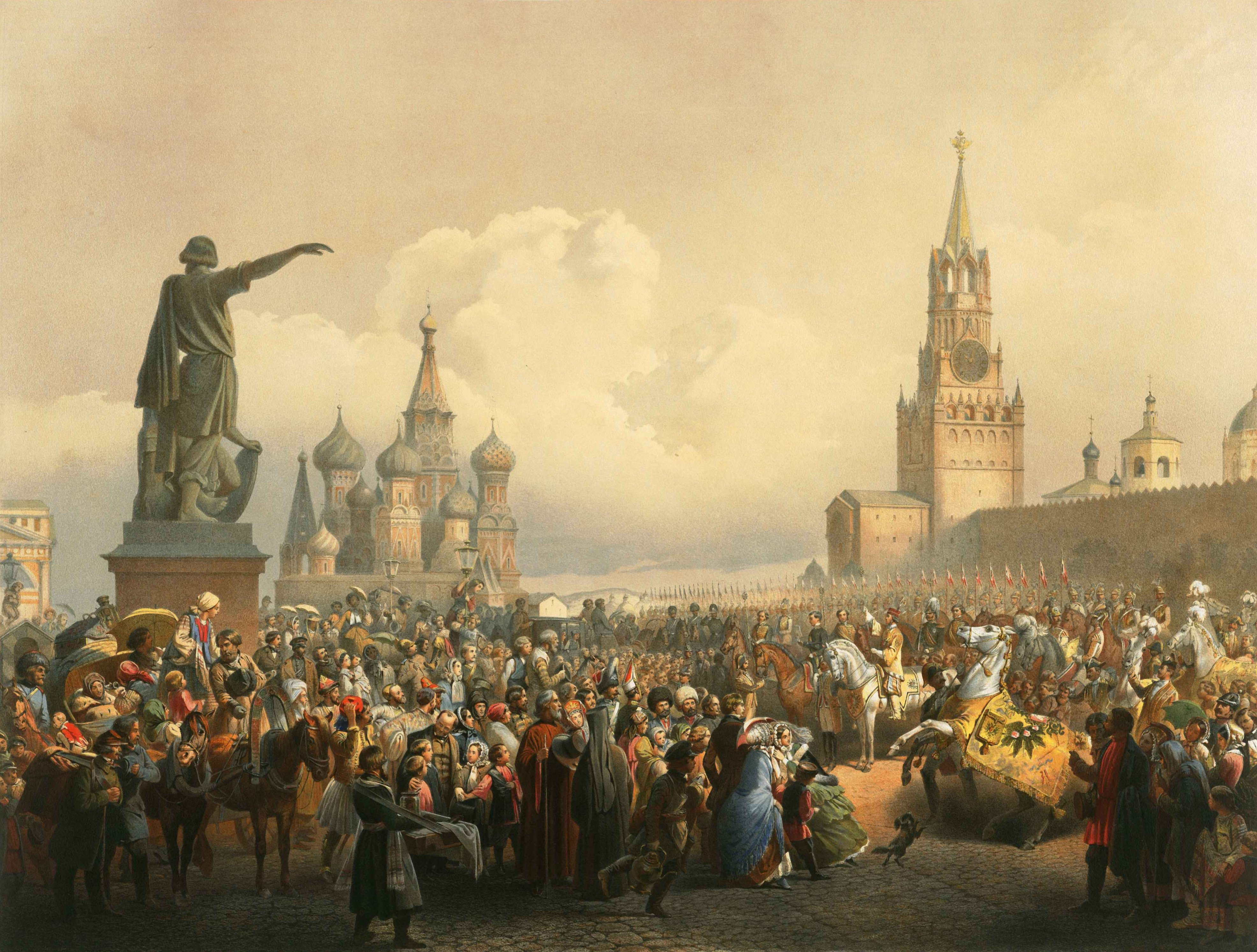
Москва — вторая столица Российской империи. Коронационные торжества на Красной площади (картина В. Ф. Тимма, 1856 год)

Областная реформа Петра I (образование губерний) стала первым этапом на пути решения имевшейся проблемы коррупции и анархии на местах. Создание Бурмистерской палаты в Москве и земских изб в других городах являлось первым экспериментом в местном самоуправлении Петра I. Были учреждены должности губернатора (1710 г.) и ландрата (1713 г.).
Значительные изменения произошли по губернской реформе 1775 года и издания Жалованной грамоты городам во время правления Екатерины II. Правительством назначались губернские правления (исполнительная власть) и казённые палаты (финансы), приказы общественного призрения (административный сектор), учреждаются различные губернские присутствия («по воинским делам», «о подъездных путях» и др.).
Земская и городская реформы Александра II заменили бюрократическую систему и упростили ведение городского хозяйства. Основной единицей крестьянского самоуправления становится волость, включающая в себя лишь крестьянские земли. Главной властью в них становятся сходы, выборные старшины, старосты и правления.

### Чиновничество
| Чины гражданской службы по Табели о рангах | Чины гражданской службы по Табели о рангах | Чины гражданской службы по Табели о рангах |
| Класс                                      | Чин                                        | Титулование                                |
| ------------------------------------------ | ------------------------------------------ | ------------------------------------------ |
| I                                          | Канцлер                                    | Ваше высокопревосходительство              |
| II                                         | Действительный тайный советник             | Ваше высокопревосходительство              |
| III                                        | Тайный советник                            | Ваше превосходительство                    |
| IV                                         | Действительный статский советник           | Ваше превосходительство                    |
| V                                          | Статский советник                          | Ваше высокородие                           |
| VI                                         | Коллежский советник                        | Ваше высокоблагородие                      |
| VII                                        | Надворный советник                         | Ваше высокоблагородие                      |
| VIII                                       | Коллежский асессор                         | Ваше высокоблагородие                      |
| IX                                         | Титулярный советник                        | Ваше благородие                            |
| X                                          | Коллежский секретарь                       | Ваше благородие                            |
| XI                                         | Корабельный секретарь                      | Ваше благородие                            |
| XII                                        | Губернский секретарь                       | Ваше благородие                            |
| XIII                                       | Провинциальный секретарь                   | Ваше благородие                            |
| XIV                                        | Коллежский регистратор                     | Ваше благородие                            |

Основы иерархии чиновников задала Табель о рангах, где должность министра соответствовала чину II класса, его заместителя — чину III класса и т. д. Кроме детей дворян, для служащих существовали требования по образованию. Был ограничен приём на службу католиков, а иудеи принимались только с высшим образованием, иностранцы к службе вовсе не допускались (кроме служащих «учебной части», «по горному делу» и т. п.). Для чиновников существовали обязательные мундиры (покупаемые за свой счёт), которые обозначали ведомство и род службы, для губернских служащих — губернию.
Повысить чин можно было выслугой лет (независимо от вакансий за 3—4 года), либо получением награды (ордена). Из этого вытекала проблема: государственных чиновников было больше, чем чиновничьих мест.
По подсчётам Б. Н. Миронова, в 1910 году на каждого служащего приходилось: в России — 161, Англии — 137, США — 88, Германии — 79 и Франции — 57 человек. На начало XX века, вместе с неклассными чинами, число служащих оценивается в 500 тысяч человек.
Дворяне, освобождённые от обязанности, массово уклонялись от государственной службы, и к началу XX века их доля в чиновничестве составляла не более 20—40 %. Однако дворяне доминировали в среде высших чиновников: во второй половине XIX века, например, они составляли 100 % министров и 98,2 % членов Государственного совета.
Мелкие административные функции (сбор податей и призыв рекрутов) возлагались на местное крестьянское самоуправление, никак не финансируемое из государственной казны.

## Система права
Вплоть до начала 1917 года Россия считалась самодержавной монархией (хотя с 1905 года власть монарха была в той или иной степени ограничена косвенно избираемой населением Государственной думой, отказ от прежней характеристики императора как монарха «самодержавного и неограниченного» зафиксирован новой редакцией Основных законов, введённой в 1906 году и исключившей последнее определение).
Источниками права в Российской империи были:
- Высочайшие указы и манифесты, Высочайше утверждённые уложения, положения, уставы и т. д.
- Высочайше утверждённые мнения Государственного совета и журналы Комитета министров
- с 1906 года — законы, одобренные Государственной думой и Государственным советом.

С 1832 года все вышеуказанные законодательные акты включались в Свод законов Российской империи (его первым разделом являлись Основные государственные законы Российской империи). Также источником права были правовые обычаи (преимущественно в сфере крестьянского хозяйства).
Помимо этого, на окраинах Империи существовал ряд местных законов:
- в Царстве Польском действовали гражданский и торговый кодексы Наполеона, принятые в Герцогстве Варшавском в 1808 и 1809 годах.
- в Великом княжестве Финляндском применялось Общее уложение Шведского королевства, утверждённое в 1763 году.
- в западных губерниях (бывших землях Речи Посполитой) до 1840 года (в Могилёвской и Витебской губерниях — до 1831 года) действовали Литовский статут, Вислицкий статут 1374 г., статуты Вартские, Владислава Ягелло (1423 г.), Пиотрковские и Корчинские, принятые при Казимире IV (1447 и 1465 гг.), Нешавские и Опокские (1454 г.), дополненные при Иоанне Альберте (1496 г.), статуты Сигизмунда (1507—1543 гг.), сеймовые конституции, «мазовецкие изъятия» (сборник 1576 г.), «прусская корректура» (собрание норм, распространявшихся на Западную Пруссию, отошедшую к Польше по Торнскому договору 1466 г., утверждённая на сейме 1598 г.), Магдебургское право[102].
- в Черниговской и Полтавской губерниях до 1847 года применялись отдельные нормы Литовского статута[103].
- в Прибалтийском крае применялись остзейское гражданское право, включавшее германское и римское права (императорские постановления, Саксонское зерцало и Libri feudorum), шведское земское и городовое уложения и различные нормы феодального и городского права. В 1865 году вступил в силу Остзейский свод.
- в Бессарабии действовали Соборная грамота Александра Маврокордато, утверждённая в 1785 году, Шестикнижие Арменопула и «Краткое собрание законов» Андронаки Донича, изданное в 1814 году (краткое изложение начал римского права с изменениями, внесёнными из местных молдавских обычаев)[102].
- в Грузии до 1859 года (в Мингрелии — до 1870 года) использовался Вахтангов сборник законов.

## Экономика

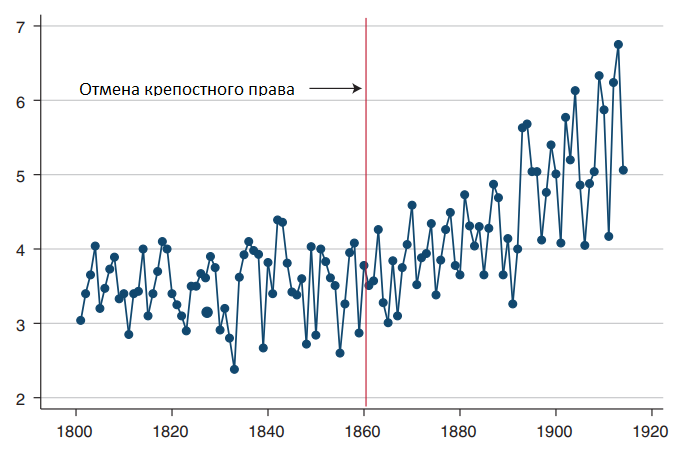
Изменение урожайности зерновых в Российской империи в XIX — начале XX века (количество единиц урожая на единицу посева)

В начале XX века Российская империя занимала одно из первых мест в мировом сельском хозяйстве. Например, валовый сбор зерна в 1913 году пяти основных культур составил около 85 млн тонн, бо́льшая его часть шла на экспорт. Также Россия занимала 1-е место по производству и экспорту сливочного масла.
Крымская война показала неэффективность гужевого транспорта. Начинается интенсивное строительство железных дорог, и к 1914 году Российская империя занимала 2-е место в мире (после США) по протяжённости железных дорог (при этом такой важный порт как Архангельск был связан с центральными губерниями лишь узкоколейной железной дорогой).
По валовому промышленному производству в 1913 году (6,521 млрд рублей или 5,3 % общемирового производства) Россия занимала 5-е место в мире после США, Великобритании, Германии и Франции.
В то же время Россия не относилась к мировым лидерам по размеру ВВП на душу населения. ВВП на душу населения, исчисленный в международных долларах Геари-Хамиса 1990 года, в Российской империи в 1913 году составлял 1488 долларов США на человека при среднемировом значении 1524 доллара США, что было ниже уровня всех европейских стран, кроме Португалии, и приблизительно соответствовало уровню Японии и среднему уровню Латинской Америки. ВВП на душу населения был в 3,5 раза ниже, чем в США, в 3,3 раза ниже, чем в Англии, в 1,7 раза ниже, чем в Италии.
В то же время среди регионов Российской империи присутствовала большая неравномерность экономического развития. Выпуск на душу населения в 1897 году в богатейшем регионе империи (Санкт-Петербург) было равно примерно 4873 международных долларов 1990 года, почти в 11 раза больше, чем в беднейшем — 453 доллара (Тургайская область). Выпуск на душу населения в двух самых богатых губерниях, Санкт-Петербургской и Московской, были на уровне самых развитых стран Европы.

### Финансы
Пётр I создал мощную регулярную армию и флот, что вынуждало его постоянно искать новые источники доходов для их содержания. Эксплуатировались государственные монополии на чеканку монеты, соль, табак, дёготь, щетину, сало, и т. д. Были введены новые сборы: гербовый, драгунский, на постройку судов. Из-за роста недоимок поднимается подушный оклад. Общий сбор прямых налогов в итоге увеличился с 1,8 млн руб. до 4,6 млн руб. Наиболее характерными чертами созданной системы было то, что основная тяжесть налогов пришлась на крестьян, а две трети всех расходов были военными. В 1705 году военные расходы поглощают 96 % бюджета. Для заведования государственными финансами Пётр учредил три коллегии — Камер-коллегия ведала доходами, Штатс-контор-коллегия — расходами, а Ревизион-коллегия занималась проверками.

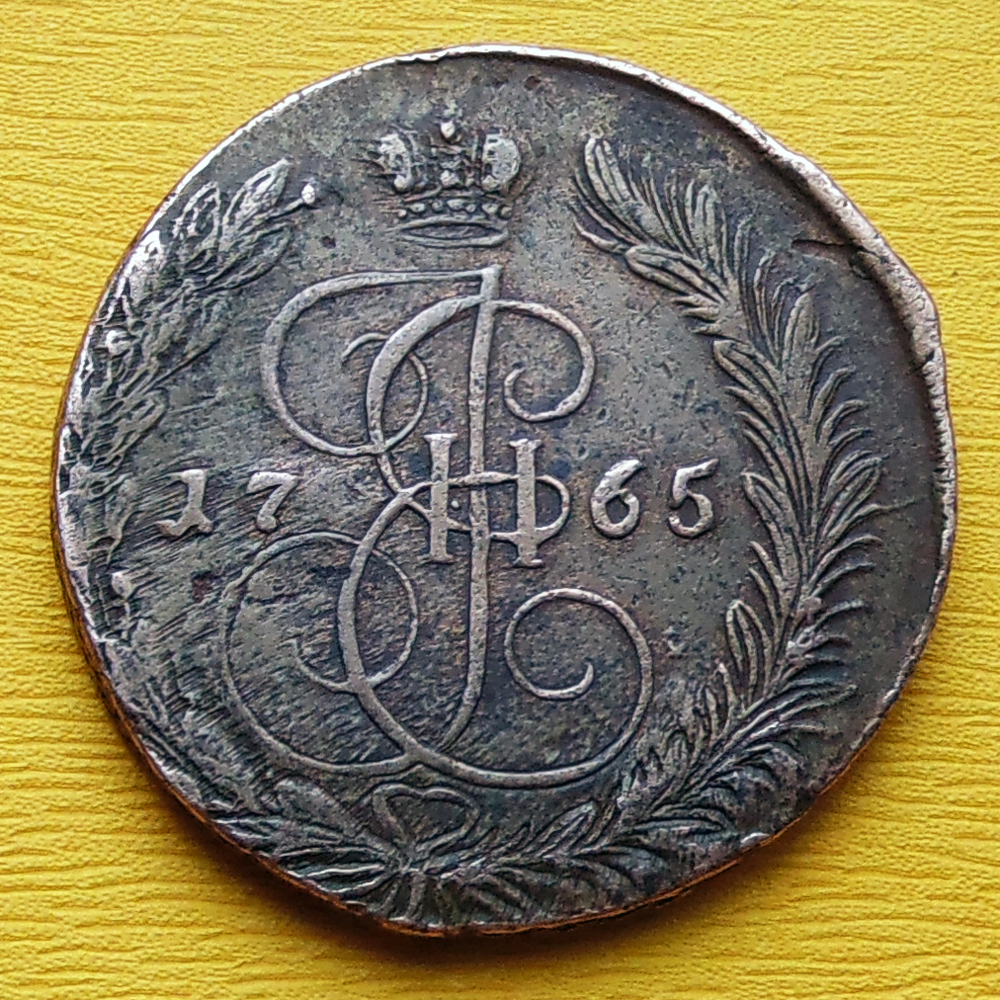
Вензель Екатерины II на монете достоинством 5 копеек 1765 года выпуска

Екатерина II предпринимала попытки навести порядок в государственных финансах, однако они сводились на нет чередой дорогостоящих войн, ростом государственного аппарата и расходов на двор. Увеличиваются многие налоги, нарастает выпуск ассигнаций, начинаются заметные внешние и внутренние заимствования. В конце её правления курс бумажного рубля составлял 68,5 копеек от металлического (серебряного), к 1802 году повысился до 80 копеек. Начавшаяся с 1805 года огромная эмиссия бумажных денег обесценила бумажный рубль до 20 коп. металлического, чему особенно содействовала активная борьба с Наполеоном. Такое падение бумажного курса рубля отразилось на денежной политике государства; началась политика сокращения расходов, а с 1817 года начиналось изъятие части ассигнаций из оборота, количество которых к 1823 году уменьшилось с 826 до 596 миллионов. Оставшиеся бумажные деньги в 1843 году были девальвированы и превращены в кредитные билеты.
В 1857 году валовой продукт Российской империи составлял 200,5 млн рублей серебром.
Особенностью финансовой системы дореформенной Российской империи была секретность госбюджета (государственной росписи доходов и расходов). Вплоть до 1862 года госбюджет утверждался лично императором, и нигде не публиковался.
Например, в 1850 году Николай I приказал скрыть бюджетный дефицит в 33,5 млн руб. от Государственного совета, и указал министерству финансов записать в расходах на 38 млн меньше. Таким образом, в 1850 году существовали две версии госбюджета — настоящая, и сфальсифицированная. Одним из источников чрезвычайного финансирования были казённые кредитные учреждения, фактически по приказу правительства выдававшие ему любые суммы.
Финансовая реформа Александра II с 1862 года сняла секретность с госбюджета, c 1864 года ввела государственный контроль («контрольные палаты»), отчёты которого с 1866 года становятся публичными. Вводится единый для всех ведомств государственный бюджет с единой кассой — кассой министерства финансов. Также Александр II предпринимает ряд реформ налогов: отдача на откуп питейного сбора заменяется менее разорительным акцизом, подушная подать для мещан заменяется налогом с недвижимых имуществ, с 1880 года под давлением общества отменяется налог на соль. В 1887 году отменяется подушная подать. По итогам правления Александра II государственный долг увеличился в три раза, причём значительных средств потребовали основание особого железнодорожного фонда и крестьянская реформа.
В последние годы XIX века политика протекционизма и экспорт хлеба вместе с увеличением доходов от государственных железных дорог и окончательным установлением государственной алкогольной (питейной) монополии приводит к заметному увеличению золотого запаса. В империи восстанавливается металлическое обращение с фиксированным курсом 1,5 руб. бумажными ассигнациями = 1 руб. золотом. На 1897 год выплаты по государственному долгу составляют 19,9 % государственных расходов.
Русско-японская война становится сильным ударом по государственным финансам. Затраты на войну с Японией планировались в пределах 1 млрд руб., однако в реальности составили 2,3 млрд руб. Эти расходы были практически целиком профинансированы за счёт роста государственного долга с 6,6 до 8,7 млрд руб. Курс государственных ценных бумаг с фиксированной 4 % доходностью упали за 1904—1905 годы с 94 % номинала до 71 %, в декабре 1905 года в правительстве рассматривался вопрос об отмене золотого обращения. Избежать этого удалось благодаря займу во Франции на 843 млн руб.
За период 1900—1913 гг. государственный доход увеличился в два раза (с 1,737 млрд до 3,431 млрд руб.) при росте расходов только в 1,8 раза, что позволило достигнуть устойчивого профицита бюджета. Значительными статьями дохода были доходы от казённых железных дорог и от винной монополии; если в 1900 году они обеспечивали 28,2 % обыкновенного бюджета (за вычетом чрезвычайного бюджета), то в 1913 году уже 50,1 %. Высокая доля доходов от винной монополии повлекла за собой обвинения в спаивании народа и формировании «пьяного бюджета».
По состоянию на начало Первой мировой войны (1914 г.) государственный золотой запас Российской империи был крупнейшим в мире и оценивался в 1,695 млрд руб. при государственном долге 8,8 млрд руб. (с 1894 года золотой запас России увеличился в два раза).

### Внешняя торговля

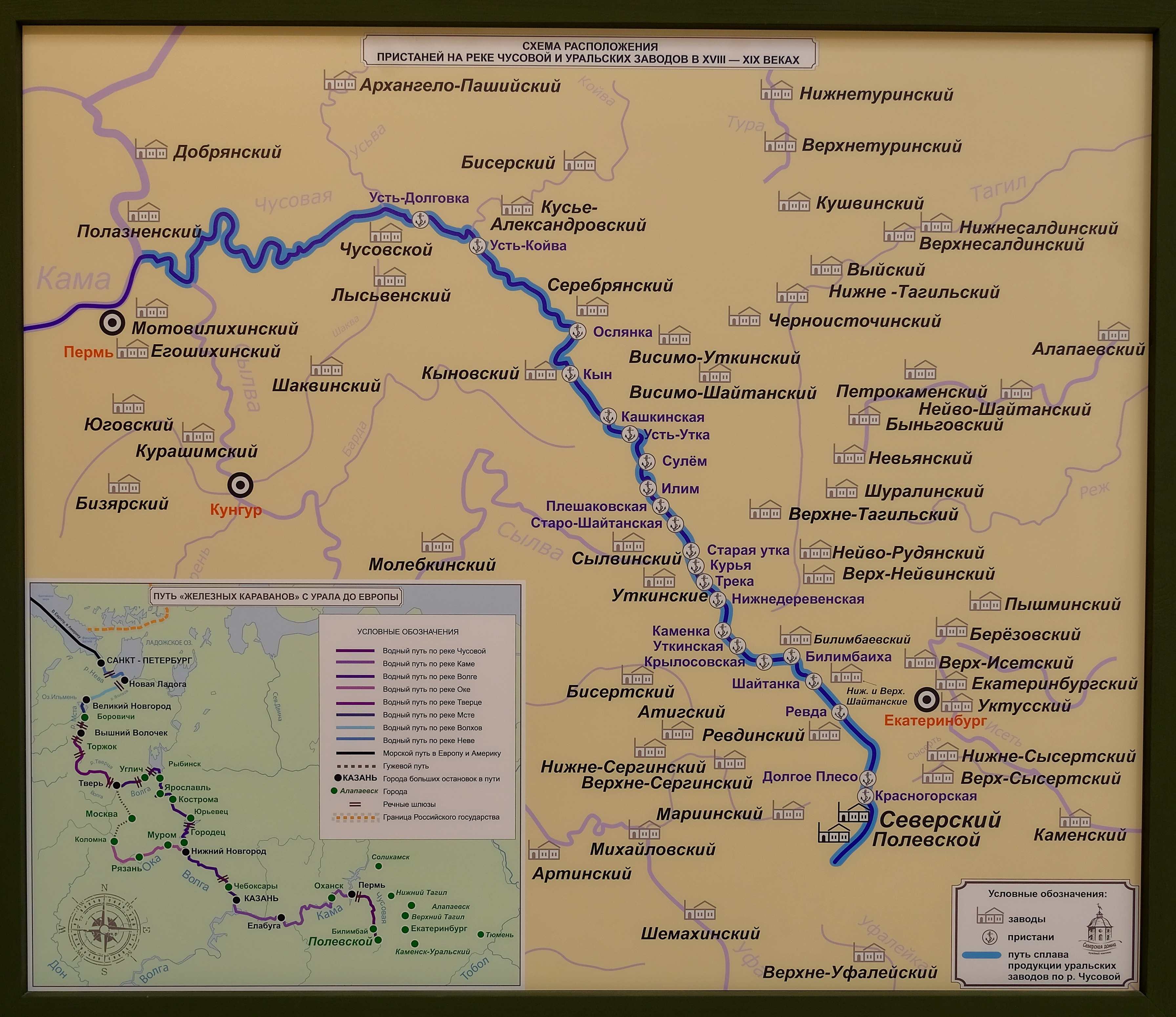
Путь «железных караванов» с Урала в Европу

По общему обороту внешней торговли Российская империя к концу XIX века занимала шестое место в мире с долей 6 % (после Великобритании, обороты которой составляли около 20 % всех оборотов всемирного рынка, Германии — 11 %; США — 10 %, Франции — 8 %, Нидерландов — 7 %). При этом Российской империи принадлежало господствующее положение по поставкам на мировой рынок льна, пеньки, масличных семян, масличных жмыхов, ячменя, гречихи, марганца, платины, лошадей, спирта, птицы, яиц.
Основными товарами, экспортируемыми Российской империей, были зерно, лес, лён, пенька, нефтепродукты. Импортировались прежде всего хлопок, машины, чай, металлы, химическая продукция, лекарства. Основными торговыми партнёрами Российской империи были Германия, Великобритания и Франция.

### Транспорт

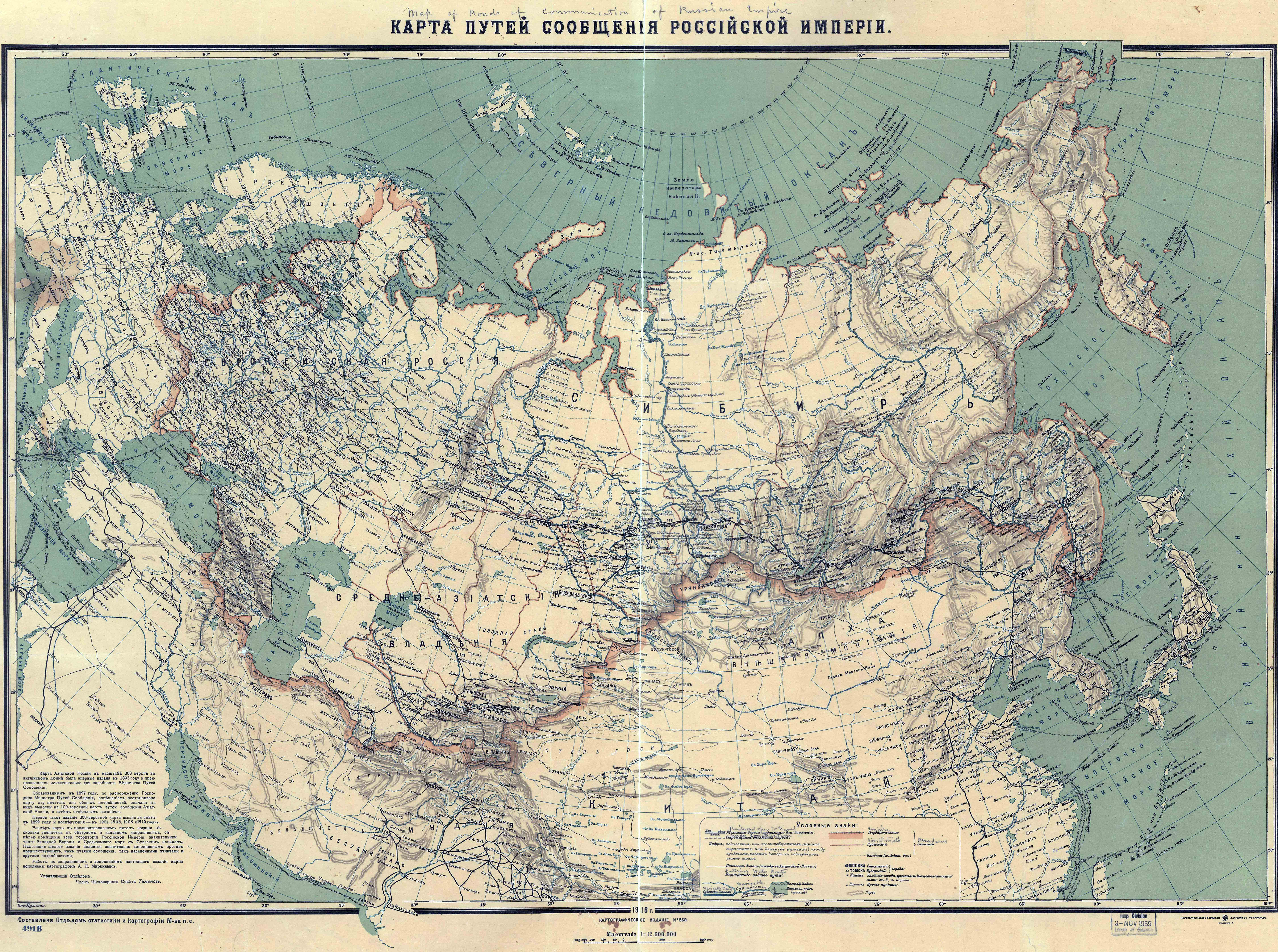
Карта железных дорог Российской империи на 1916 год

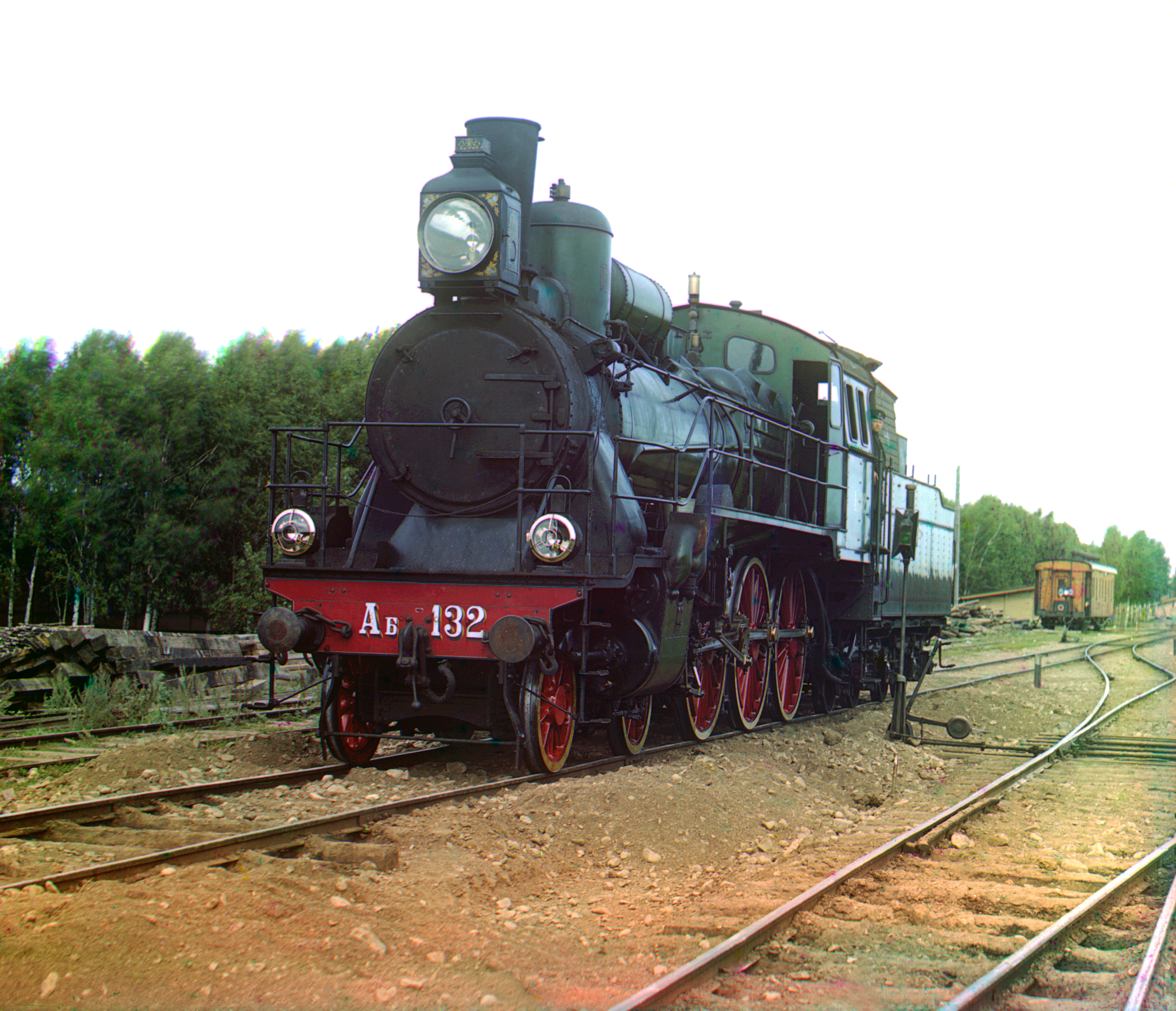
Русский паровоз (фотография
С. М. Прокудина-Горского, 1910 год)

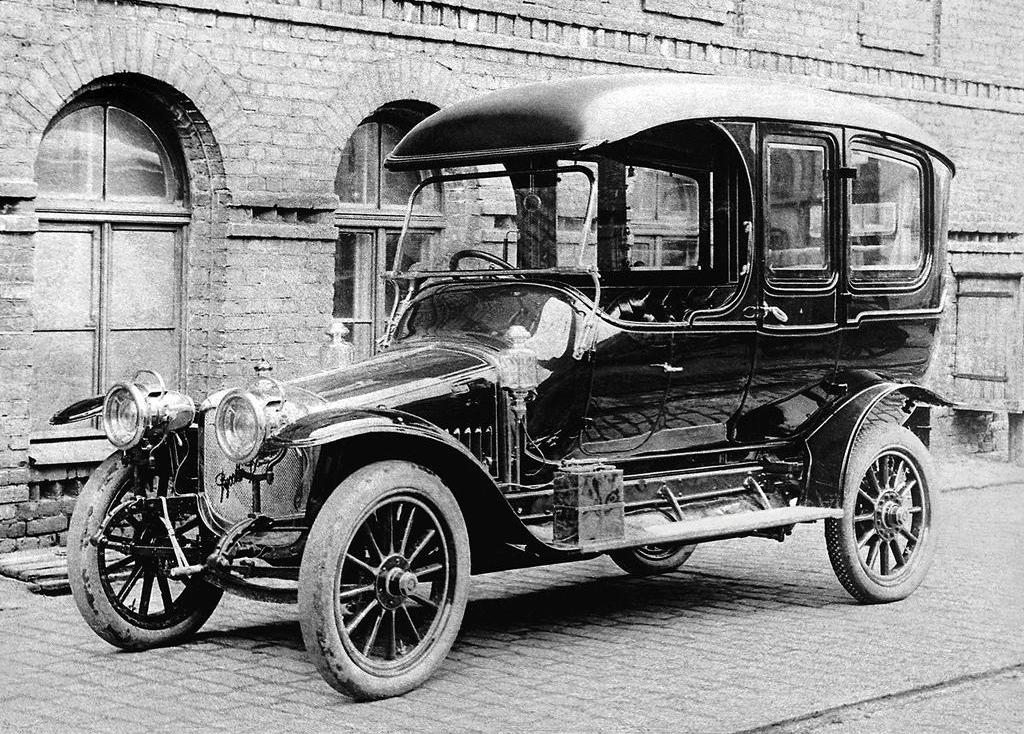
Автомобиль Руссо-Балт С-24/40

Пётр I повелел начать строительство важнейших каналов, соединивших воды Каспийского моря с балтийскими, а также современных сухопутных дорог, например «перспективной» дороги от Москвы до Волхова. После смерти Петра I развитие путей сообщения замедлилось до императрицы Екатерины II, открывшей под непосредственным своим наблюдением «комиссию о дорогах в государстве». При Павле I в 1798 году образован Департамент водных коммуникаций, что положило начало существованию особого ведомства путей сообщения. В начале XIX века были построены Мариинская водная система и Тихвинская водная система, а также реконструирована Вышневолоцкая водная система. В 1817 году начато сооружение шоссейных дорог, постройка которых в особо крупных масштабах производилась с 1836 по 1855 годы.
В 1813 году в России появился первый пароход (построен в Санкт-Петербурге на заводе Берда). В 1843 году было разрешено свободное пароходство по рекам империи, и с этого времени начинается непрерывное развитие пароходства.
В 1837 году построена первая в России Царскосельская железная дорога. Вторую и важнейшую железную дорогу страны, Санкт-Петербург — Москва, построили в 1851 году.
К 1 января 1899 года общая длина железных дорог в России (кроме Финляндии), открытых для общего пользования, составляла 41 209 вёрст, из них в Европейской России — 37 649 вёрст. В казённой эксплуатации находились 26 613 вёрст дорог, в том числе все дороги в азиатской части России, в эксплуатации частных акционерных обществ — 14 589 вёрст. К 1916 году была достроена Транссибирская магистраль, самая длинная железная дорога в мире.
Важную роль играл речной транспорт. Важнейшими грузами на водных путях были дрова и лесные строительные материалы, на долю которых к концу XIX века приходилось свыше 56 % всех перевозок. Второе место занимало зерно — около 15 %. Затем шли нефтяные грузы, в количестве около 10 %, и соль в размере свыше 2 % общего грузооборота. Наибольшее количество хлеба, дров и лесных материалов, нефтяных грузов и соли перевозилось в бассейне реки Волги.
Что касается морского транспорта, то как по заграничному, так и каботажному плаванию первое место к концу XIX века занимали Чёрное и Азовское моря, являвшиеся главными путями экспорта: около 70 % по весу и 65 % по ценности всего экспорта проходило через порты этих морей. Балтийское море было основным путём импорта, ввоз иностранных товаров по этому морю составлял около 80 % по весу общего ввоза через российские порты. Каспийское море служило, главным образом, для каботажной перевозки нефтяных продуктов. В Белом море весь грузооборот по внешней и каботажной торговле составлял около 2 % общего грузооборота российских портов.

### Связь

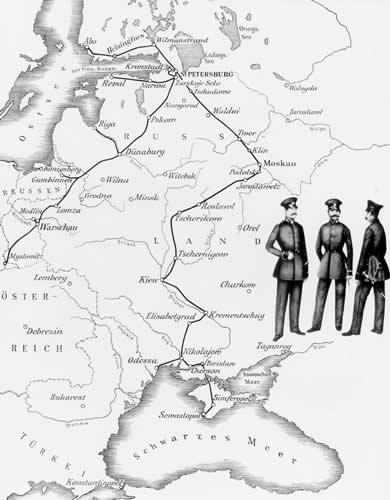
Телеграфная сеть Российской империи в 1853 году

При Петре I почта разделялась на «немецкую» (или «купецкую», заморскую, иностранную) и ямскую: первая имела привилегии на иностранные сношения, купеческие посылки и грамотки, вторая — на обыкновенную казённую корреспонденцию и дворянские письма. В 1722 году в ведомстве Иностранной коллегии была учреждена должность генерал-почт-директора, которому были подчинены как «немецкая», так и ямская почта.
17 января 1833 года в Санкт-Петербурге открылась первая в России внутригородская почта, о чём было сообщено в «Санкт-Петербургских ведомостях».
В 1824 году сооружена первая в России линия оптического телеграфа между Петербургом и Шлиссельбургом, по которой передавались сведения о судоходстве на Неве и Ладожском озере. В 1833 году была открыта вторая линия Петербург — Кронштадт, которая шла через Стрельну и Ораниенбаум; к 1835 году к этой линии прибавились ещё две: Петербург — Царское Село и Петербург — Гатчина. В 1839 году было начато сооружение последней в России линии Петербург — Варшава (через Псков, Динабург и Вильну). Линия являлась самой протяжённой в мире, её длина составляла 1200 км.
Локальные линии электрического телеграфа были впервые проложены в 1841 году и соединили Главный штаб и Зимний дворец в Петербурге, Царское Село и Главное управление путей сообщения, станцию Санкт-Петербург Николаевской железной дороги и село Александровское. В 1854 году проложены линии электрического телеграфа между Петербургом, с одной стороны, и Кронштадтом, Варшавою и Москвой — с другой. К концу 1855 года телеграфные линии уже соединили города по всей Центральной России. В 1871 году была установлена телеграфная связь с Владивостоком.
В 1879 году состоялся первый телефонный разговор на линии Петербург — Малая Вишера. В 1882 году в России было разрешено пользоваться телефоном частным лицам. В декабре 1898 года была открыта самая длинная в Европе телефонная линия между Москвой и Петербургом.

## Религия
| Количество верующих согласно всеобщей переписи 1897 года (без Финляндии) | Количество верующих согласно всеобщей переписи 1897 года (без Финляндии) |
| Религия                                                                  | Число верующих                                                           |
| ------------------------------------------------------------------------ | ------------------------------------------------------------------------ |
| Православные                                                             | 87 123 604                                                               |
| Мусульмане                                                               | 13 906 972                                                               |
| Римо-католики                                                            | 11 467 994                                                               |
| Иудеи                                                                    | 5 215 805                                                                |
| Лютеране                                                                 | 3 572 653                                                                |
| Старообрядцы                                                             | 2 204 596                                                                |
| Армяно-григориане                                                        | 1 179 241                                                                |
| Буддисты и ламаисты                                                      | 433 863                                                                  |
| Прочие нехристианские религии                                            | 285 321                                                                  |
| Реформаты                                                                | 85 400                                                                   |
| Меннониты                                                                | 66 564                                                                   |
| Армяно-католики                                                          | 38 840                                                                   |
| Баптисты                                                                 | 38 139                                                                   |
| Караимы                                                                  | 12 894                                                                   |
| Англикане                                                                | 4183                                                                     |
| Прочие христианские религии                                              | 3952                                                                     |

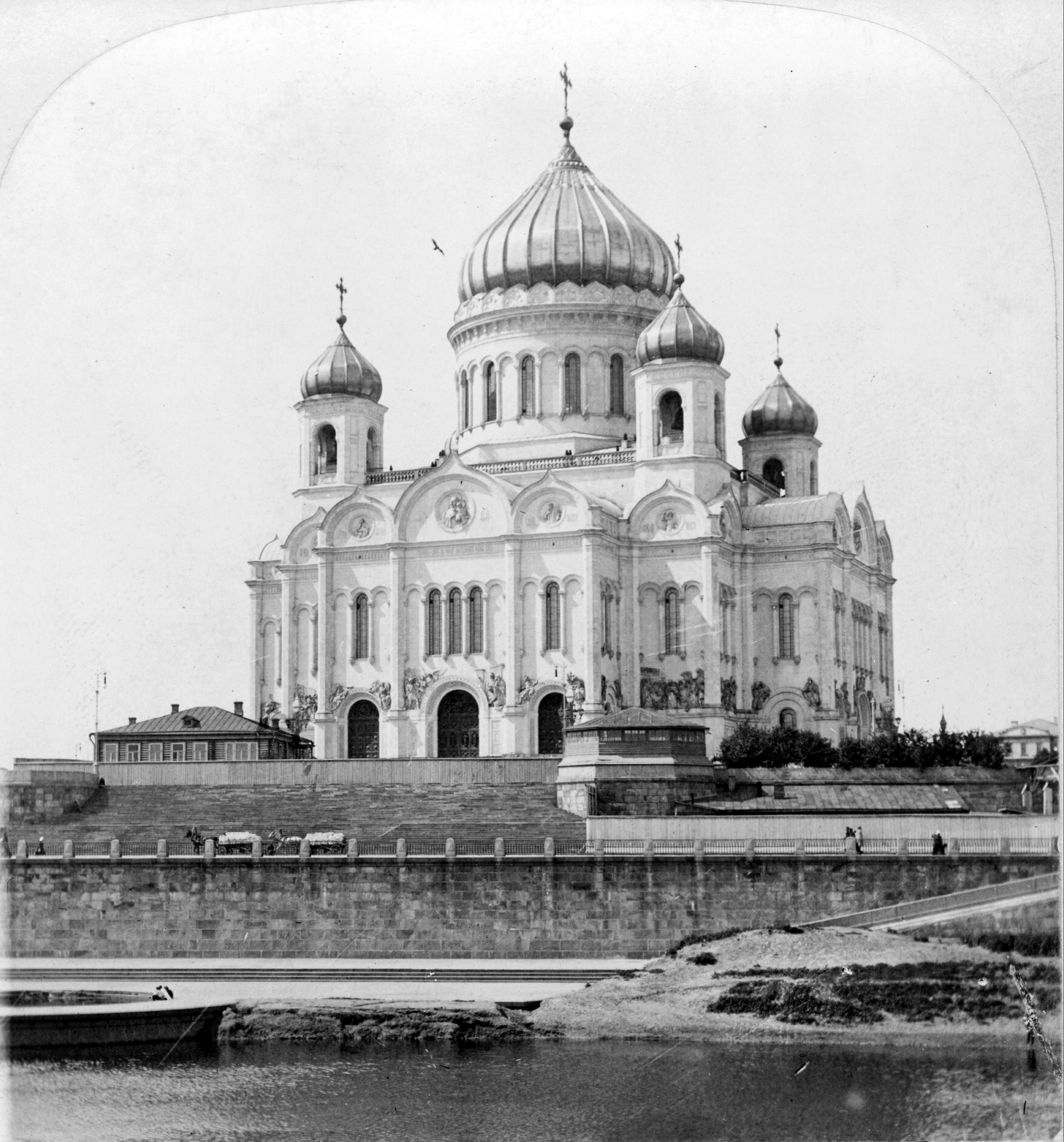
Храм Христа Спасителя, 1903 год

Государственной религией в Российской империи являлось православие, что нашло своё отражение в Основных государственных законах: «Первенствующая и господствующая в Российской Империи вера есть Христианская Православная Кафолическая Восточного Исповедания». Российский император не мог «исповедовать никакой иной веры, кроме Православной».
Русская православная церковь, объединявшая свыше двух третей населения империи, с 1721 года имела синодальное устройство (в ходе реформ Петра I патриаршество в Русской церкви было упразднено, и она стала одним из государственных институтов). Высшим органом управления церкви являлся Святейший Правительствующий Синод. При этом статус Главы Церкви (в значении «верховный защитник и хранитель догматов господствующей веры») с 1797 года, согласно законодательству, имел император (в Синоде его представлял обер-прокурор Святейшего Синода, с начала XIX века игравший роль де-факто руководителя церковного ведомства).
По данным на 1914 год, Русская церковь административно делилась на 63 епархии. Кроме того, в её составе пребывали Грузинский экзархат, имевший некоторые особенности в управлении, и две зарубежные епархии — Северо-Американская и Японская. Каждая епархия находилась под непосредственной властью архиерея, который назначался императором. Вне епархиальной структуры Русской церкви были храмы и духовенство придворного и военного ведомств, а также состоявшие в ведении непосредственно Синода 4 монастыря-лавры (Киево-Печерская, Троице-Сергиева, Александро-Невская, Почаевская Успенская) и ставропигиальные монастыри.
Русская церковь имела большое количество духовных учебных заведений (данные на 1913 г.): 4 духовные академии, 57 духовных семинарий, 186 духовных училищ. В ведении Синода также находились епархиальные женские училища, многочисленные церковно-приходские школы и школы грамоты.
На 1914 год в епархиях Русской православной церкви (без Грузинского экзархата и зарубежных епархий) числилось около 39 тыс. приходов. Помимо этого, в придворном ведомстве и в ведомстве протопресвитера военного и морского духовенства имелось соответственно 53 и 416 церквей. Существовало 550 мужских и 475 женских монастырей.
В 1788 году указом Екатерины II учреждено первое в Российской империи духовное правление мусульман-суннитов — Оренбургское магометанское духовное собрание, позднее также появились Таврическое магометанское духовное правление (Симферополь) и два Закавказских духовных правления (суннитское и шиитское) в Тифлисе.
В Российской империи права и привилегии разных религиозных конфессий были неодинаковы. Вслед за господствующей православной церковью официально признавались и имели широкие права: из христианских конфессий — римско-католическая церковь, лютеранская и реформатская церкви, община гернгутеров, армяно-григорианская и армяно-католическая церкви; из других религиозных общин — мусульмане (сунниты и шииты), иудеи (талмудисты и караимы), буддисты. «Терпимыми», но лишёнными привилегий были русские старообрядцы (до 1905 года они официально именовались «раскольниками»), баптисты, меннониты, сибирские шаманисты и др. При этом по российскому законодательству общины молокан, духоборцев, субботников, скопцов, хлыстов, мормонов, штундистов и других сектантов считались «нетерпимыми» и «вредными».
17 (30) апреля 1905 года указом императора Николая II «Об укреплении начал веротерпимости» сняты прежние запреты и ограничения на переход из одной признанной государством христианской конфессии в другую (до этого выход из православия считался уголовным преступлением). Также отменялись многие ограничения в отношении старообрядцев.
Религиозный состав населения России на 1897 год (без учёта Финляндии): православные — 69,34 %, старообрядцы — 1,76 %, католики — 9,16 %, протестанты (в основном лютеране) — 3,0 %, армяно-григориане — 0,94 %, мусульмане — 11,07 %, иудеи — 4,15 %, буддисты — 0,35 %. Во всех легальных религиозных общинах (кроме буддийских) духовенство вело метрические книги.

География распространения последователей основных конфессий по уездам и округам Российской империи (по данным переписи 1897 года)
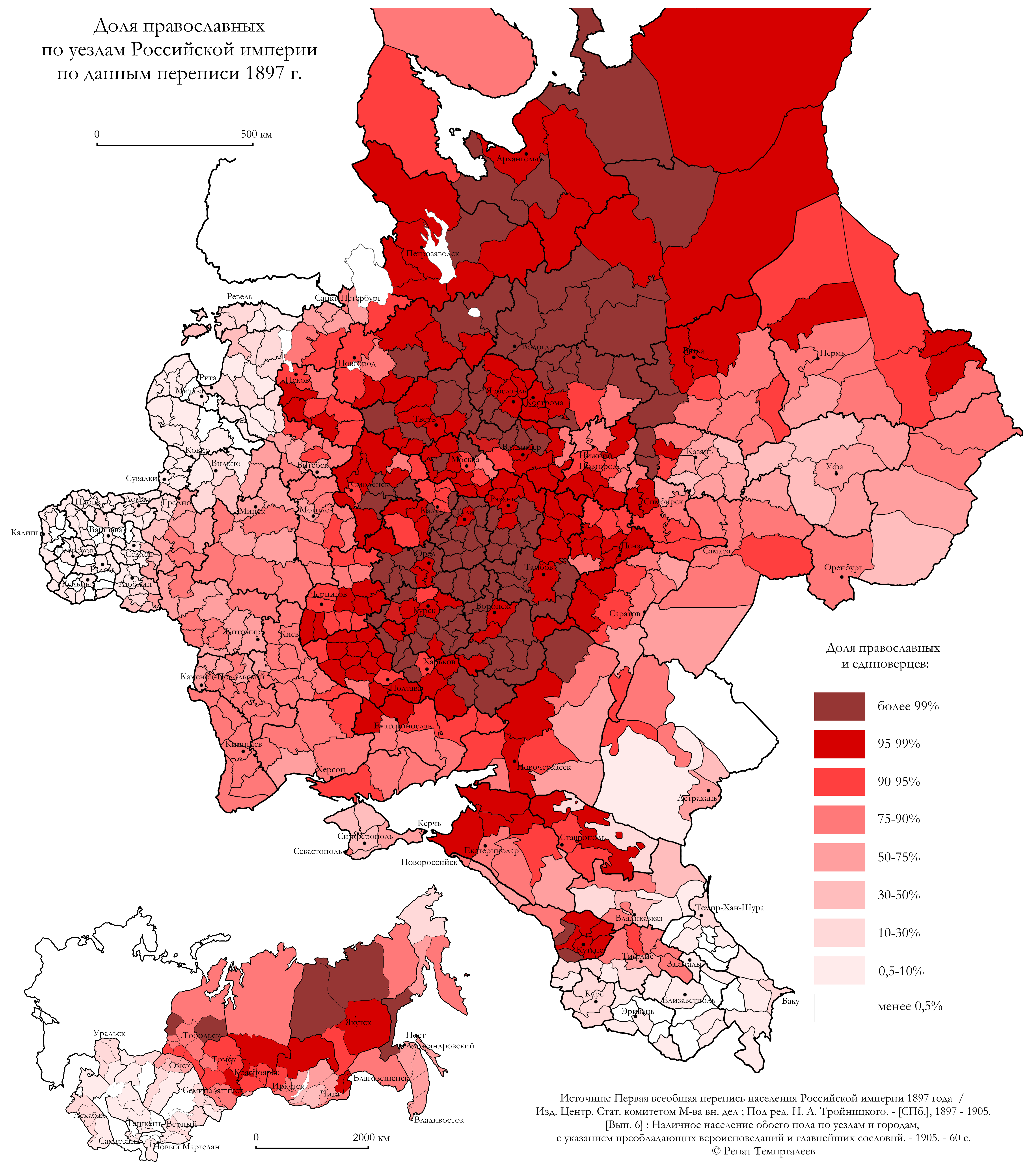
Православные
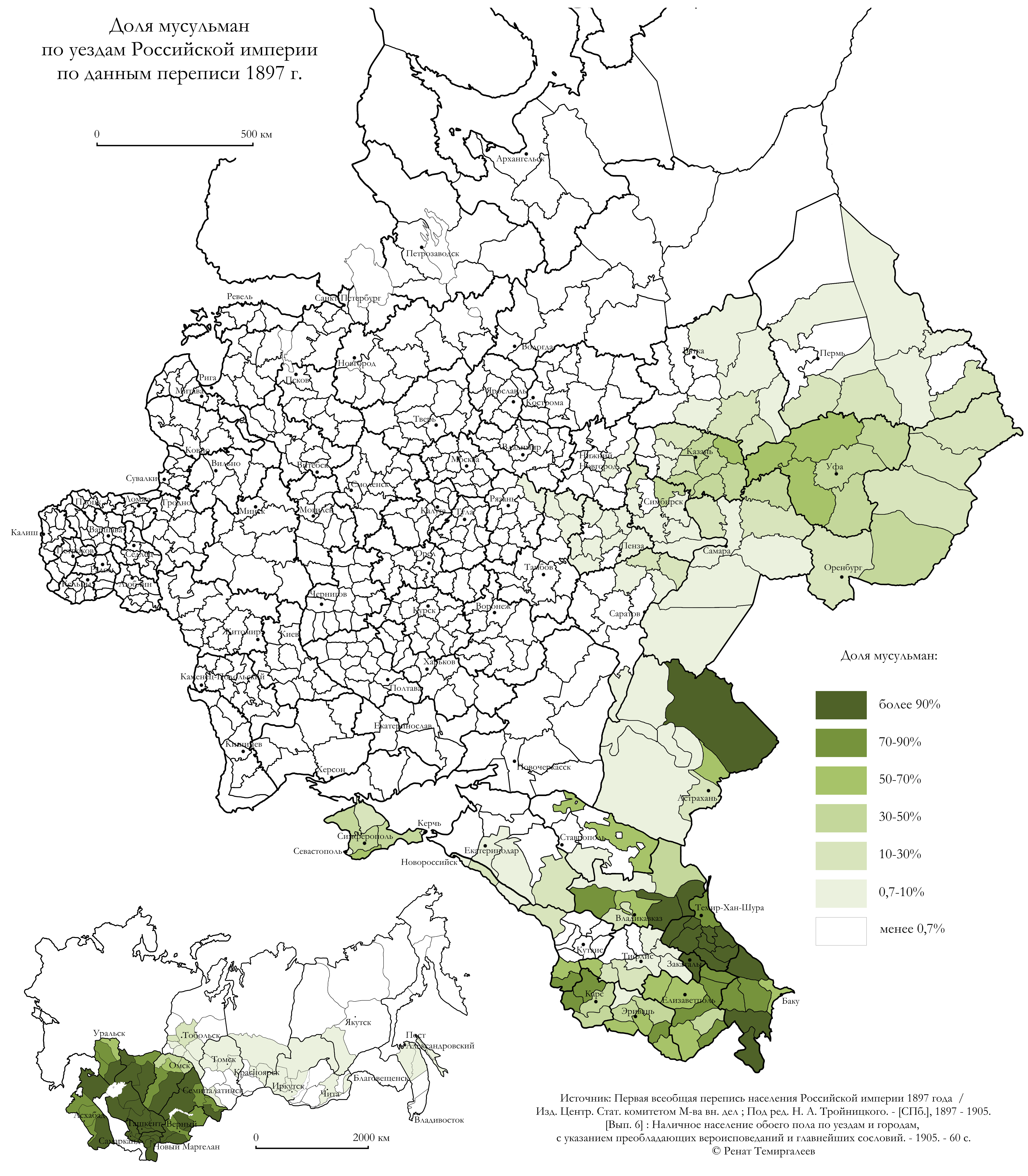
Мусульмане
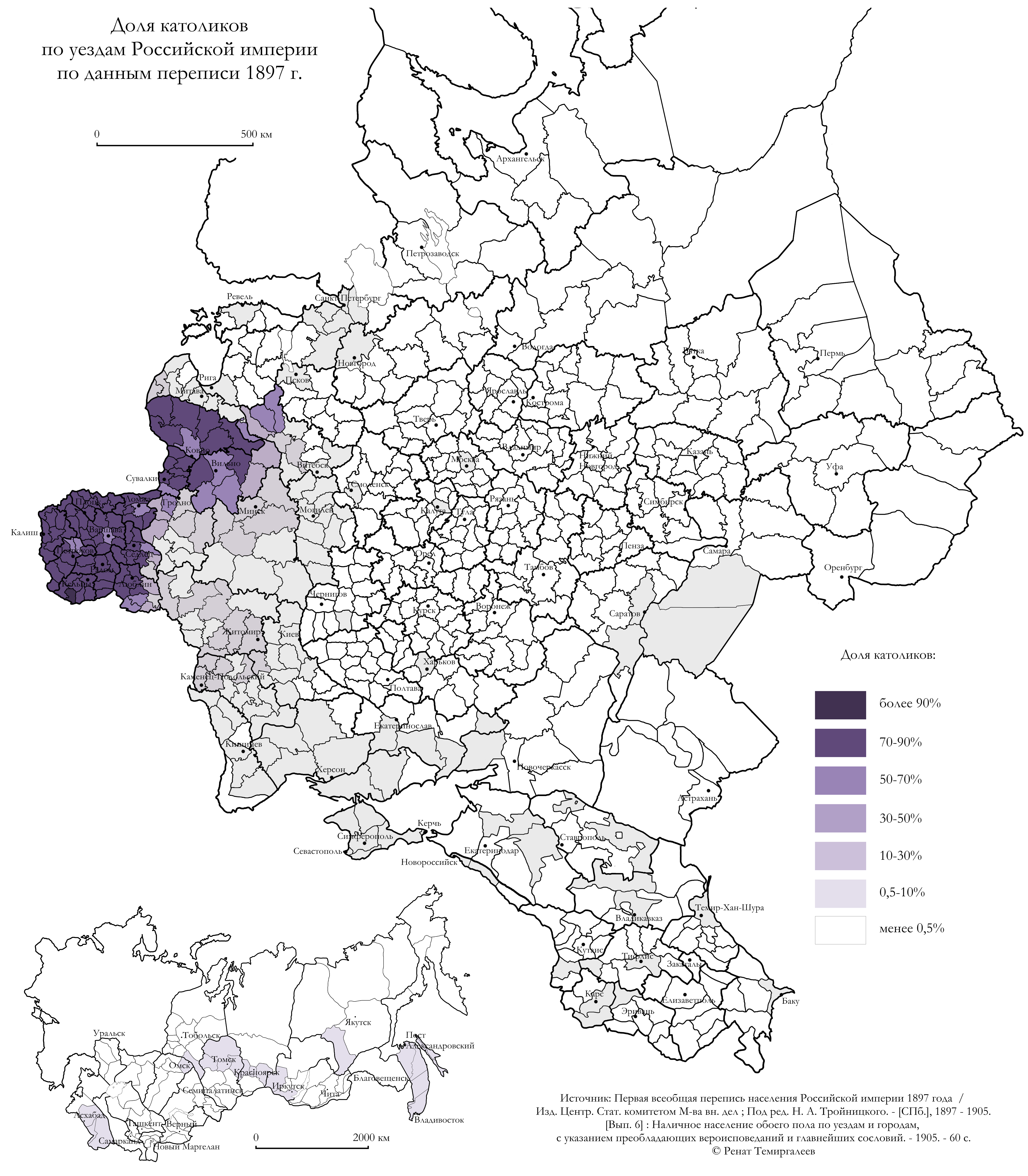
Римо-католики
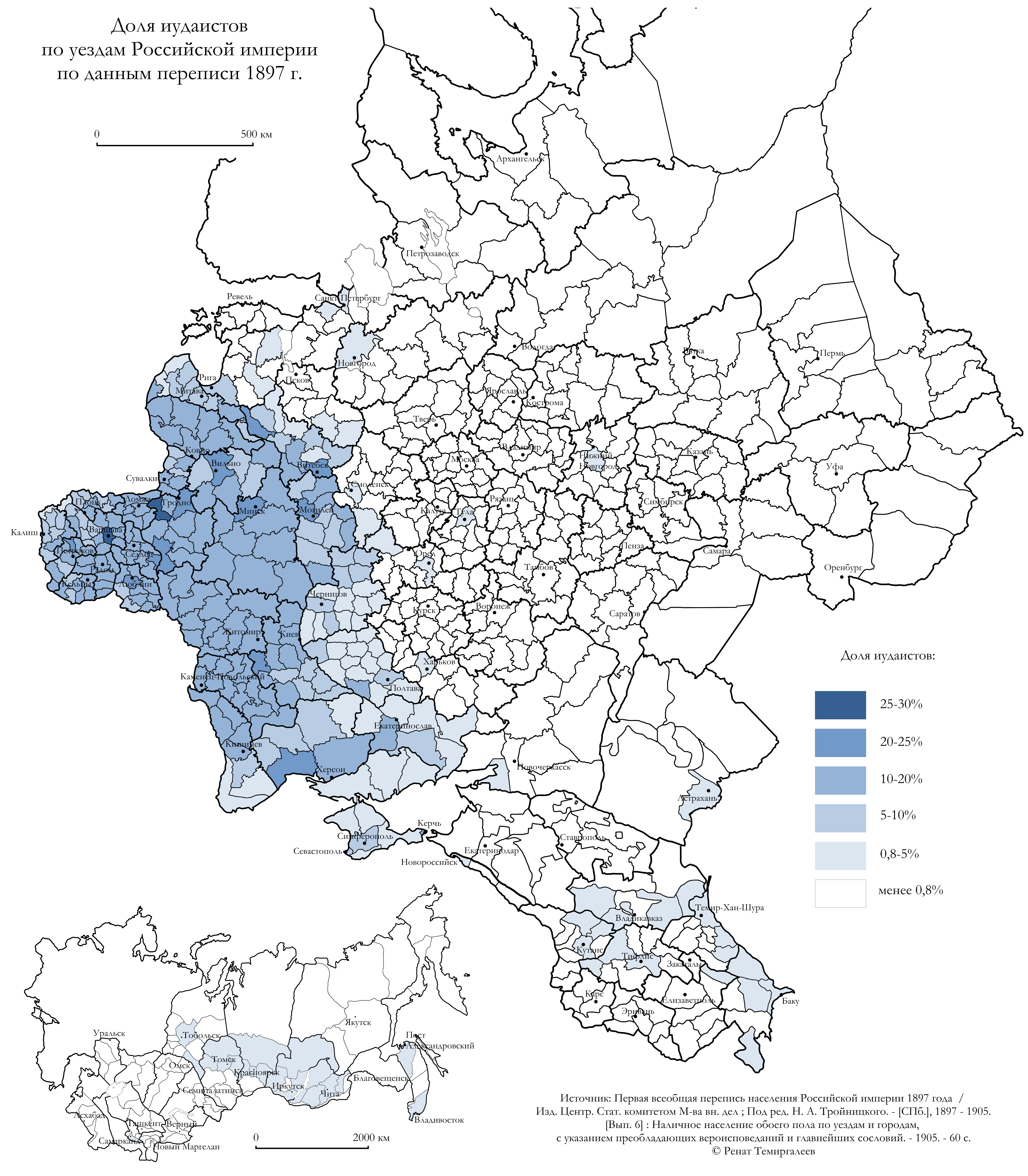
Иудеи
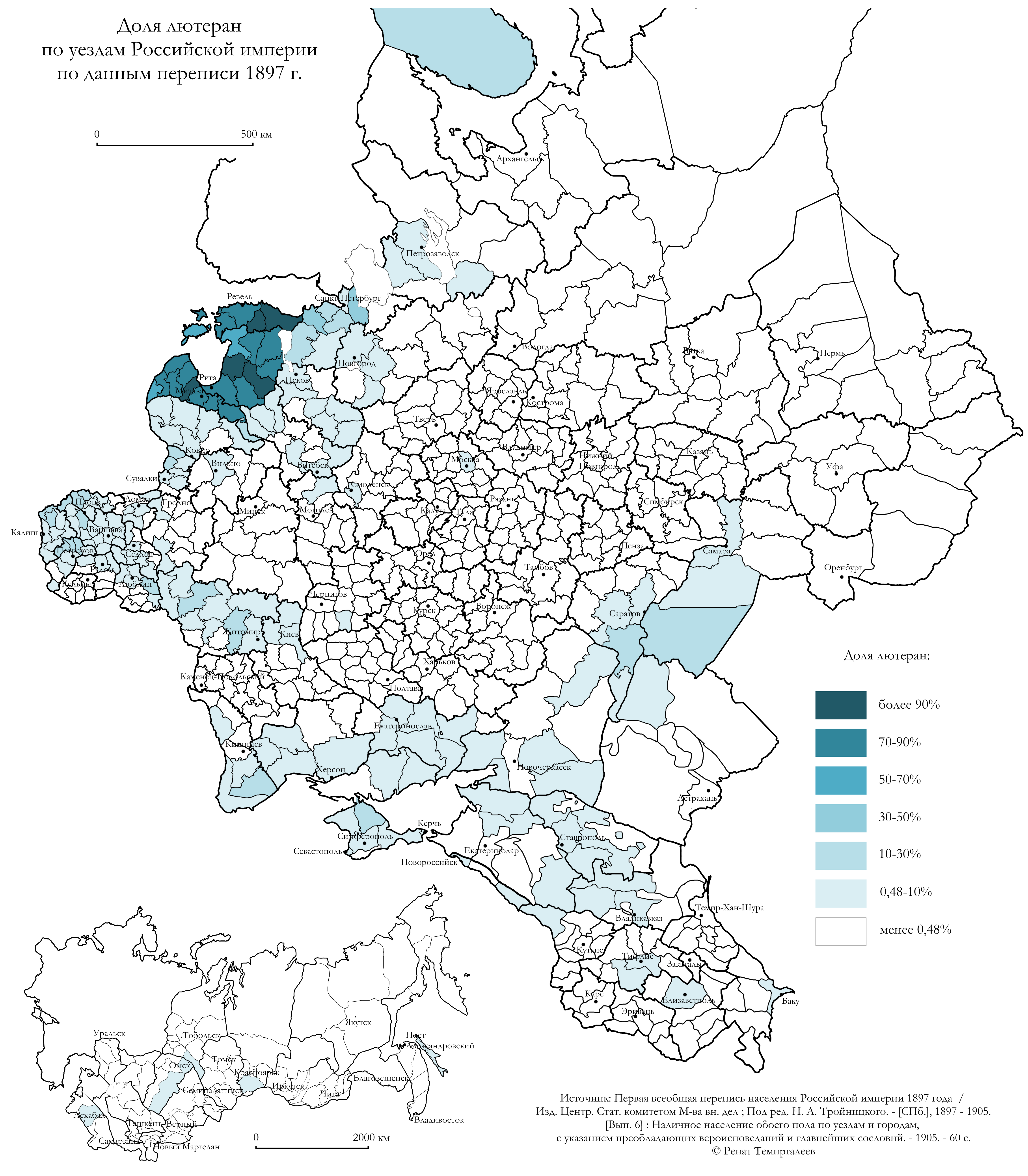
Лютеране
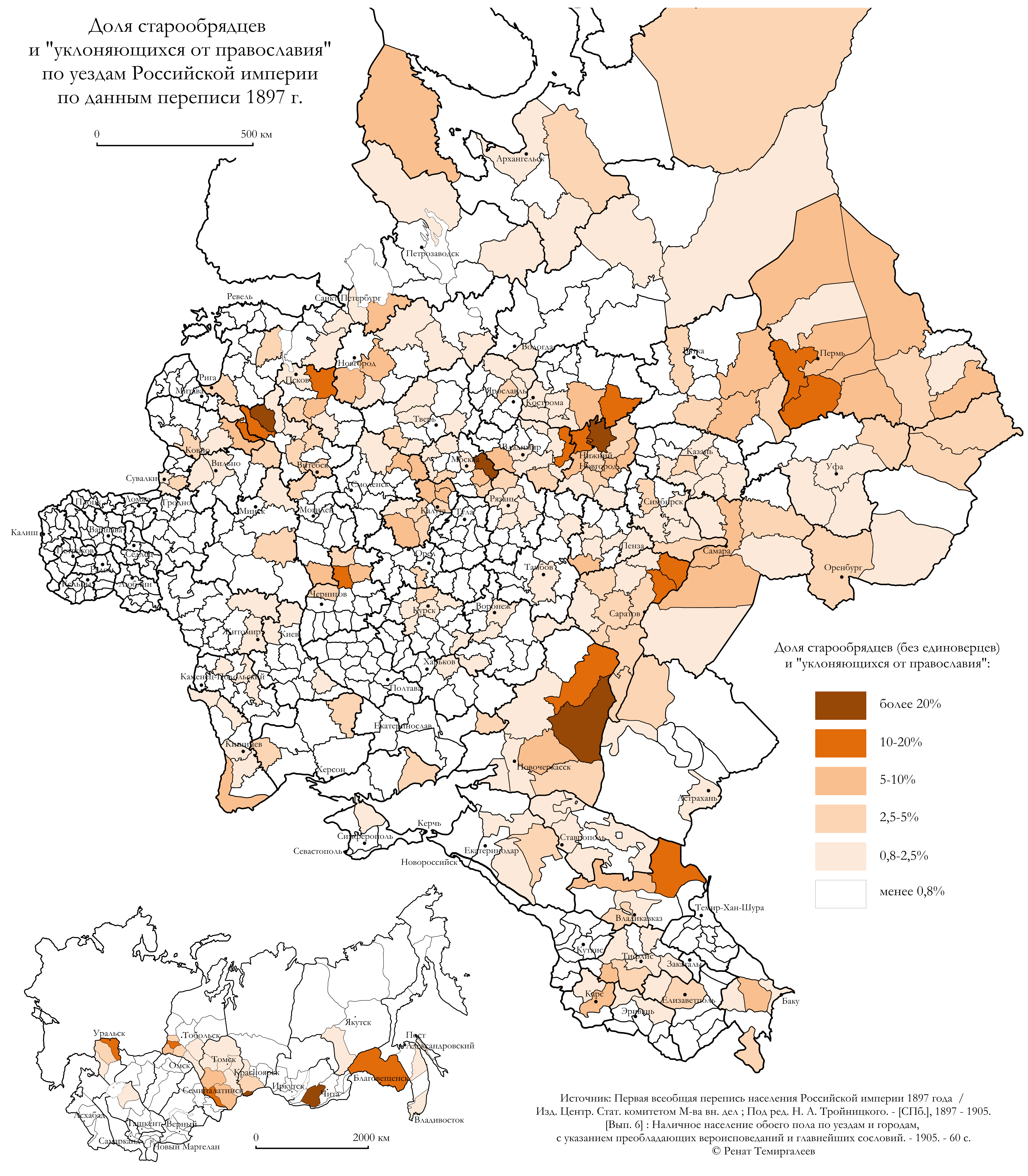
Старообрядцы
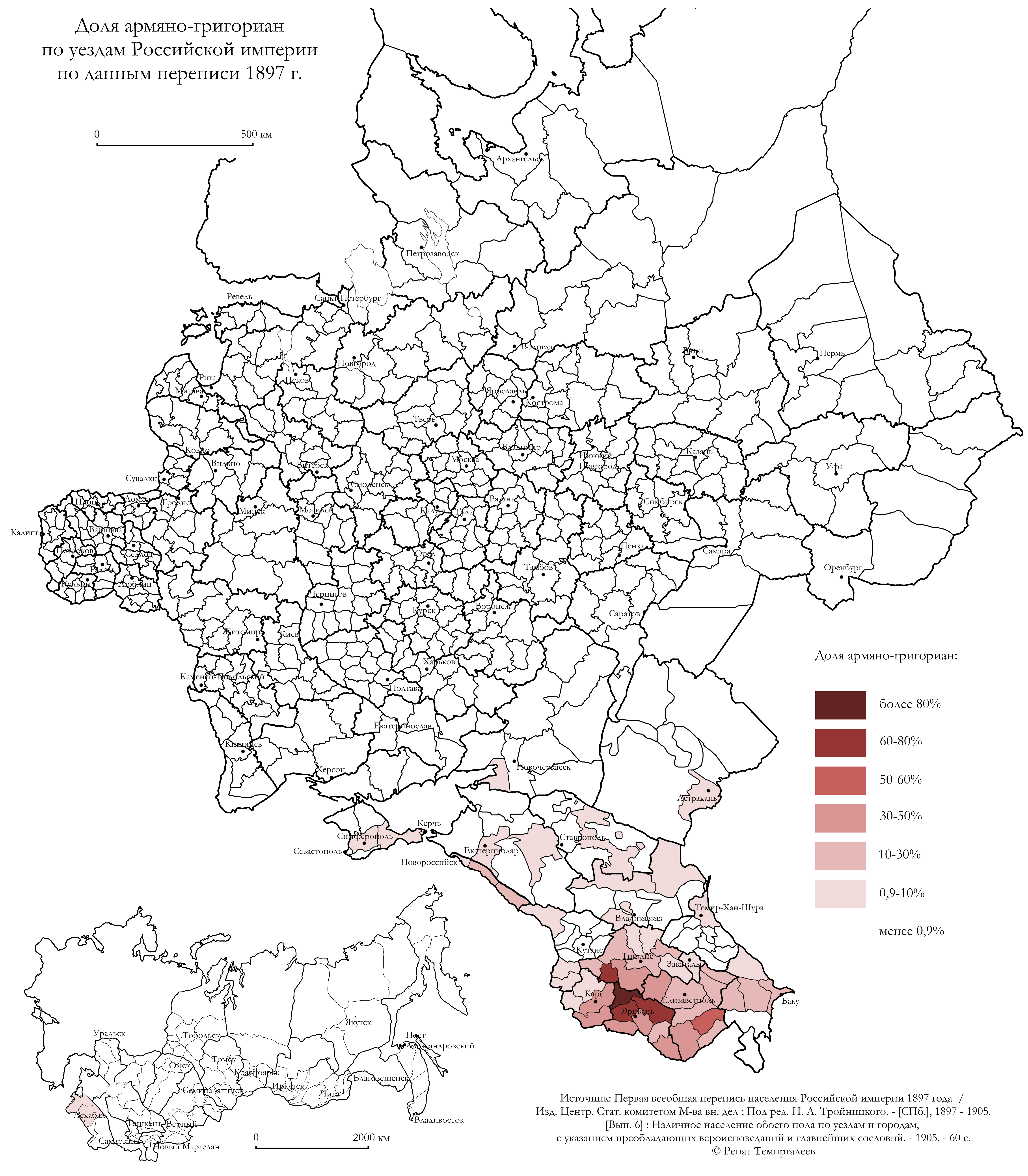
Армяно-григориане
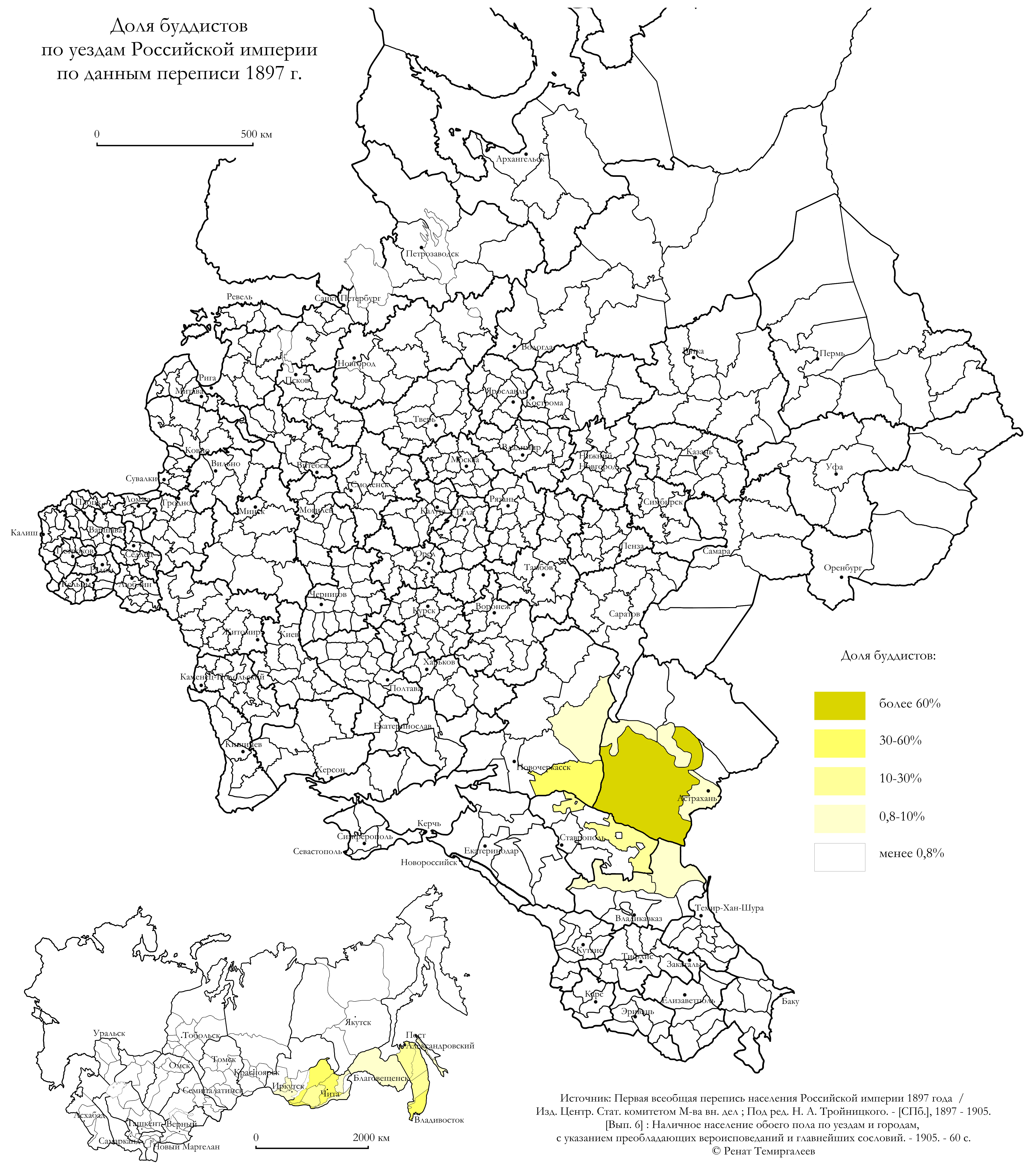
Буддисты
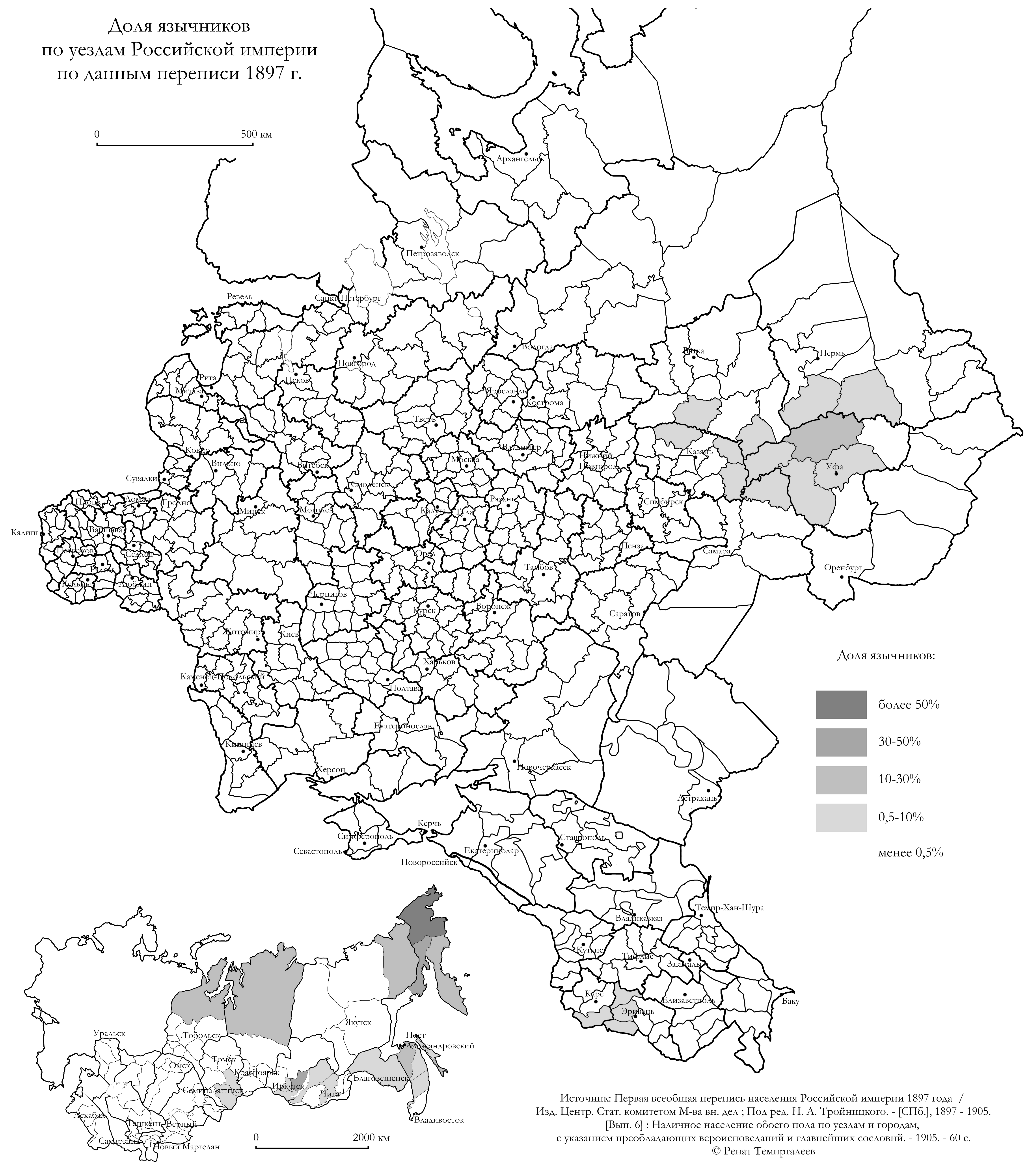
Язычники

## Вооружённые силы

### Армия

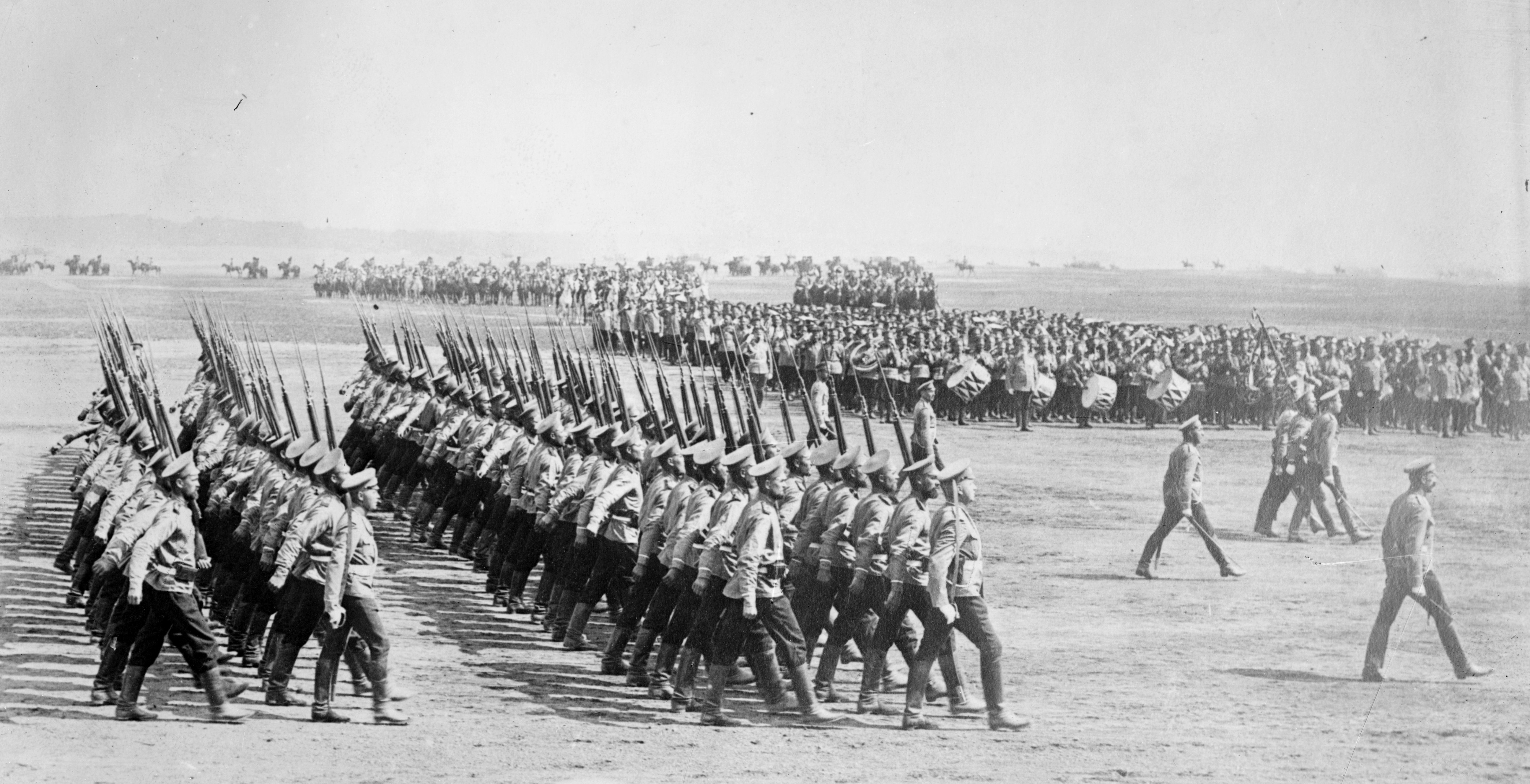
Пехота русской армии

Регулярная русская армия, основанная на рекрутской повинности, создана в конце XVII — начале XVIII веков в результате военных реформ Петра I (эта система комплектования окончательно установлена в 1705 году).
Под руководством Петра I проведена реформа русской артиллерии, открылись первые военно-учебные заведения. В 1716 году Пётр I утвердил Воинский устав, закрепивший создание регулярной армии. В 1720 году начала свою работу Военная коллегия — высший орган военного управления, в 1722 году введена система военных, гражданских и придворных чинов — Табель о рангах. Кроме полевой армии, были созданы гарнизонные войска, которые несли внутреннюю службу и являлись резервом армии.
Служба дворян в армии изначально являлась обязательной и продолжалась пожизненно (с 1736 года ограничена в мирное время 25-летним сроком, а с 1762 года стала добровольной).
В 1728 году из военных инженеров, выделенных из состава артиллерии, образован Инженерный корпус, в 1732 году официально открыт первый кадетский корпус.
В царствование императрицы Екатерины ІІ созданная ещё при Петре І квартирмейстерская часть впервые преобразована в Генеральный штаб. По инициативе генерала П. И. Панина в русской армии появляется лёгкая пехота — егеря.
В 1793 году сокращён срок военной службы для солдат: вместо пожизненного им был установлен 25-летний срок службы (в 1834 году срок действительной службы сократился до 20 лет, в 1839 году — до 19 лет, в 1868 году — до 10 лет). К концу царствования Екатерины ІІ численность русской армии достигла 400 тыс. человек.
При императоре Павле І издавались указы, направленные на укрепление воинской дисциплины, и воинские уставы, детально регламентировавшие армейскую организацию и порядок несения военной службы, введён запрет на использование солдат для «частных работ» в офицерских и генеральских имениях, отменена практика формальной записи на военную службу малолетних дворянских детей (этим ранее обеспечивалось автоматическое получение офицерского чина по достижении совершеннолетия). Однако в армии большое значение стало придаваться муштре, различным смотрам и парадам.
Вторая половина XVIII века отмечена деятельностью целой плеяды русских полководцев: П. С. Салтыков, П. А. Румянцев, А. В. Суворов одержали победы в сражениях во время Семилетней войны 1756—1763 годов, русско-турецких войн 1768—1774 и 1787—1791 годов, войны с Францией 1798—1802 годов (Итальянский и Швейцарский походы 1799 года).
В 1802 году образовано Министерство военных сухопутных сил (в дальнейшем — Военное министерство). В 1806—1808 годах созданы дивизии, которые стали постоянными войсковыми соединениями.
В 1810 году по инициативе военного министра М. Б. Барклая-де-Толли началась масштабная военная реформа. В русской армии ввели корпусную организацию войск (созданы пехотные корпуса, сведённые в 1-ю и 2-ю Западные армии). В дальнейшем появились резервные кавалерийские корпуса. На основе ряда гарнизонных частей в 1811 году учреждена внутренняя стража. На западе России началось строительство новых и реконструкция старых крепостей. Изменяется система подготовки резервов для полевой армии — образуются рекрутские депо.
Численность русской армии к началу 1812 года составляла 720 тыс. человек. В ходе Отечественной войны 1812 года русские войска под командованием М. И. Кутузова разгромили армию Наполеона I, считавшуюся лучшей в Европе.
В 1815 году развернулось создание системы военных поселений, однако они оказались экономически невыгодными, и в дальнейшем их упразднили.
В 1832 году по решению императора Николая І открыта Императорская военная академия (с 1855 г. — Николаевская академия Генерального штаба, с 1909 г. — Императорская Николаевская военная академия). Началось формирование корпуса офицеров Генерального штаба, к которому причислялись окончившие академию или выдержавшие при ней экстерном соответствующие экзамены.
Неудача России в Крымской войне 1853—1856 годов раскрыла многие недостатки её армии, в том числе крайне малое количество современного нарезного стрелкового оружия (винтовок) и неудовлетворительную войсковую организацию.
При императоре Александре II по инициативе генерала Д. А. Милютина проведена коренная реформа вооружённых сил. В 1862—1867 годах территория России была разделена на военные округа. Также упраздняется Отдельный корпус внутренней стражи — его функции передаются местным войскам. В 1864 году открыты юнкерские училища, ставшие на то время основным источником пополнения офицерского корпуса армии (к 1910 году они были преобразованы в военные училища). В середине 1860-х годов реформированы все кадетские корпуса (кроме Пажеского и Финляндского) — на их базе образованы военные гимназии (с 1882 года они снова именовались кадетскими корпусами) и военные училища.
С 1874 года армия начала комплектоваться на основе всеобщей воинской повинности. Срок службы в сухопутных войсках составлял 15 лет — 6 лет действительной службы и 9 лет пребывания в запасе. Затем военнообязанные зачислялись в Государственное ополчение. Казаки отбывали воинскую повинность на особых условиях — на основе отдельного устава о воинской повинности. Кроме того, от отбывания воинской повинности было освобождено большинство коренных народов Кавказа, Средней Азии и Сибири, а с начала XX века — и население Финляндии.
Проведённые реформы позволили успешно провести русско-турецкую войну 1877—1878 годов.
В конце XIX — начале XX веков в русскую армию поступают трёхлинейная винтовка Мосина, пулемёт Максима и 76-мм полевая пушка образца 1902 года, в дальнейшем ставшие основным вооружением пехоты и артиллерии.
Русско-японская война 1904—1905 годов показала, что армия не полностью соответствует требованиям времени: в войсках медленно внедрялось новое вооружение; не уделялось должное внимание боевой подготовке пехоты; оставался низким уровень образования значительной части офицерского корпуса и генералитета.

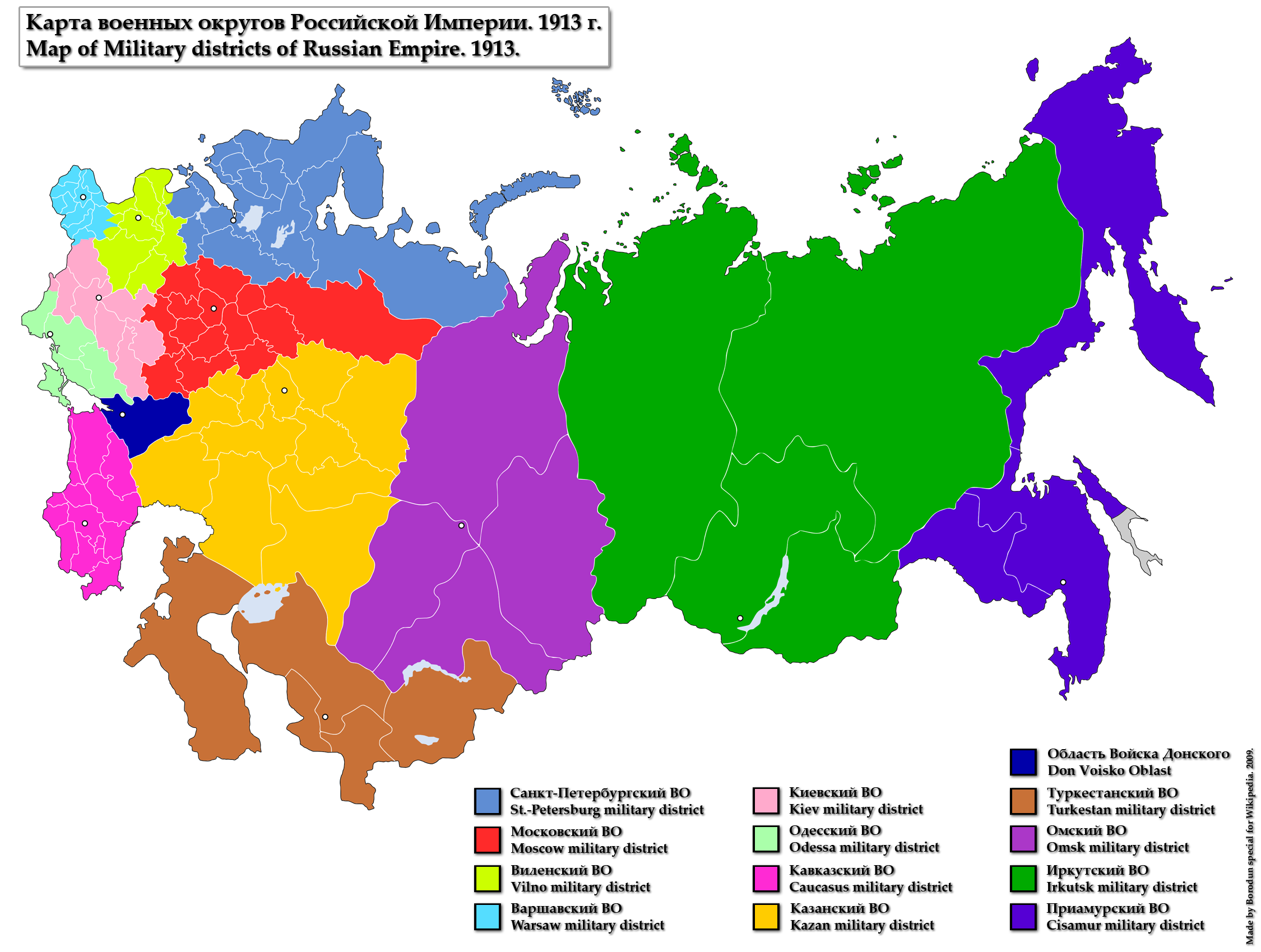
Карта военных округов Российской империи, 1913 год

В период 1905—1912 годов проведена масштабная военная реформа. В 1906—1907 годах уволено и заменено 50—80 % лиц командного состава, вплоть до командующих войсками округов.
В 1905 году воссоздаётся Главное управление Генерального штаба (ГУГШ), которое фактически выполняло функции генерального штаба русской армии. В 1906 году император Николай II утверждает изменения в Устав о воинской повинности, в результате чего сроки действительной службы в армии составили: в пехоте и пешей артиллерии — 3 года, в других родах войск — 4 года (затем военнообязанный находился в запасе 1-й и 2-й очереди).
В 1910 году упраздняются резервные и крепостные войска, а также частично изменяется дислокация армии (увеличивается количество войск в центральных округах). Создаются новые военно-учебные заведения (включая авиационные школы), продолжается переоснащение армии.
К лету 1914 года территория Российской империи делилась на 12 военных округов (кроме того, существовала Область Войска Донского, которая управлялась на особых основаниях). Выделялись следующие рода войск: пехота, кавалерия, артиллерия, инженерные войска, а с 1904 года ещё и железнодорожные войска.
Основу огневой мощи армии составляла артиллерия (в начале XX века подразделялась на полевую, крепостную и осадную; однако в 1909 году осадную артиллерию упразднили). Инженерные войска, помимо сапёрных, понтонных и минных частей, включали телеграфные, автомобильные и воздухоплавательные роты, авиационные роты и отряды.
Подготовку офицеров для русской армии осуществляли специальные учебные заведения — военные училища. В то же время кадетские корпуса проводили обучение воспитанников по общеобразовательному курсу, затем их выпускники поступали в военные училища. Высшее военное образование давала система военных академий, главное место среди которых занимала Императорская Николаевская военная академия.
К началу Первой мировой войны русская армия насчитывала 1 млн 423 тыс. человек (в том числе свыше 40 тыс. офицеров), по мобилизации развёрнута до 5 млн 338 тыс. человек. К концу войны численность русской армии достигла примерно 7 млн человек.
Гвардия. В 1690 году царём Петром І из так называемых «потешных» созданы Преображенский и Семёновский полки. В дальнейшем эти два полка стали первыми полками гвардии — привилегированной части русской армии.
К началу Первой мировой войны русская гвардия состояла из 13 пехотных (включая Собственный Его Императорского Величества Сводный пехотный полк), 4 стрелковых и 14 кавалерийских полков, 3 артиллерийских бригад, Лейб-гвардии Конной артиллерии, Лейб-гвардии Сапёрного батальона и других частей.

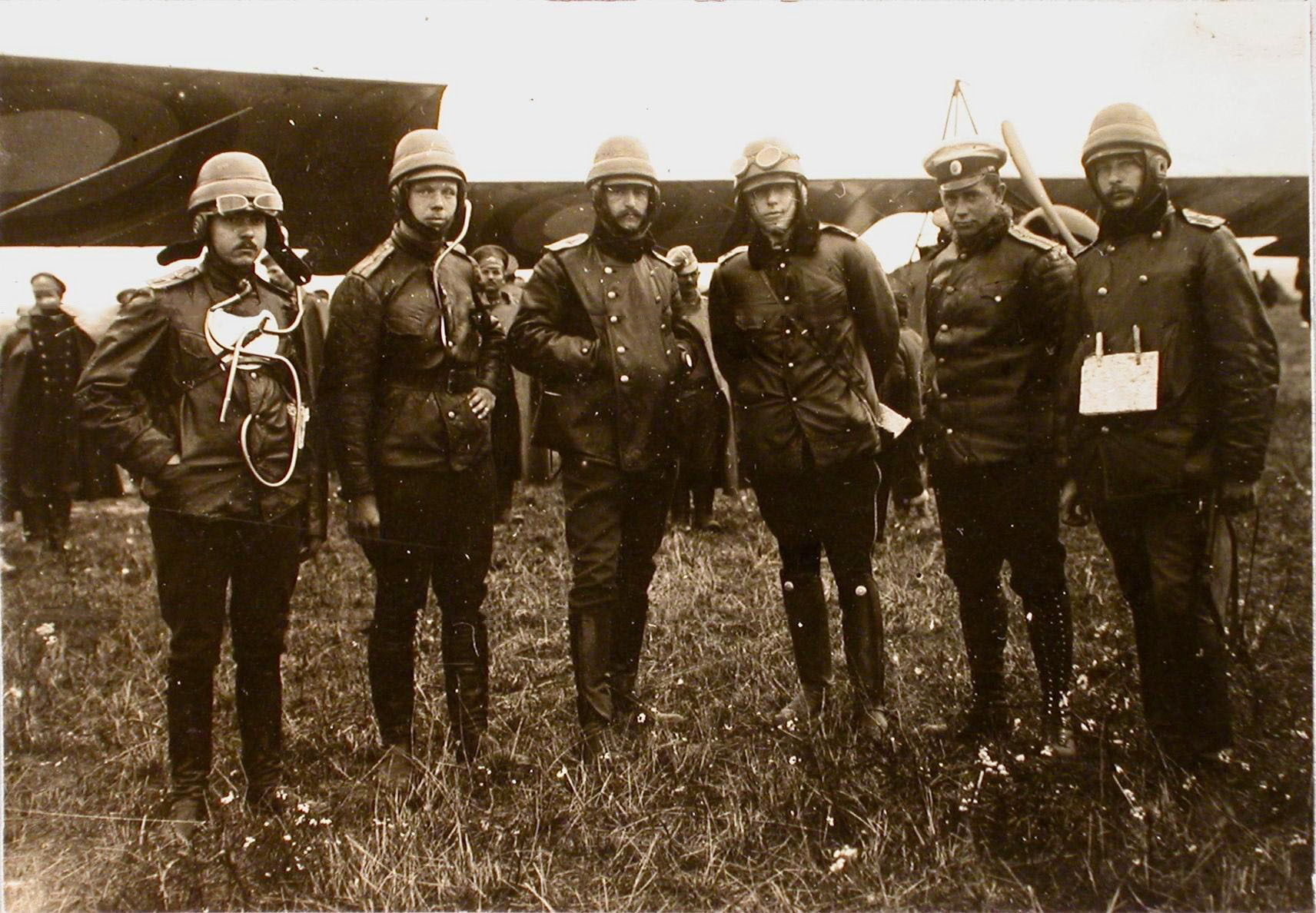
Русские авиаторы, 1915 год

Военный воздушный флот. В 1885 году сформирована первая в России кадровая команда военных аэронавтов под командованием А. М. Кованько. Летом 1914 года в армии имелись воздухоплавательные части, на вооружении которых находились привязные и управляемые аэростаты.
Военная авиация в России появилась в 1911 году, когда был создан первый авиационный отряд. В этом же году самолёты в первый раз участвовали в военных манёврах.
В ходе Первой мировой войны сформировано первое в мире соединение тяжёлой авиации — Эскадра воздушных кораблей (на вооружении — самолёты «Илья Муромец»). Появились авиационные отряды истребителей, а затем и боевые авиационные группы (состояли из нескольких истребительных отрядов). Также были образованы соединения авиации — авиационные дивизионы.
Казачьи войска. В 1875 году казачьи полки включили в состав дивизий регулярной кавалерии (с 1870-х годов казачьи войска перестали считаться иррегулярными войсками, образовав особую категорию войск).
Казачьи войска выставляли служилый состав (делился на 3 разряда) и войсковое ополчение. В начале XX века в подчинении Военного министерства России находилось 11 казачьих войск. В 1916 году на военной службе состояло свыше 285 тыс. казаков.
Государственное ополчение. Кроме регулярной армии, существовало Государственное ополчение (состояло из ратников 1-го и 2-го разрядов). Оно призывалось во время Крымской войны, русско-японской войны 1904—1905 годов и в Первую мировую войну.

### Флот

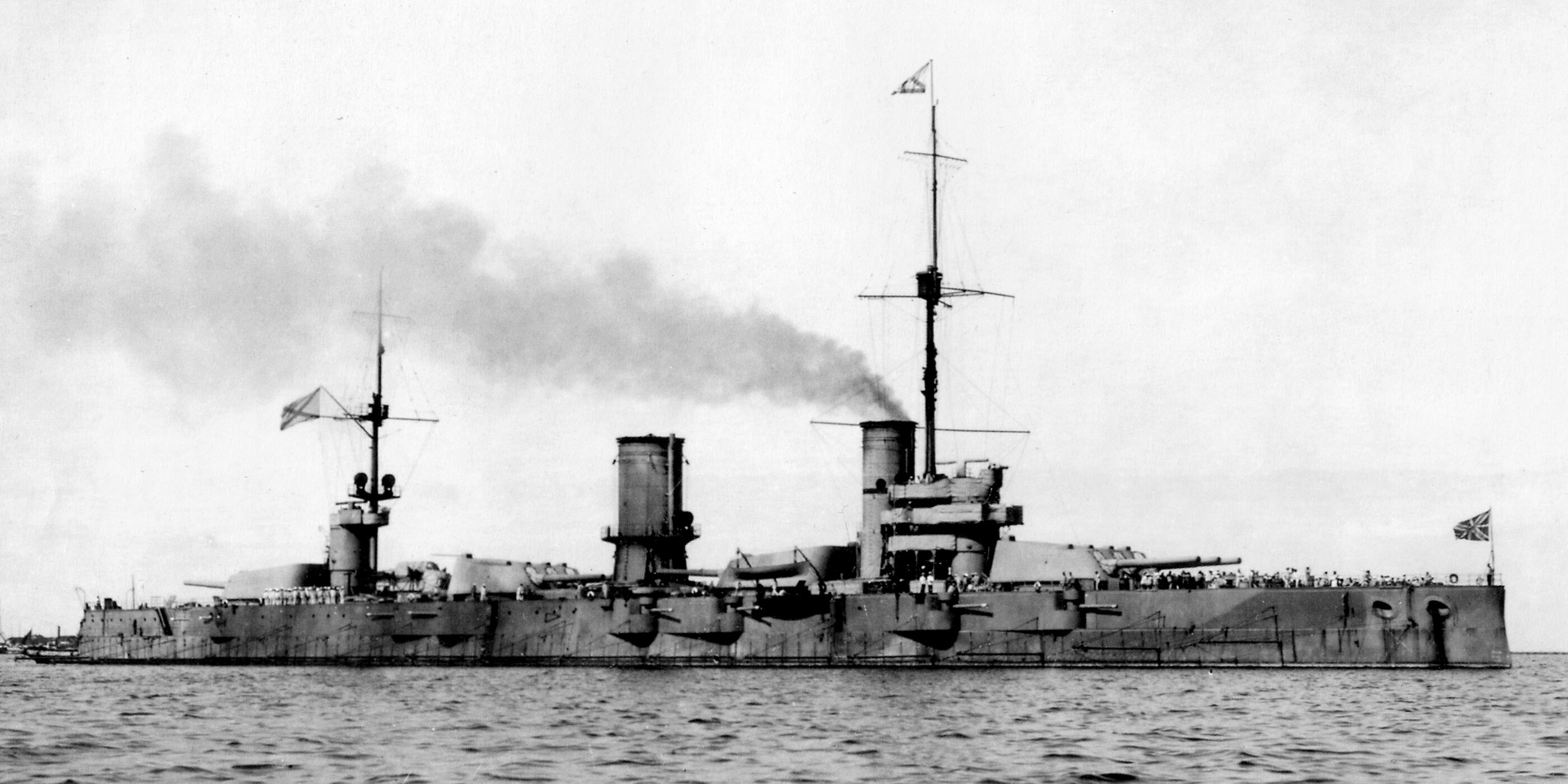
Линейный корабль «Севастополь». 1915 год

Возникновение русского военно-морского флота связано с именем Петра I и происходило в конце XVII — начале XVIII веков.
Во время Северной войны 1700—1721 годов создан Балтийский флот. В 1717 году учреждена Адмиралтейств-коллегия — высший орган управления военно-морским флотом (до 1802 г.). Организационные принципы русского флота и способы ведения вооружённой борьбы на море нашли отражение в изданном в 1720 году Морском уставе.
Во второй половине XVIII века, в связи с русско-турецкими войнами за господство на Чёрном море, происходит усиление русского флота. В Средиземное море из состава Балтийского флота были направлены русские эскадры. Победа в русско-турецкой войне 1768—1774 годов позволила России создать Черноморский флот. В последующей войне с Османской империей благодаря флотоводческому искусству адмирала Ф. Ф. Ушакова он одерживает ряд крупных побед над турецким флотом и добивается господства на Чёрном море.
В 1802 году образовано Министерство морских сил (с 1815 г. — Морское министерство). С 1828 года оперативно-стратегическое руководство флотом осуществлял Морской штаб (с 1831 г. — Главный морской штаб). В 1803—1855 годах русские военные моряки осуществили свыше 40 кругосветных и дальних плаваний, сыгравших важную роль в исследовании Мирового океана.
Офицеры и матросы русского флота героически проявили себя во время обороны Севастополя 1854—1855 годов в ходе Крымской войны.
По условиям Парижского мирного договора 1856 года Россия лишилась права иметь на Чёрном море военный флот (эти ограничения отменены в 1871 году).
После Крымской войны в России начинается создание броненосных паровых кораблей. В 1877 году вступил в строй первый эскадренный броненосец «Пётр Великий». В 1903 году на вооружение флота поступает первая подводная лодка.
Во второй половине XIX века Российская империя расширяет сферу влияния в Китае, где её интересы сталкиваются с интересами Японии. Конфликт выливается в русско-японскую войну, важнейшую роль в которой сыграл флот.
После русско-японской войны в России осуществляются мероприятия по повышению боеспособности флота, принимаются новые судостроительные программы. В 1906 году создаётся Морской генеральный штаб, сосредоточивший функции оперативно-стратегического планирования и руководства флотом. Для подготовки флотских офицеров существовали Николаевская морская академия, Морской кадетский корпус и Морское инженерное училище.
Перед началом Первой мировой войны русский военно-морской флот состоял из Балтийского и Черноморского флотов, Каспийской и Сибирской флотилий (кроме этого, имелась Амурская речная флотилия, подчинённая командующему войсками Приамурского военного округа). Флот пополнился линейными кораблями типа «Севастополь», эскадренными миноносцами типа «Новик».
В ходе войны флот усилен новейшими линейными кораблями типа «Императрица Мария», подводными лодками типа «Барс» и первым в мире подводным минным заградителем «Краб». Развивается морская авиация, создаётся флотилия Северного Ледовитого океана.

### Национальный состав армии
Во времена Петра І основу регулярной армии составляли рекруты из русских крестьян, на народы Поволжья, Урала и Сибири рекрутская повинность не распространялась. Однако с 1722 года начинается рекрутский набор марийцев, мордвы и татар, в 1738 году — старообрядцев. К концу XVIII века рекрутские наборы (с рядом льгот и изъятий) были распространены на территорию Западного края, прибалтийских губерний, Новороссии, а также на крестьян и мещан Правобережной и Левобережной Украины. В то же время некоторые народы (башкиры, калмыки, буряты, мещеряки) и социальные группы (казаки, тептяри) образовывали на особых условиях иррегулярную кавалерию. В XIX веке к отбыванию рекрутской повинности в русской армии были также привлечены евреи (с 1827 г.), жители Царства Польского (после 1831 г.), а население Великого княжества Финляндского выставляло небольшие по численности территориальные финские войска.
В 1874 году в Российской империи введена всеобщая воинская повинность, и в начале XX века армия комплектовалась новобранцами, в основном представлявшими христианские народы России, прежде всего русскими («великороссами»), украинцами («малороссами») и белорусами (эти три народа, вместе составлявшие тогда 2/3 населения страны, давали 3/4 новобранцев). Мусульманское население Северного Кавказа и Закавказья вместо отбывания воинской повинности платило особый денежный налог (подобное положение распространялось также на абхазцев, езидов и некоторые другие народы). Кроме того, от призыва в армию были освобождены мусульманские народы Туркестанского края, инородцы Астраханской и Ставропольской губерний, Уральской, Тургайской, Акмолинской и Семипалатинской областей, коренные народы Сибири и Дальнего Востока, население Крайнего Севера. При этом существовали немногочисленные конные части, в состав которых на добровольной основе могли поступать представители народов Кавказа и Туркестана (Дагестанский конный полк, Туркменский конный дивизион), а часть калмыков, бурят, осетин, крещёных татар (нагайбаки) и других причислялась к казачьему сословию.
Население Великого княжества Финляндского в 1905 году также было освобождено от отбывания воинской повинности. Вместо неё Финляндию обязали выплачивать в российскую казну 10 млн финских марок в год на общегосударственные военные нужды.
Определённые ограничения при прохождении воинской службы действовали в отношении лиц иудейского вероисповедания (по состоянию на 1913 год): они не допускались для службы в гвардию, в команды интендантского ведомства, в конвойные и местные команды, в крепостную артиллерию и др. Им был закрыт доступ к обучению в военных училищах, к прохождению экзамена на получение чина прапорщика запаса и т. д. При этом участники русско-японской войны 1904—1905 годов, которые получили награды или «беспорочно несли службу в действующих войсках», имели право свободного выбора места жительства (то есть могли жить вне черты еврейской оседлости).
В начале Первой мировой войны из числа добровольцев Кавказского края формируется Кавказская туземная конная дивизия, а Туркменский конный дивизион разворачивается в конный полк (с 1916 года — Текинский конный полк). Кроме того, в ходе войны в русской армии появился ряд других национальных формирований. Так, к концу 1916 года в составе армии находились Польская стрелковая бригада, две латышские стрелковые бригады, армянские стрелковые батальоны и некоторые другие. Также были созданы формирования, состоявшие в основном из бывших военнопленных австро-венгерской армии — Чешско-Словацкая стрелковая бригада (позднее корпус), 1-я Сербская добровольческая дивизия (в дальнейшем корпус).

## Расширение территории

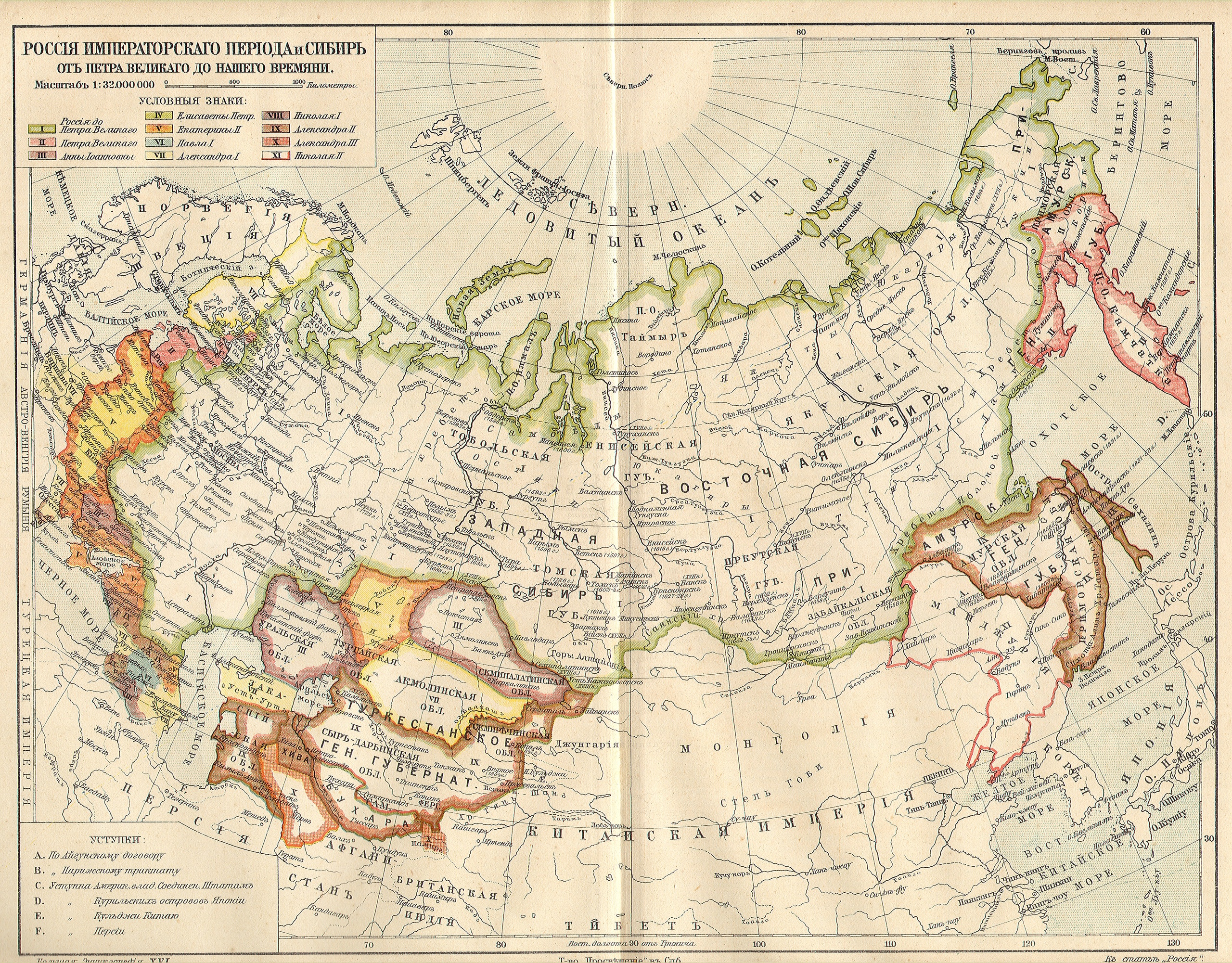
Территориальные приобретения России в конце XVII — начале XX веков (Большая энциклопедия Южакова)

В XVIII—XIX веках владения Российской империи увеличиваются в соперничестве: со Швецией за Прибалтику и Финляндию; с Речью Посполитой за Малороссию, Волынь и Подолию; с Османской империей за Крым и Северное Причерноморье; с Персией за Закавказье; с Британской империей за контроль над Средней Азией; с Китаем за казахские земли и Маньчжурию.
Ряд территорий Российской империи в разное время пользовались автономией либо были связаны с ней отношениями личной унии, вассалитета или протектората: Войско Запорожское (автономия до 1764 г.), Картли-Кахетинское царство (протекторат до 1801 г.), Имеретинское царство (протекторат до 1811 г.), Великое княжество Финляндское (широкая автономия вплоть до 1917 г.), Царство Польское (личная уния до 1832 г.), Бухарский эмират (вассальная зависимость с 1868 г.), Хивинское ханство (вассальная зависимость с 1873 г.), Урянхайский край (протекторат с 1914 г.).
Синьхайская революция ослабила влияние Китая в Монголии, в противовес этому Монголия стремится опереться на Россию, и уже с 1912 года фактически становится её протекторатом.
Рост России настороженно воспринимался европейскими державами, эти страхи отражаются в подложном документе «Завещание Петра Великого». В свою очередь, Фридрих Энгельс в работе «Внешняя политика русского царизма» так комментирует имперскую экспансию: «Никогда ещё Россия не достигала такого могущественного положения. Но она сделала также ещё один шаг за пределы своих естественных границ. Если в отношении завоеваний Екатерины II у русского шовинизма были ещё некоторые извиняющие — я не хочу сказать оправдывающие — предлоги, то относительно завоеваний Александра I об этом не может быть и речи. Финляндия населена финнами и шведами, Бессарабия — румынами, Конгрессовая Польша — поляками. Здесь уж и говорить не приходится о воссоединении рассеянных родственных племён, носящих русское имя, тут мы имеем дело с неприкрытым насильственным завоеванием чужой территории, с простым грабежом».

### Войско Запорожское
Войско Запорожское перешло в подданство русскому царю в 1654 году. Коломакские статьи, подписанные Иваном Мазепой, ограничили выбор старши́ны гетману только с царского позволения и лишили старшину права самостоятельно переизбрать гетмана. В 19-й статье договора ставился вопрос об объединении с Московским государством и устранении национальной обособленности малороссов. Была упразднена Киевская митрополия, а в 1704 году к Гетманщине присоединили земли Правобережного Войска Запорожского.
Во время гетманства Кирилла Разумовского началась ликвидация автономных институтов Войска Запорожского: в 1754 году ликвидирована таможенная граница; в 1764 году окончательно упразднена должность гетмана, вместо Гетманщины основана Малороссийская губерния.
В 1734 году с разрешения императрицы Анны Иоанновны основывается Новая Сечь. Низовое Войско Запорожское выступает союзником России в русско-турецких войнах 1735—1739 и 1768—1774 годов. Однако в 1775 году императрица Екатерина II приказывает упразднить Запорожскую Сечь, и Новороссийская губерния пополняется её землями. В 1781 году ликвидируется полковое устройство Малороссии.
В 1787 году Г. А. Потёмкин сформировал из бывших запорожцев Войско верных казаков Черноморских. Русско-турецкая война 1787—1792 годов оказалась победной для России, и в результате Ясского мира Российская империя территориально укрепила своё положение на южных границах. После заключения мира «Войску верных казаков Черноморских» были предоставлены земли, полученные в результате войны, — вдоль побережья Чёрного моря между реками Днестр и Буг, а само войско переименовано в Черноморское казачье войско. В 1792 году черноморским казакам были пожалованы земли на Тамани и Кубани «в вечное и потомственное владение».

### Геополитическая конкуренция со Швецией. Присоединение Финляндии

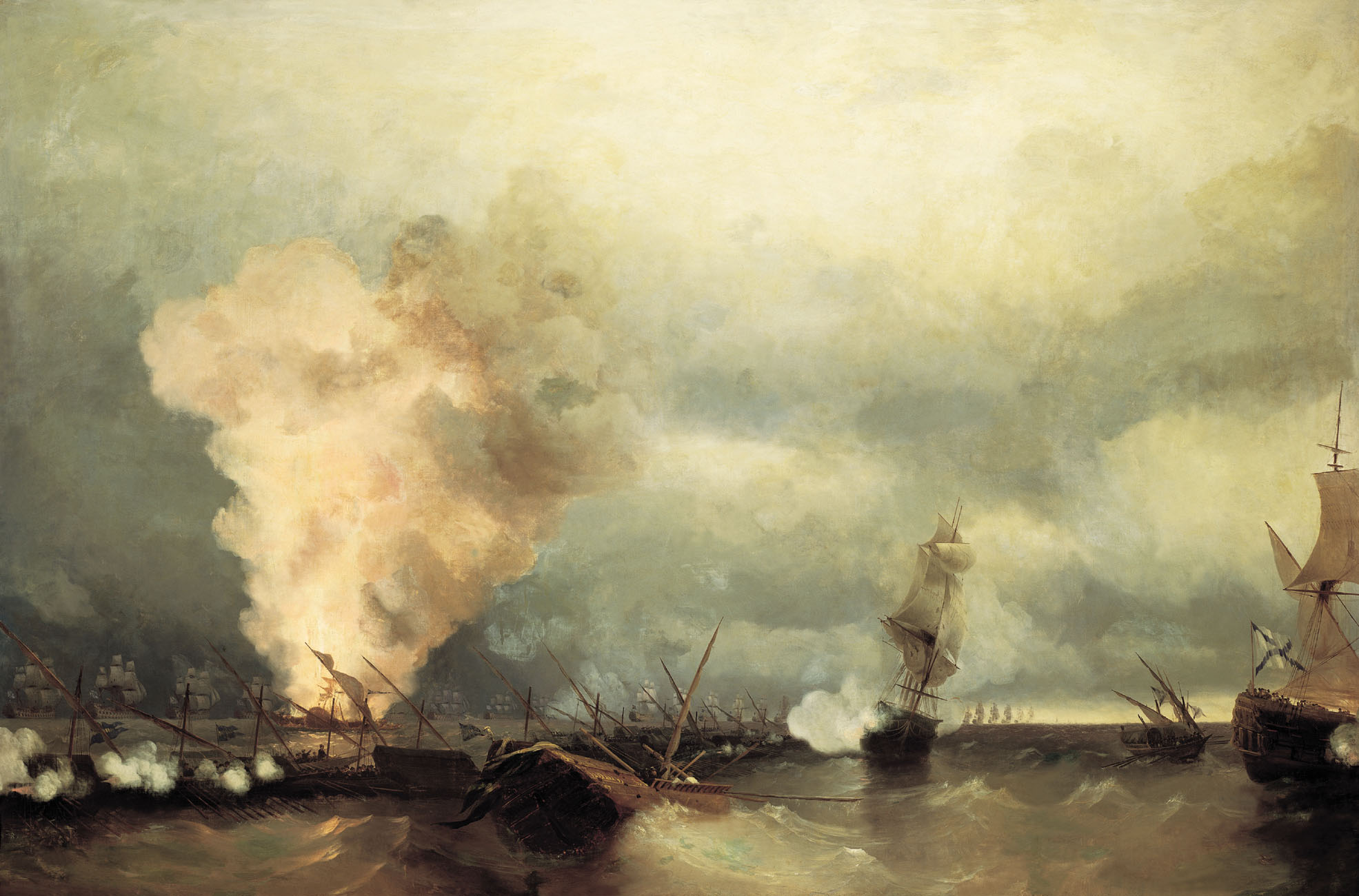
И. К. Айвазовский. «Морское сражение при Выборге 22 июня 1790 года»

По Ништадтскому мирному договору, завершившему Северную войну 1700—1721 годов, к России отошли Ингерманландия, часть Карелии с Выборгом, Эстляндия и Лифляндия. Шведские реваншисты начинают новую войну в 1741 году, но проигрывают её, ситуация повторяется в 1788—1790 годах.
В результате русско-шведской войны 1808—1809 годов к Российской империи переходят Финляндия и Аландские острова.
С присоединением Финляндии обозначились существенные проблемы: там отсутствовала финская национальная аристократия, экономика княжества была подконтрольна шведскому меньшинству, большинство населения крупнейших городов, таких как Гельсингфорс и Або, являлось этническими шведами. Россия сделала акцент на рост национального самосознания финнов: восстанавливается деятельность местного сейма; финский язык со временем становится вторым официальным языком в княжестве (наряду со шведским языком); выпускается литература на финском языке; столицу княжества переносят из Або в Гельсингфорс; поощряется миграция финнов в города. В 1812 году к Финляндскому княжеству присоединяют так называемую «Старую Финляндию», перешедшую к России ещё по Ништадтскому (1721 г.) и Абоскому (1743 г.) мирным договорам.
Но в 1890-е годы Россия переходит к политике принудительной русификации Финляндии: предпринимались попытки распространения на территорию княжества общероссийского законодательства, в том числе введения всеобщей воинской повинности по общероссийскому образцу, внедрения русского языка в делопроизводстве и в системе школьного образования. Все эти шаги вызвали крайнее недовольство местного населения и в итоге привели к убийству финляндского генерал-губернатора Н. И. Бобрикова.
После отречения императора Николая II, на территории Финляндии уже в марте 1917 года восстанавливается в полном объёме местное законодательство, а в ноябре провозглашается независимость княжества, признанная правительством большевиков 22 декабря 1917 года.

### Разделы Речи Посполитой. Царство Польское. Курляндия и Семигалия

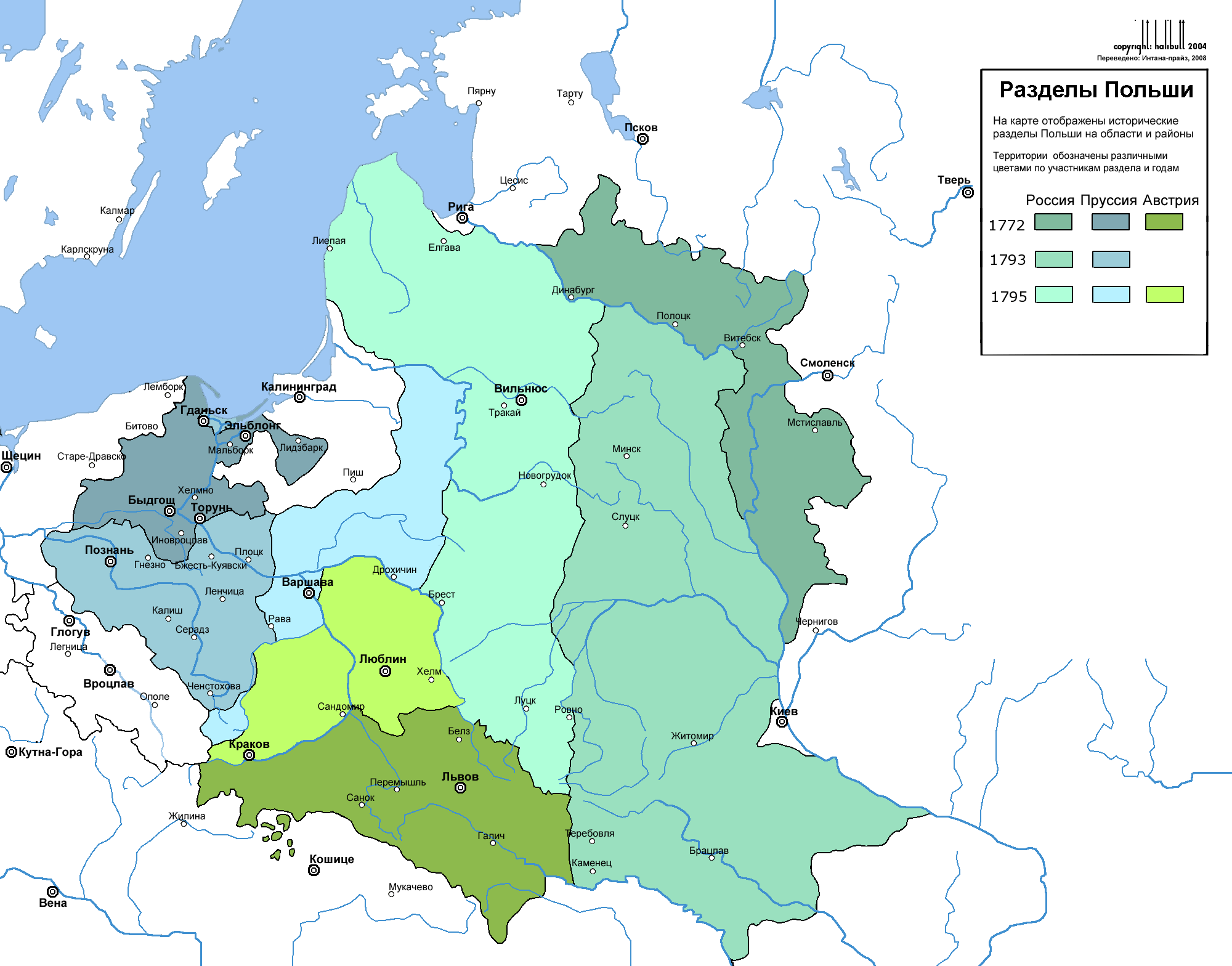
Разделы Польши (1772—1795 годы)

К XVIII веку Речь Посполитая приходит к упадку, вызванному межнациональными распрями и неудачными войнами. Политическая система, сочетавшая выборность короля с правом вето у любого депутата, всё больше вела к параличу государства, и создавала почву для активных манипуляций польской внутренней политикой со стороны других государств. Неуклонно нараставшее давление на Речь Посполитую со стороны России и Пруссии заканчивается тремя разделами её территории в 1772—1795 годах. В состав России в результате разделов входят белорусские и литовские земли, Инфлянты, Волынь и Подолия. Помимо бывших земель собственно Речи Посполитой в Российскую империю включается и территория бывшего Курляндского герцогства — оно преобразуется в Курляндскую губернию.
После наполеоновских войн, по итогам Венского конгресса 1815 года создаётся Царство Польское, находившееся изначально в унии с Российской империей. В него вошла не вся территория Польши (так, Познань отошла Пруссии, а Краков — Австрии).
Поляки становятся одним из самых «неблагонадёжных» национальных меньшинств империи. Они поднимают против императорской власти восстания 1830 и 1863 годов. В результате происходит поэтапное сворачивание польской автономии. После восстания 1830 года конституция Царства Польского заменяется на Органический статут, личную унию сменяет непосредственное вхождение Польши в состав Российской империи. Распускаются польские сейм и армия, польский злотый заменяется рублём, административное деление преобразуется на основе общеимперского законодательства.
После восстания 1863 года общепольские ведомства прекращают своё существование, а их дела передаются российскому правительству. На Польшу также распространяются общероссийские системы образования и судебного устройства, вводится обязательное употребление русского языка в учреждениях образования и в делопроизводстве, распространяется обозначение Польши как Привислинского края.

### Русская колонизация Америки

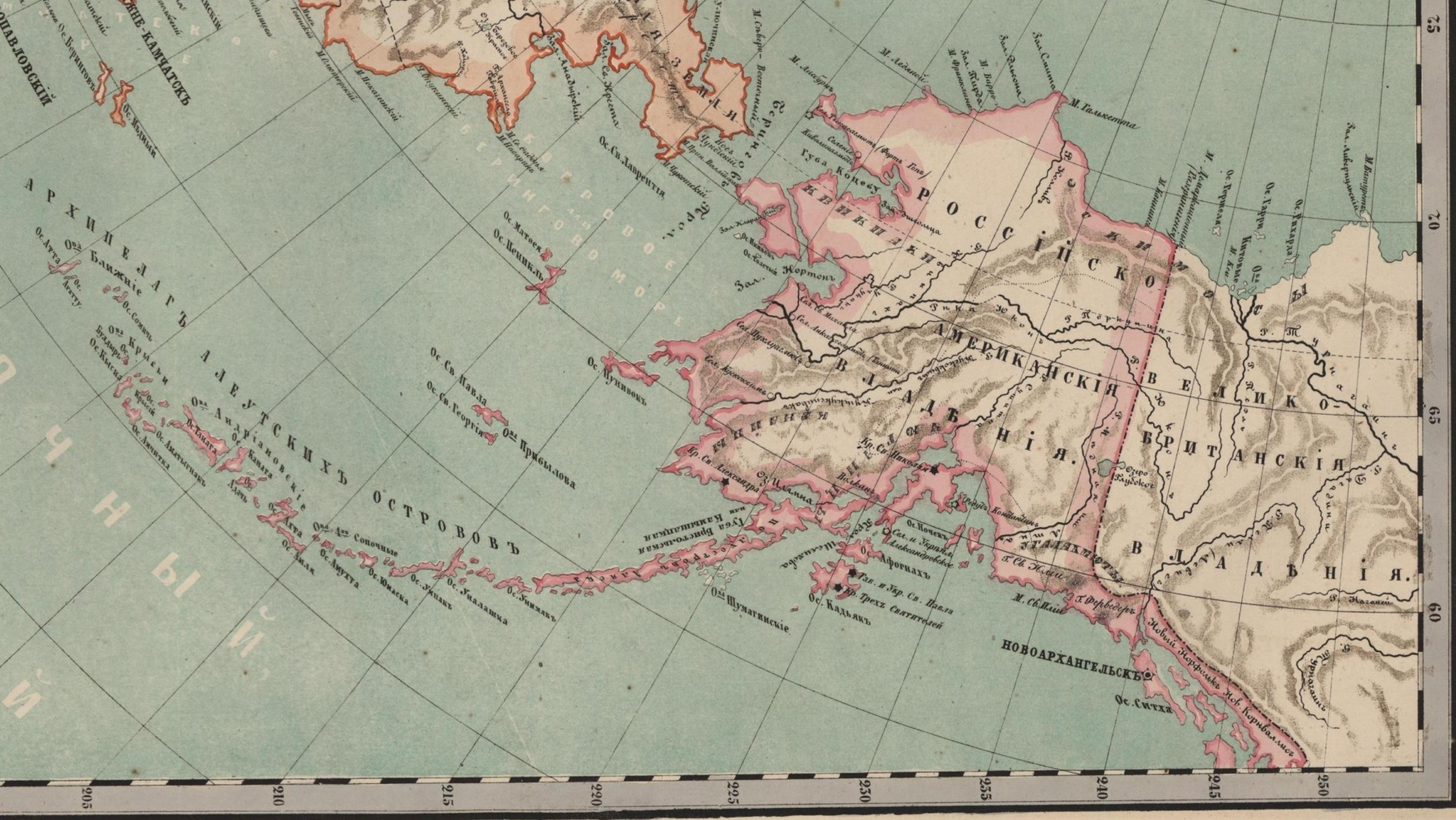
Русская Америка. Фрагмент карты из Атласа Российской империи 1860 года

Первыми русскими, которые со стороны Сибири прибыли на Аляску, были участники экспедиции Семёна Дежнёва (1648 г.).
В 1784 году на остров Кадьяк прибывает экспедиция Г. И. Шелихова. Северо-Восточная компания начинает активно осваивать остров, подчиняя местных эскимосов, способствуя распространению православия среди туземцев и внедряя новые для этой территории сельскохозяйственные культуры — свёклу, репу. Поселение на острове Кадьяк получило название Павловская гавань. В 1783 году императрица Екатерина II утверждает создание на Аляске православной миссии.
С 1808 года центром Русской Америки становится Ново‑Архангельск, однако фактическое управление ведётся из Иркутска. В 1812 году основана крепость Росс — самый южный форпост Российско-Американской компании. В 1824 году подписана русско-американская конвенция, зафиксировавшая южную границу на широте 54°40’N.
Крымская война ставит русские владения на границе с британской Канадой в трудное положение, и уже в 1857 году впервые высказывались предложения об их продаже (при этом ещё в 1841 году была продана крепость Росс). В 1867 году заключён договор с США о продаже Аляски и Алеутских островов. Последняя группа русских покинула Ново-Архангельск в 1868 году.

### Присоединение Грузии и всего Закавказья

Территории в Закавказье, вошедшие в состав России по итогам войн с Персией

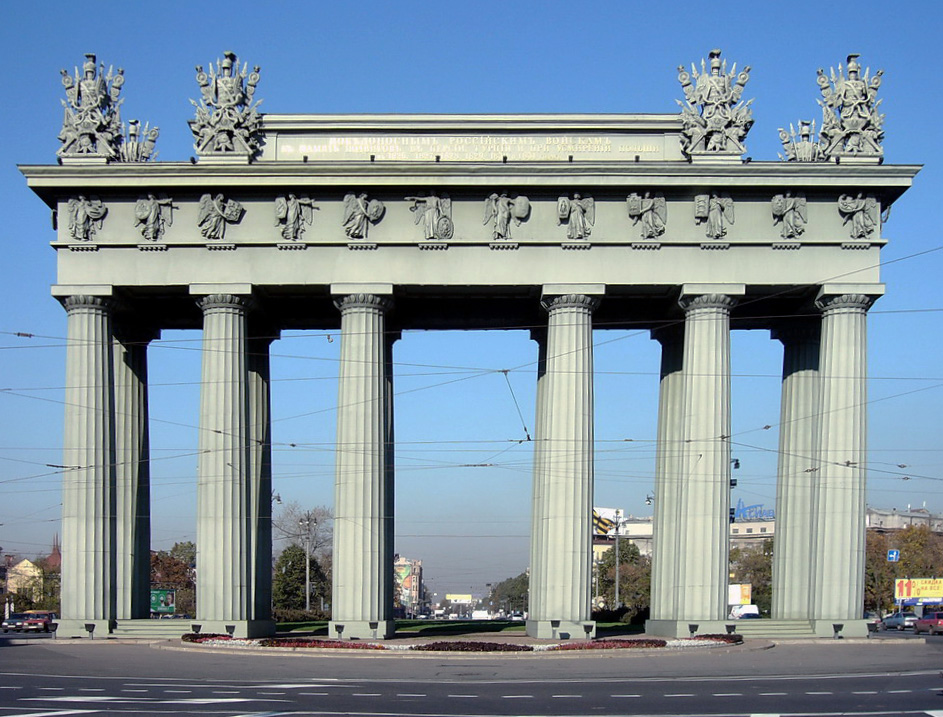
Триумфальные ворота по проекту архитектора В. П. Стасова в честь победы в русско-персидской войне 1826—1828 годов и в русско-турецкой войне 1828—1829 годов

В 1783 году Ираклий II подписывает Георгиевский трактат о переходе Картли-Кахетинского царства (Восточная Грузия) под протекторат Российской империи. В 1799 году русские войска занимают Тифлис. В 1801 году царство упраздняется и входит непосредственно в состав России.
Грузинская аристократия получает права русского дворянства. Формируется новая система местного управления, упраздняются наследственные посты, делопроизводство переводится на русский язык. Отменяется рекрутская повинность, а собранные налоги остаются на местах. Поощряется переселение в Грузию русских, армян, греков и немецких колонистов. В 1811 году Грузинская православная церковь преобразуется в экзархат Русской церкви.
Имеретия в XVIII веке неоднократно обращалась к России за помощью против Турции. Мирный договор 1774 года избавил Имеретию от выплаты дани Турции. После окончания борьбы за власть в 1798 году Соломон II пытался избежать протектората. Однако в 1804 году он подписывает соответствующий договор, а в 1811 году Имеретия вошла в состав России (управлялась по образцу Картлинии и Кахетии).
В 1803 году Мегрелия, стремясь избавиться от вассальной зависимости от Имеретии, принимает протекторат России (княжество перестаёт существовать в 1867 году). Гурийское княжество, формально также подчинявшееся Имеретии, в 1804 году принято в состав России (в 1828 году княжество ликвидируется).
В 1810 году к России присоединяется Абхазское княжество (формально упразднено в 1864 году). Сванетия также подчиняется Российской империи — «Княжеская Сванетия» присоединена в 1833 году, «Вольная Сванетия» — в 1840 году (в 1859 году княжество упразднили).
В завершении русско-персидской войны 1804—1813 годов подписан Гюлистанский мирный договор, согласно условиям которого Персия признала вхождение в состав Российской империи Дагестана, грузинских земель, Абхазии, а также территории Бакинского, Гянджинского, Карабахского, Ширванского, Шекинского, Дербентского, Кубинского и Талышского ханств.
По результатам последующей русско-персидской войны 1826—1828 годов подписывается Туркманчайский мирный договор, по которому к России отошли Эриванское и Нахичеванское ханства.

### Русско-турецкие войны. Присоединение Крыма и Новороссии

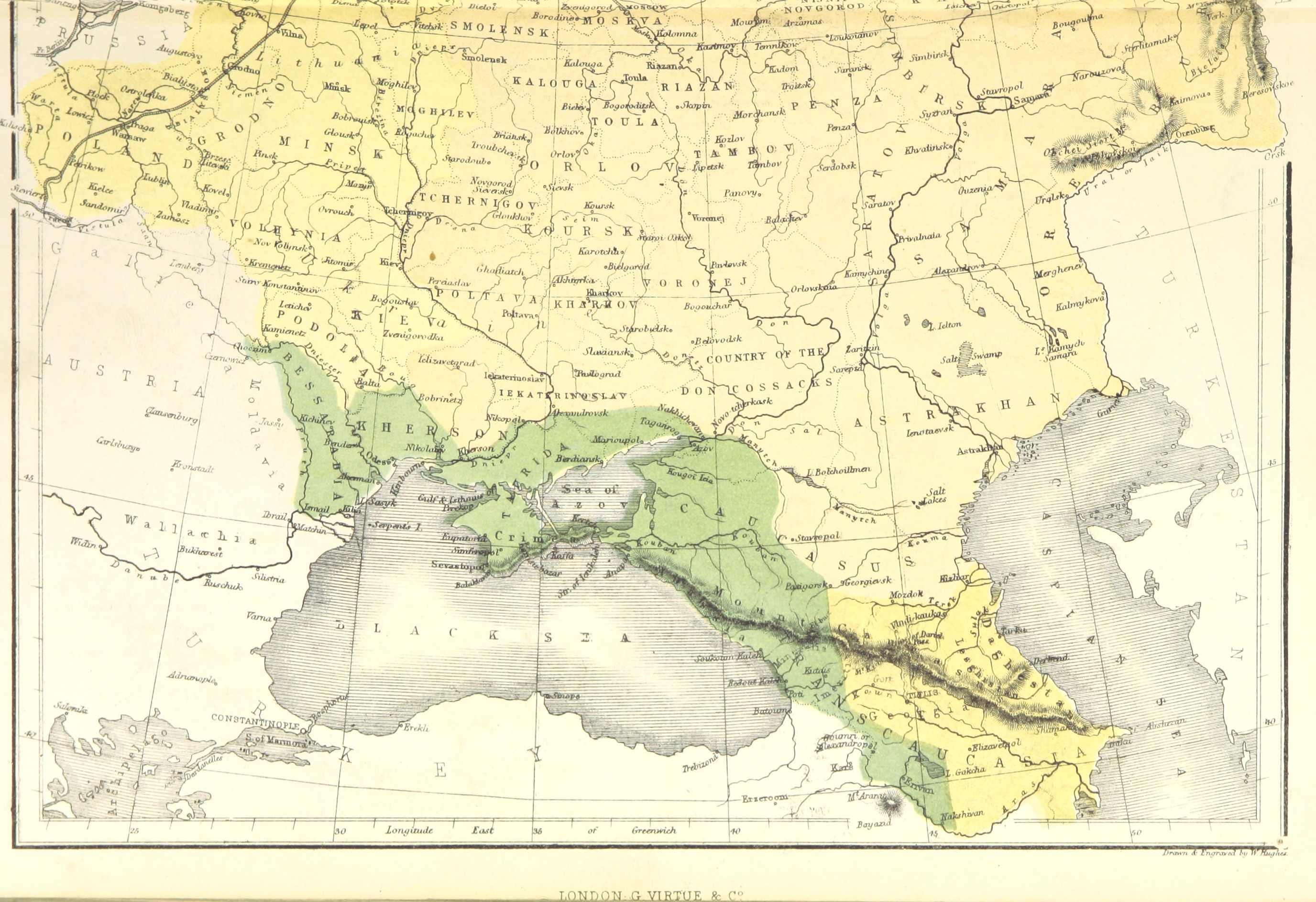
Зелёным цветом отмечены территории, отошедшие к России по итогам войн с Турцией и Персией в XVIII — первой половине XIX веков

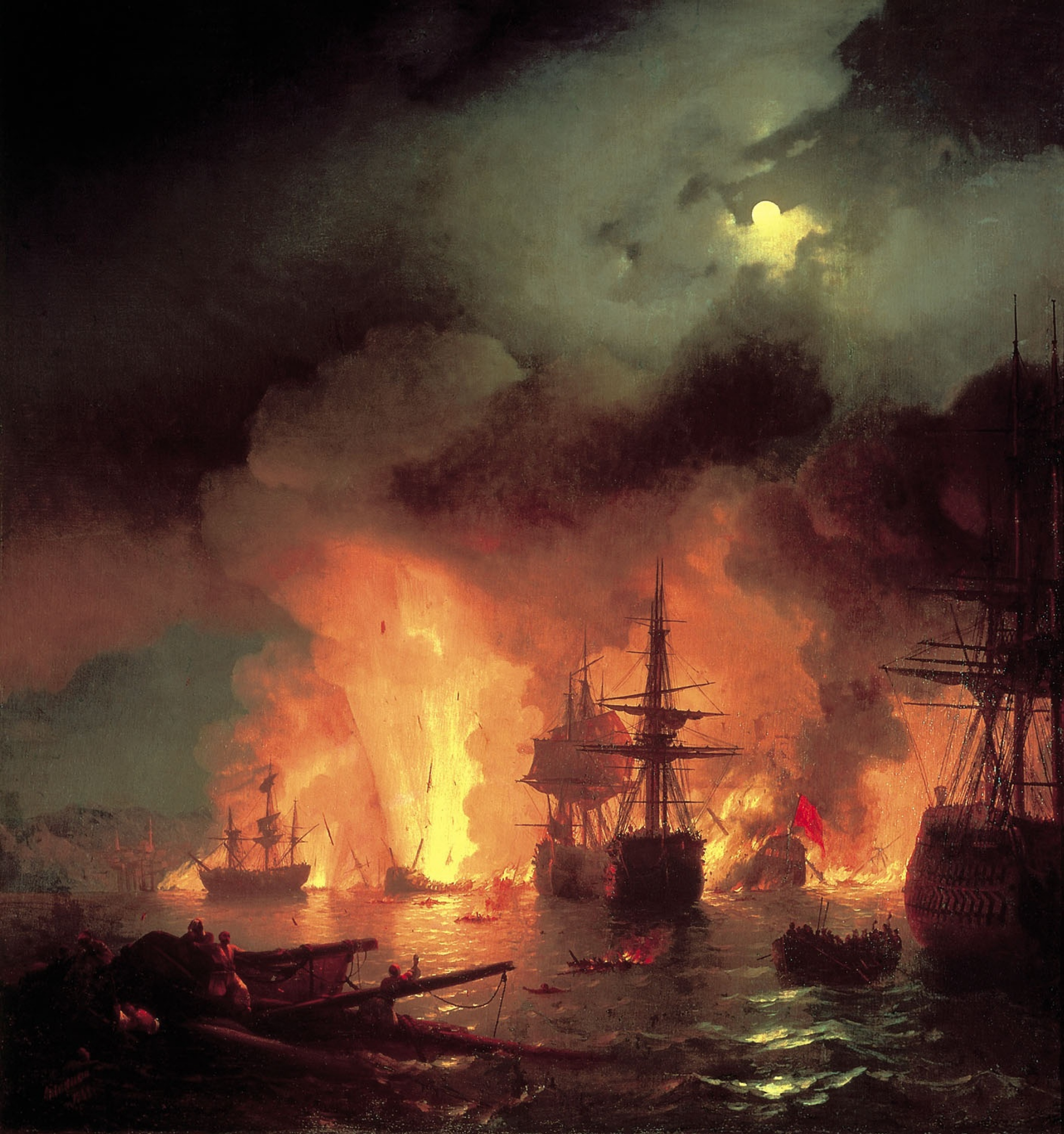
Уничтожение турецкого флота в Чесменском сражении. 1770 год

Османская империя являлась геополитическим конкурентом России. Её вассал — Крымское ханство, постоянно устраивало набеги. Как средство защиты была построена «Большая засечная черта». Центром обороны юга становится Белгородский разряд, строятся Изюмская черта, Украинская линия.
Согласно Белградскому договору, Азов переходит к России, но взамен запрещено строить укрепления и флот. В 1736 году русская армия сжигает Бахчисарай и занимает Очаков, однако в 1738 году вынуждена покинуть его.
Крымские войска прекращают крупные набеги, а мирное население переходит к земледелию. Для защиты от набегов Россия осваивает и заселяет Дикое поле, развивает новые области — Новую Сербию и Славяносербию. Эта активность приводит к войне 1768—1774 годов. Согласно Кючук-Кайнарджийскому договору, Турция признала независимость Крыма и выплатила контрибуцию в 4,5 млн рублей. На престол Крыма выдвинут ставленник России, что вызывает раздражение местной знати.
Айналы-Кавакская конвенция обязала Россию и Турцию вывести войска из Крыма и запретила вмешиваться во внутренние дела. Турция признала ханом Шагин-Гирея, подтвердила независимость Крыма и право русских судов ходить через черноморские проливы. Русская армия уходит, оставив шеститысячный гарнизон в Керчи и Еникале. В 1781 году Шагин-Гирей из-за восстания бежал в Керчь. В 1783 году он отрёкся от престола, а 8 апреля по императорскому манифесту Крым входит в состав империи. Российские войска заняли Тамань, Кубань и Крым. Основан Севастополь. Русско-турецкая война (1787—1791) определила русско-турецкую границу по Днестру.
По итогам русско-турецких войн 1806―12 и 1828―29 годов к России присоединены Бессарабия и Черноморское побережье Кавказа. По окончании войны 1877—1878 годов Российская империя присоединяет Карсскую и Батумскую области в Закавказье.

### Присоединение Северного Кавказа

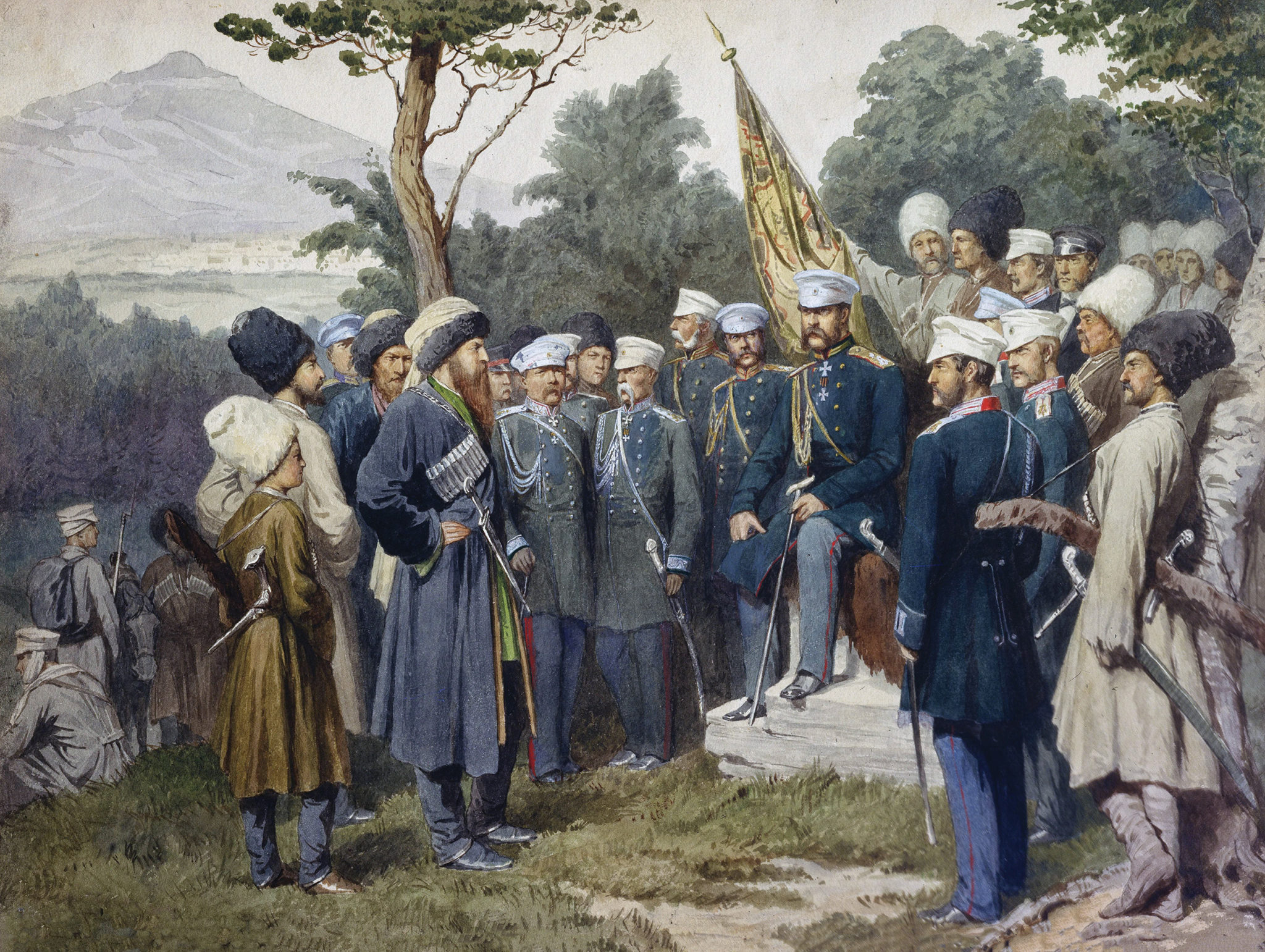
Сдача в плен имама Шамиля. 1859 год

Между присоединёнными Картли-Кахетинским царством и азербайджанскими ханствами лежали земли присягнувших на верность, но независимых горских народов.
После усмирения Большой Кабарды главными противниками российских войск выступили адыги на западе в Черкесии и на востоке — горцы, объединившиеся в военно-теократическое исламское государство — Северо-Кавказский имамат, которое возглавил Шамиль. Военные действия против горцев велись значительными силами и были очень ожесточёнными.
С середины 1830-х годов конфликт обострился в связи с возникновением в Чечне и Дагестане религиозно-политического движения под флагом газавата, которое получило моральную и военную поддержку Османской империи, а во время Крымской войны — и Великобритании. Сопротивление горцев Чечни и Дагестана было сломлено в 1859 году. Война же с адыгскими племенами Западного Кавказа продолжалась до 1864 года и закончилась выселением значительной части адыгов в Османскую империю, либо на равнинные земли Прикубанья.

### Покорение Центральной Азии

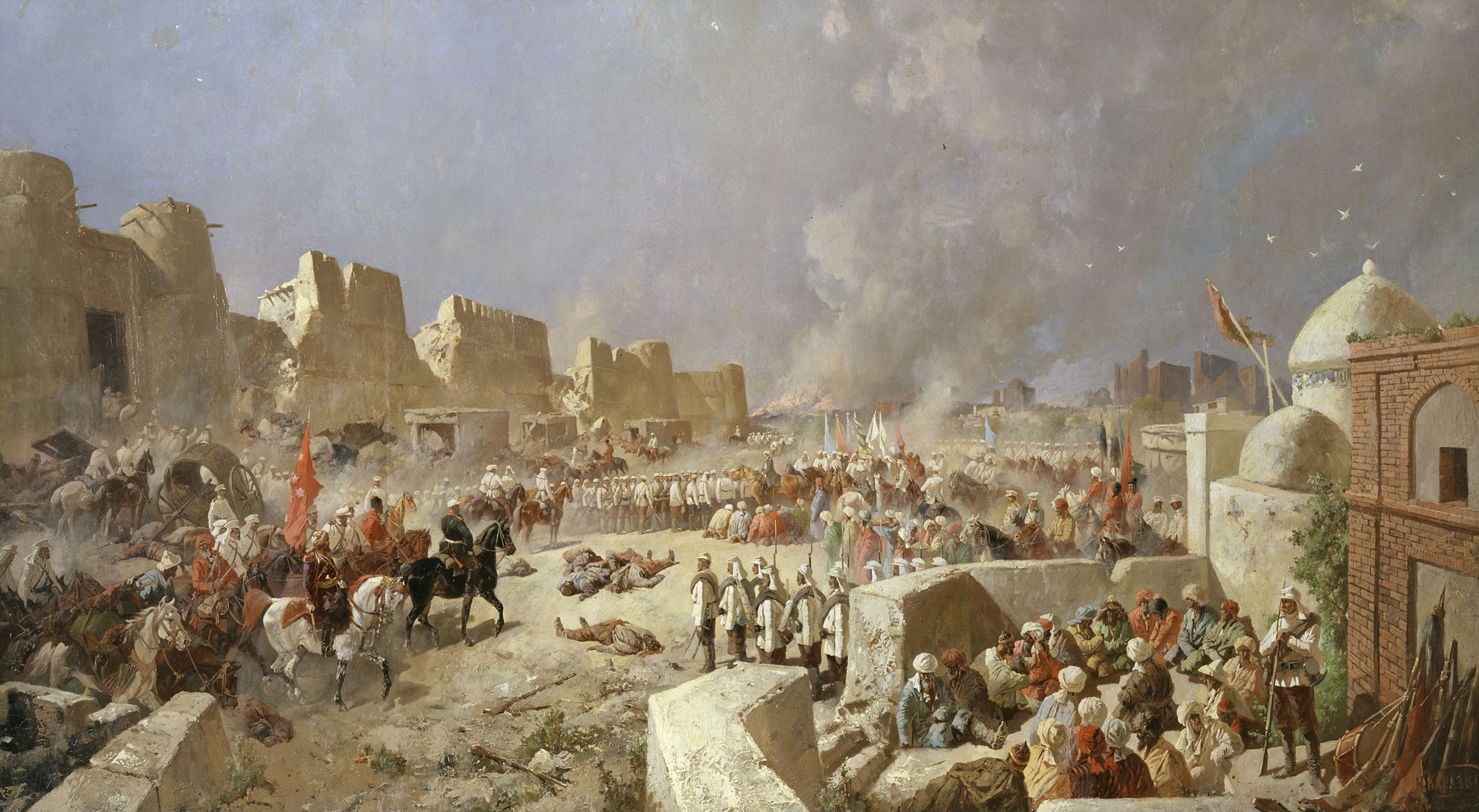
Н. Н. Каразин. Вступление русских войск в Самарканд. 1868 год

В 1850—1870-х годах Россия провела ряд успешных военных кампаний против среднеазиатских государств и значительно расширила свои владения в Средней Азии. Хивинское ханство и Бухарский эмират были превращены в вассалов России, а Кокандское ханство — ликвидировано. Русское продвижение остановилось на границах Афганистана.
Империя мотивировала экспансию на юг стремлением прекратить набеги местных народов на её владения. В то же время Великобритания опасалась потери Индии и усиления России за счёт новых торговых возможностей. Во время Афганского кризиса (1885 г.) она потребовала от афганского эмира дать отпор русским. После боя на Кушке стороны определили русско-афганскую границу.
Хунза-Нагарская кампания начала противостояние за владения над Памиром. Памирские экспедиции отряда Ионова стали ответом России, после которого заключено российско-британское соглашение (по нему часть Памира отошла к Афганистану, часть — к России, а часть — в Бухарский эмират, подконтрольный России).
Россия пыталась наладить прямые отношения с Кабулом. Продолжалась борьба за влияние в Персии (Иране). Русско-японская война вынудила Россию свернуть эту активность. Англо-русская конвенция завершила формирование Антанты, и противостояние двух держав было прекращено. Согласно конвенции, Афганистан признан британской сферой влияния. В свою очередь, Персия была разделена на три сферы влияния: северную — российскую, южную — британскую и промежуточную — нейтральную.

### Экспансия Российской империи на Дальнем Востоке

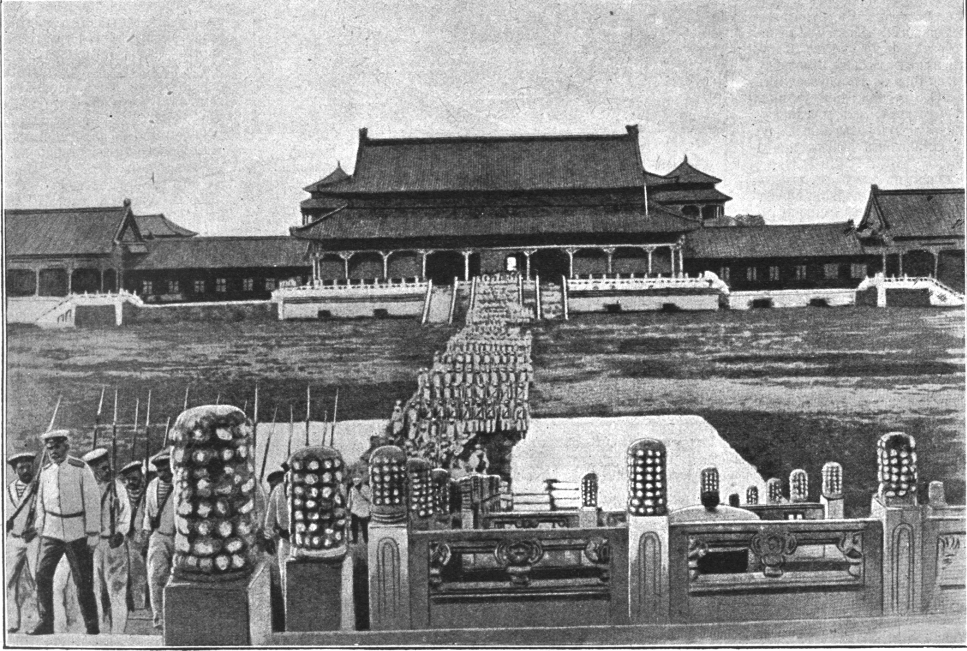
Русские войска в Пекине. 1900 год

Николай II стремился к укреплению влияния России на Дальнем Востоке. Для этого была построена Транссибирская железная дорога и усилен флот.
Япония перешла к политике экспансии и, стараясь захватить Корею, наткнулась на сопротивление Китая. Японо-китайская война 1894—1895 годов закончилась Симоносекским миром, по которому Японии перешла часть территорий, а Китай утратил влияние над Кореей. Этот факт не отвечал интересам европейских держав, поэтому Германия, Россия и Франция добились его пересмотра: Япония отказалась от Ляодунского полуострова, а затем он был передан России в аренду.
В 1900—1901 годах Россия в составе «альянса восьми держав» участвовала в интервенции в Китай. Русские войска в составе союзных войск взяли столицу Китая Пекин и фактически оккупировали Маньчжурию. Расширение экспансии России на Дальнем Востоке привело к столкновению с набирающей силу Японией.
В 1904 году без объявления войны японский флот напал на русскую эскадру в Порт-Артуре. Были выведены из строя несколько крупных русских кораблей, что привело к беспрепятственной высадке японцев в Корее. В мае 1904 года японцы высадились на Ляодунском полуострове и после осады захватили Порт-Артур, а также они разгромили русский флот в Цусимском сражении. По Портсмутскому мирному договору Японии отошли южная часть Сахалина и Ляодунский полуостров.
После Синьхайской революции из-под власти Китая вышла Монголия. В 1912 году Россия и Монголия подписывают соглашение, по которому Монголия фактически становилась протекторатом Российской империи. В 1914 году под прямой протекторат России перешёл Урянхайский край. В 1915 году Россия и Китай подписали Кяхтинский договор, определивший зоны влияния в Монголии.

## Малоизвестные зависимые территории

### Архипелагское княжество
После победы в 1770 году в Чесменском сражении русский флот обеспечил себе господствующее положение в районе Греческого архипелага (был занят ряд островов в Эгейском море, население которых приняло русское подданство). В 1771 году провозглашено Великое княжество Архипелагское (находилось под протекторатом Российской империи). Княжество прекратило своё существование после заключения в 1774 году Кючук-Кайнарджийского мира.

### Республика Семи Соединённых Островов и Каттаро
В 1798—1799 годах действиями объединённой русско-турецкой эскадры под командованием Ф. Ф. Ушакова от французской военной оккупации были освобождены несколько Ионических островов. В 1800 году на этих островах провозглашена Республика Семи Соединённых Островов, находившаяся под совместным протекторатом Российской и Османской империй. По условиям Тильзитского мира 1807 года территория республики передана под контроль Франции (кроме того, по Тильзитскому миру Франции передали бухту города Каттаро, которая была занята русскими войсками в 1806 году).

### Княжества Валахия и Молдавия
Согласно Кючук-Кайнарджийскому миру 1774 года Российская империя приобрела право покровительства дунайским княжествам — Валахии и Молдавии. В 1829—1834 годах княжества Валахия и Молдавия временно находились под управлением российской администрации во главе с П. Д. Киселёвым, который провёл ряд реформ по совершенствованию административной системы этих княжеств (включая введение первых конституционных актов — «органических статутов»).

### Болгария и Северная Добруджа

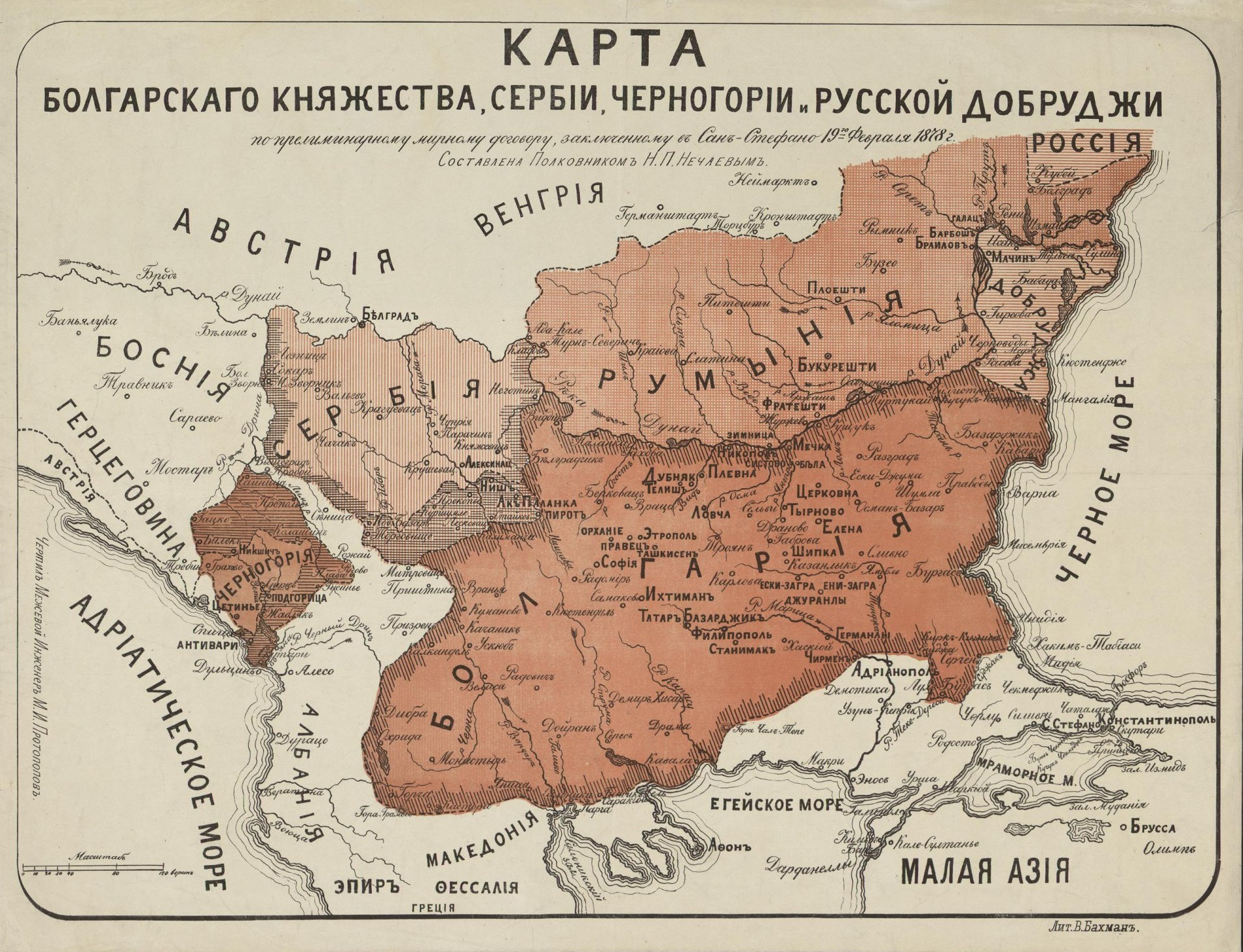
Русская Добруджа на карте Балканского полуострова

В 1877 году, в ходе русско-турецкой войны, на территории Болгарии начала действовать русская гражданская администрация (Временное русское управление), которая заложила основы для построения болгарского государства. В частности, в канцелярии Временного русского управления был разработан первоначальный проект конституции Болгарии, русской администрацией подготовлены около трёх тысяч болгарских чиновников и др. Временная русская администрация в Болгарии прекратила свою деятельность в 1879 году.
После русско-турецкой войны 1877—1878 годов к Российской империи отошла Северная Добруджа как территориальное возмещение наложенной на Османскую империю контрибуции. Однако в итоге земли Северной Добруджи Россия передала Румынии в обмен на южную часть Бессарабии.

## Образование и наука
Образование. Реформы, проводившиеся Петром I, явились предпосылкой к возникновению в России развитой системы образования. Были основаны профессиональные школы, которые не только готовили специалистов различного профиля, но и давали общее образование, среди них — Школа математических и навигацких наук (1701). Появились и так называемые «цифирные школы» (для детей всех сословий, кроме крестьян), архиерейские (для подготовки духовенства) и гарнизонные (для детей солдат) школы.
При основанной в Санкт-Петербурге Академии наук начали свою работу Академический университет и Академическая гимназия. В 1732 году в Санкт-Петербурге открыт первый кадетский корпус — Корпус кадет.
В 1755 году по проекту М. В. Ломоносова образован Московский университет. В 1764 году по инициативе И. И. Бецкого основано Воспитательное общество благородных девиц (Смольный институт), положившее начало женскому среднему образованию. Появляются специализированные учебные заведения, в том числе Академия художеств, Горное училище в Санкт-Петербурге, Константиновская землемерная школа в Москве, медико-хирургические академии в Санкт-Петербурге и Москве и др. С 1782—1786 годов для детей всех свободных сословий начали открываться народные училища.
В 1802 году учреждено Министерство народного просвещения, которому на общегосударственном уровне подчинялась система образования. Создаются новые университеты — Дерптский (1802), Казанский (1804), Харьковский (1805), Санкт-Петербургский (1819), Университет Святого Владимира (Киев, 1833), Новороссийский (Одесса, 1865), Томский (1888) и др. В 1832 году открыта Императорская военная академия (с 1855 г. — Николаевская академия Генерального штаба).
Для лиц дворянского происхождения создавались лицеи, дававшие высшее образование: Царскосельский (позднее Александровский), Демидовский и др.
В 1860—1870-х годах активизировалась деятельность земств в области народного образования (28 355 земских школ в 1911 году). Значительное место в системе начального образования занимают церковно-приходские школы (33 942, или 33,7 % всех начальных школ в 1911 году). Развивается система женского высшего и среднего образования.
Если в 1897 году число грамотных в Российской империи (без Финляндии) составляло лишь 21 % от всего населения (что ниже показателя грамотности большинства европейских стран указанного времени), то к 1917 году этот показатель достиг уровня 30—35 % (при этом в Центральной России грамотной была уже половина населения).
В 1914 году имелось около 102 тыс. начальных, свыше 1,6 тыс. неполных средних (высшие начальные училища, прогимназии) и свыше 1,9 тыс. средних (гимназии, реальные училища, коммерческие училища, кадетские корпуса, женские институты, епархиальные женские училища) школ.
К числу учебных заведений для среднего специального образования относились духовные и учительские семинарии, учительские институты, военные училища, технические училища и др.
К началу 1917 года высшее образование в России давали 11 университетов, а также более 100 других высших учебных заведений (технические, медицинские, сельскохозяйственные, педагогические, востоковедческие, историко-филологические, коммерческие, юридические и прочие институты и высшие училища, военные и духовные академии, высшие курсы и др.).
Наука. Русская наука как самостоятельная сфера профессиональной деятельности формировалась в начале XVIII века благодаря реформам Петра I. Первоначально ввиду отсутствия в России соответствующих научных институтов и упорядоченной научной деятельности происходило заимствование из Европы методов организации научной работы, переводились на русский язык труды европейских учёных, а также приглашались иностранные специалисты (в их числе историк Герард Миллер и математик Леонард Эйлер), которые работали над развитием различных научных направлений и готовили национальные кадры русских учёных.
В 1725 году в Санкт-Петербурге по указу Петра I открывается Академия наук (с 1836 года — Императорская Санкт-Петербургская Академия наук), а в 1783 году образована Российская академия (занималась изучением русского языка и словесности).
В XIX веке продолжилось формирование структуры научных учреждений России, при этом крупнейшим научным центром оставалась Санкт-Петербургская Академия наук (в 1841 году к ней была присоединена Российская академия). К концу 1830-х годов самостоятельными научными центрами становятся университеты. Создаются и специализированные научно-исследовательские учреждения — Пулковская обсерватория (1839), Институт экспериментальной медицины (1890) и др.
Значительное влияние на развитие русской науки оказала деятельность многочисленных научных обществ (350 — в 1890-е годы). Среди самых известных и крупнейших — Вольное экономическое общество, Русское географическое общество, Русское техническое общество и др.
Расширение сети научных учреждений способствовало формированию национальных научных кадров. Если в первой трети XIX века в научной среде России преобладали иностранные учёные, то к середине 1870-х годов русские учёные составляли уже свыше 80 % профессорско-преподавательского корпуса.
Среди наиболее известных русских учёных: один из основоположников русской науки — М. В. Ломоносов, в области математики — Н. И. Лобачевский, П. Л. Чебышёв, С. В. Ковалевская, физики — П. Н. Лебедев, Э. Х. Ленц, А. Г. Столетов, Б. С. Якоби, химии — А. М. Бутлеров, Д. И. Менделеев, астрономии — В. Я. Струве, медицины — В. М. Бехтерев, С. П. Боткин, Н. И. Пирогов, физиологии — И. П. Павлов (Нобелевская премия 1904 года), И. М. Сеченов, микробиологии и иммунологии — И. И. Мечников (Нобелевская премия 1908 года), биологии — А. Н. Бекетов, К. М. Бэр, К. А. Тимирязев, географии — П. П. Семёнов-Тян-Шанский, геологии — В. И. Вернадский, А. П. Карпинский, почвоведения — В. В. Докучаев, радиотехники — А. С. Попов, аэродинамики — Н. Е. Жуковский, теории реактивного движения — К. Э. Циолковский, кораблестроения — А. Н. Крылов, океанологии — С. О. Макаров, славянской филологии — А. Х. Востоков, И. И. Срезневский и многие другие. Неоценимый вклад в изучение русской истории внесли Н. М. Карамзин, С. М. Соловьёв, В. О. Ключевский, в исследование русского языка — Я. К. Грот, В. И. Даль, А. А. Шахматов, русского фольклора — А. Н. Афанасьев, В. Ф. Миллер.
Русские исследователи приняли самое активное участие в изучении различных регионов Земли (экспедиции В. И. Беринга, И. Ф. Крузенштерна и Ю. Ф. Лисянского, Ф. Ф. Беллинсгаузена и М. П. Лазарева, Ф. П. Литке, П. П. Семёнова-Тян-Шанского, Н. М. Пржевальского, Н. Н. Миклухо-Маклая и др.).

## Культура

### Изобразительное искусство

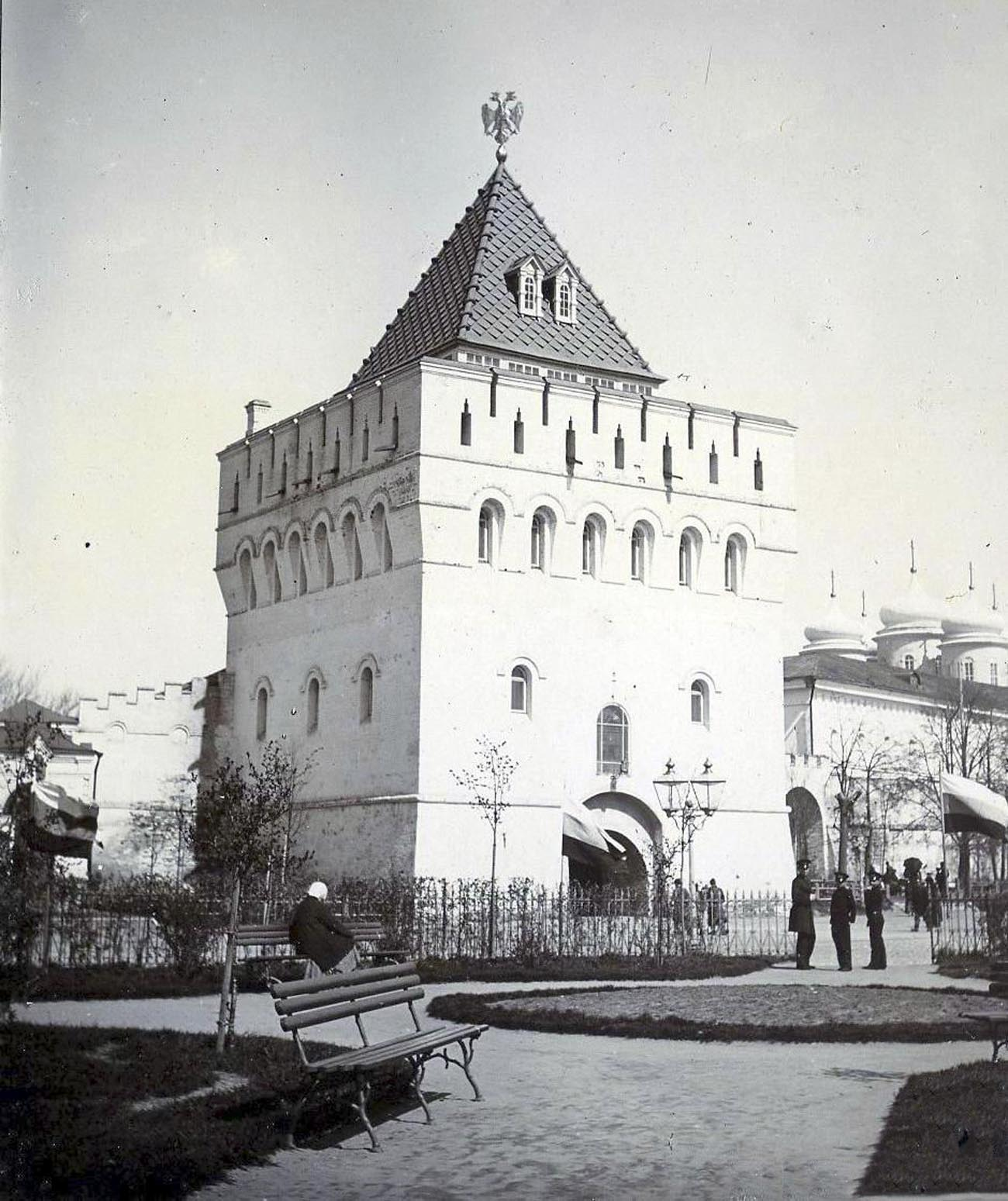
Художественный музей в главной башне Нижегородского кремля, 1896 год

В 1757 году открыта Императорская Академия художеств. В 1863 году в рамках «Бунта четырнадцати» основывается Артель художников. Но именно благодаря Академии изобразительное искусство введено в программу общего образования. В 1896 году был открыт Нижегородский государственный художественный музей Российской империи — один из старейших музеев в современной России.
Художники также поддерживались предпринимателями Российской империи, такими как Третьяковы, Мамонтов и другими. Были созданы одни из крупнейших в мире коллекций произведений изобразительного искусства (например, Эрмитаж).

### Музыка
Музыка в империи активно развивалась после эпохи дворцовых переворотов. Одними из первых композиторов были Е. И. Фомин, И. Е. Хандошкин и Д. С. Бортнянский. Один из наиболее популярных жанров в конце XVIII и первой половине XIX веков был романс. Важную роль в развитии этого жанра сыграли: А. А. Алябьев, А. Е. Варламов, А. Л. Гурилёв, А. Н. Верстовский, П. П. Булахов. Первым крупным деятелем русской музыки стал М. И. Глинка, традиции заданные им, впоследствии, использовали П. И. Чайковский, М. П. Мусоргский, Н. А. Римский-Корсаков и другие. В конце XIX — начале XX веков музыку развивали: А. К. Лядов, А. К. Глазунов, С. И. Танеев, А. С. Аренский, А. Н. Скрябин, С. В. Рахманинов и другие.

### Кинематограф
4 (16) мая 1896 года состоялась первая в России демонстрация «синематографа Люмьера» (было показано несколько фильмов). В том же месяце Камилл Серф осуществляет первые в России документальные съёмки торжеств в честь коронации императора Николая II. Кинопоказы стали пользоваться популярностью, а кинотеатры появились во многих крупных городах России.
Создаются первые русские киностудии, среди них — товарищества «И. Ермольев» и «А. Ханжонков и К°». Первые художественные ленты представляли собой экранизации фрагментов классических произведений русской литературы («Песнь про купца Калашникова», «Идиот»), народных песен («Ухарь-купец») или иллюстрации эпизодов отечественной истории («Пётр Великий»). В 1911 году выходит первый полнометражный фильм «Оборона Севастополя» (режиссёры В. М. Гончаров и А. А. Ханжонков).

## Государственные символы и награды

### Государственный герб
При Петре I российский государственный герб претерпевает изменения: щиток с всадником-драконоборцем на груди двуглавого орла стал окружаться цепью ордена Святого Андрея Первозванного, а сам орёл теперь увенчивался императорскими коронами западноевропейского образца. Были установлены государственные гербовые цвета — чёрный и золотой (жёлтый) — чёрный двуглавый орёл изображался на золотом (жёлтом) поле. С 1720—1730-х годов всадник государственного герба официально именуется в описаниях Святым Георгием.
В 1799 году император Павел I, ставший великим магистром Мальтийского ордена, включил в состав государственного герба мальтийские крест и корону (его преемник Александр I эти новации отменяет).
Со времён Николая І официально закреплён ещё один тип государственного герба — на крыльях двуглавого орла помещаются щитки с титульными гербами.
При Александре II появились Большой, Средний и Малый государственные гербы, созданные в соответствии с нормами европейской геральдики (так, всадник на груди гербового орла стал изображаться повёрнутым в левую от зрителя сторону).
В 1882—1883 годах императором Александром III утверждаются новые варианты Большого, Среднего и Малого государственных гербов, выполненные профессором живописи А. И. Шарлеманем. Эти гербы без изменений просуществуют вплоть до 1917 года.

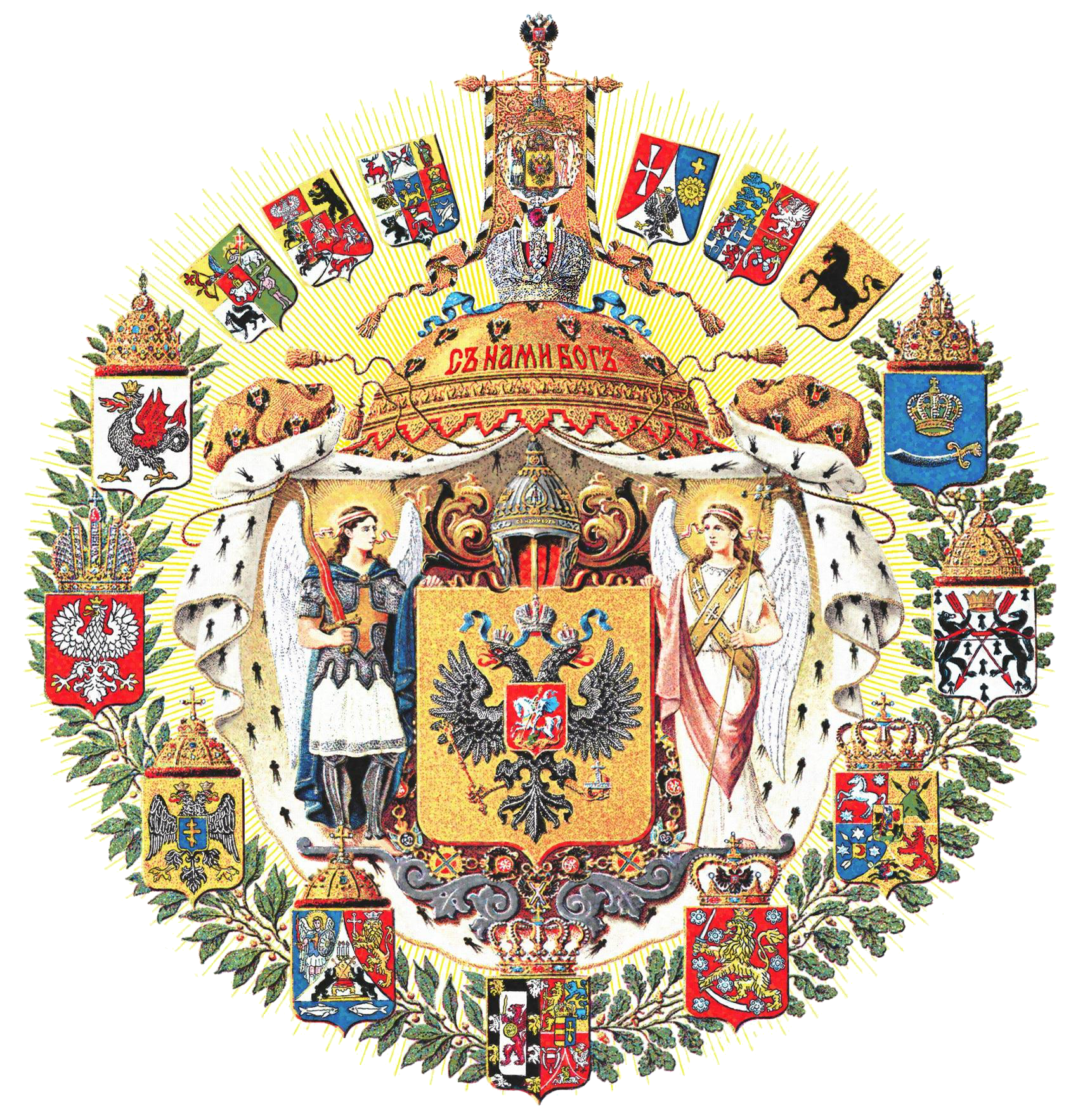
Большой государственный герб Российской империи, 1882 год
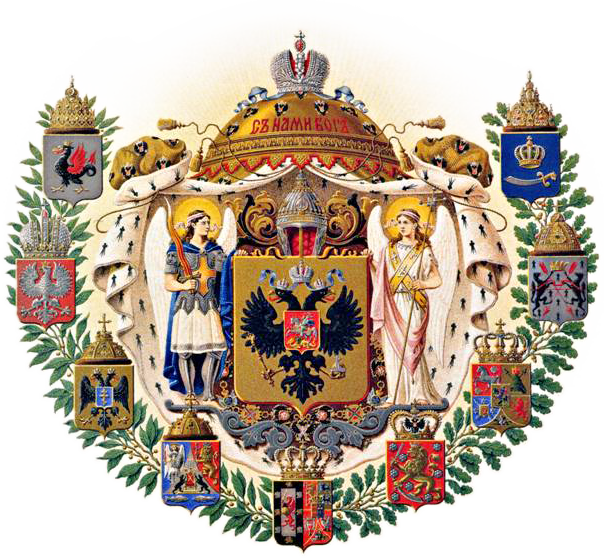
Средний государственный герб Российской империи, 1883 год
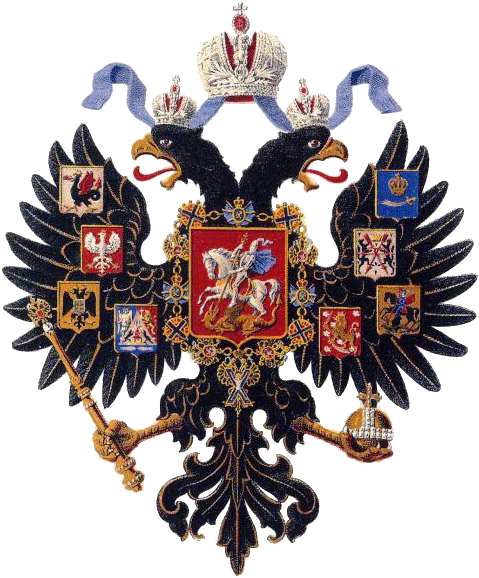
Малый государственный герб Российской империи, 1883 год

### Национальный флаг
В 1693 году на яхте «Святой Пётр» впервые был поднят флаг Царя Московского (бело-сине-красный флаг с золотым двуглавым орлом в центре).
Бело-сине-красный флаг известен как флаг торгового флота России по меньшей мере с 1705 года и оставался таковым вплоть до 1917 года. При этом в соответствии с международной флажной традицией, как правило, национальный или государственный флаг одновременно является и флагом гражданского (торгового) флота. Поэтому указанный флаг во всём мире считался русским флагом.
В 1858 году официальным государственным флагом Российской империи стал чёрно-жёлто-белый флаг (флаг «гербовых цветов Империи»), утверждённый указом императора Александра II (в 1873 году он был назван «национальным»). Со временем чёрно-жёлто-белые цвета стали восприниматься в обществе как сугубо монархические, «романовские», в отличие от петровского бело-сине-красного флага, который постепенно фактически приобрёл статус гражданского (народного) флага.
В 1883 году император Александр III распорядился в торжественных случаях украшать здания исключительно бело-сине-красным, «русским флагом». В 1896 году повелением императора Николая II этот флаг официально был объявлен национальным флагом России.
В 1914 году «для употребления в частном быту» введён новый флаг — бело-сине-красное полотнище с чёрным двуглавым орлом в жёлтом квадрате у древка. Данный флаг в некоторых публикациях своего времени назывался «новым русским национальным флагом», хотя он никогда официально не имел подобного статуса и достаточно редко использовался (в основном в печати).

### Государственный гимн
Первым неофициальным гимном Российской империи с 1791 года являлся полонез «Гром победы, раздавайся» (музыка О. А. Козловского, стихи Г. Р. Державина; написан по случаю взятия русскими войсками крепости Измаил). В 1816 году согласно указу императора Александра I российским официальным гимном становится «Молитва русских», созданная на мелодию британского гимна «Боже, храни короля» (автор русского текста — поэт В. А. Жуковский).
В 1833 году по поручению императора Николая I создаётся новый государственный гимн — «Боже, Царя храни!» (первоначальное его название — «Молитва русского народа»). Музыку гимна написал композитор Алексей Львов, автором поэтического текста снова стал Василий Жуковский. Первые публичные исполнения нового гимна состоялись 11 (23) декабря 1833 года в Большом театре в Москве и 25 декабря 1833 (6 января 1834) года в Зимнем дворце в Санкт-Петербурге.

### Государственные награды
Основы российской наградной системы были заложены Петром I, учредившим орден Святого апостола Андрея Первозванного (первое награждение этим орденом состоялось в 1699 году). В дальнейшем появились ордена Святой Екатерины (1713), Святого Александра Невского (1725), Святого Георгия (1769), Святого Владимира (1782) и Святой Анны (1797). В 1831 году в российскую орденскую систему включили бывшие польские ордена Белого орла и Святого Станислава. Кроме того, непродолжительное время проводились награждения орденом Святого Иоанна Иерусалимского, введённого в число российских орденов Павлом I после провозглашения его великим магистром Мальтийского ордена. К 1914 году в наградной системе Российской империи имелось восемь орденов.
В 1797 году образована Орденская канцелярия (позднее — Капитул российских императорских и царских орденов) — административный орган, занимавшийся орденскими церемониалами, заказом изготовления орденских знаков, ведением кавалерских списков и др.
Помимо орденов также существовали различные медали и знаки отличия (например, Георгиевский крест).

## Императорский двор
| Старый чин (до 1722 года) | Новый чин (Табель о рангах) |
| ------------------------- | --------------------------- |
| Дворецкий                 | Обер-маршал                 |
| Постельничий              | Обер-камергер               |
| Стольник                  | Камергер                    |
| Стряпчий                  | Гофмейстер                  |
| Ясельничий                | Обер-шталмейстер            |
| Ловчий                    | Обер-егермейстер            |
| Кравчий                   | Обер-шенк                   |
| Чашник                    | Обер-мундшенк               |
| Чарочник                  | Мундшенк                    |
| Комнатный дворянин        | Камер-юнкер                 |

Императорский двор образован Петром I. Окончательный свой вид принял только при Николае I. Общие принципы его построения были заимствованы у французов, а номенклатура придворных чинов — прусская и австрийская. При Петре I общее число придворных — несколько десятков, но к 1914 году их было уже до 1600. Придворное хозяйство ведалось отдельными учреждениями: Дворцовой канцелярией, Придворной конторой и другими (например, имелись Обер-егермейстерская канцелярия, занимавшаяся царской охотой и Кабинет Его Императорского Величества, занимавшийся личной собственностью императора).
Придворные чины — отдельный раздел Табели о рангах. В основном они состояли в II—IV классах, приравниваясь к генеральским и назначались императором. Все придворные чины имели право быть принятыми ко двору. Главным чином двора являлся обер-камергер, руководивший придворными кавалерами и представлявший императору и членам императорской семьи получивших право на аудиенцию. Кроме того, при дворе имелись пажи, обучавшиеся в привилегированном Пажеском корпусе, где лучшие из них получали чин камер-пажа. В их обязанности входило дежурство при императоре и дамах императорской фамилии. Отдельная система чинов по Табели была предназначена для женщин: обер-гофмейстерина, гофмейстерина, статс-дама, камер-фрейлина и фрейлина. По выходе замуж фрейлины отчислялись со двора.
В XIX веке пожалование в придворные чины превращается в награду (знак особой милости императора). Это привело к тому, что на 1809 год числилось 76 камергеров и 70 камер-юнкеров, когда на самом деле в штате находились 12 камергеров и 12 камер-юнкеров. В 1826 году устанавливается их «комплект» в 48 человек.
Помимо главного двора, существовали также «малые» дворы различных членов императорской фамилии, обычно состоявшие из нескольких человек (у них либо не имелось придворных чинов вообще, либо они были у них по императорскому двору).
На содержание двора тратились значительные средства, иногда такие расходы доходили до 25 % госбюджета. Особым размахом выделилась императрица Анна Иоанновна, при её правлении на двор тратили 3 млн рублей золотом, а на Академию наук и Адмиралтейскую академию — 47 тыс. рублей; на борьбу с эпидемиями — 16 тыс. рублей. В середине XIX века из бюджета тратилось 7 млн и 3 млн за счёт дохода с удельных земель. В это же время английский двор требовал на содержание 2,5 млн в год (и 3 млн за счёт доходов с удельных земель); прусский же двор вовсе обходился доходами удельных земель.
Например, в 1885 году императорским двором было израсходовано 20 млн рублей при государственных доходах в 866 млн рублей.